# Église Saint-Félix de Saint-Félix (Oise)
Pour les articles homonymes, voir Église Saint-Félix de Saint-Félix.
L'église Saint-Félix est une église catholique paroissiale située à Saint-Félix, dans l'Oise, en France. Elle réunit une vaste nef unique du début du XIIe siècle à un chœur gothique du XIIIe siècle, qui se compose de trois vaisseaux parallèles, et se termine par un chevet plat. Le portail occidental, de la première période gothique, constitue l'amorce d'une nouvelle façade, qui est finalement restée inachevée. L'intérieur de la nef surprend par une charpente portée en partie par des poteaux de bois, dont certains se superposent aux petites baies romanes, et évoque une grange plutôt qu'un édifice religieux. Les trois vaisseaux du chœur, relativement cloisonnés et d'une facture rustique, sont séparés par des grandes arcades flamboyantes, issues d'une reprise en sous-œuvre au cours de la première moitié du XVIe siècle. De l'architecture d'origine, ne restent plus que les réseaux des fenêtres, en partie incomplets, et des vestiges des supports. Les voûtes d'ogives actuelles sont purement fonctionnelles, et ne reflètent aucun style particulier. L'église Saint-Félix fait l'objet d'une inscription au titre des monuments historiques depuis le 30 novembre 1960. Elle est aujourd'hui affiliée à paroisse la Sainte-Claire de Mouy, et les messes dominicales n'y sont plus célébrées que deux ou trois fois par an, le samedi à 18 h 30.

## Localisation

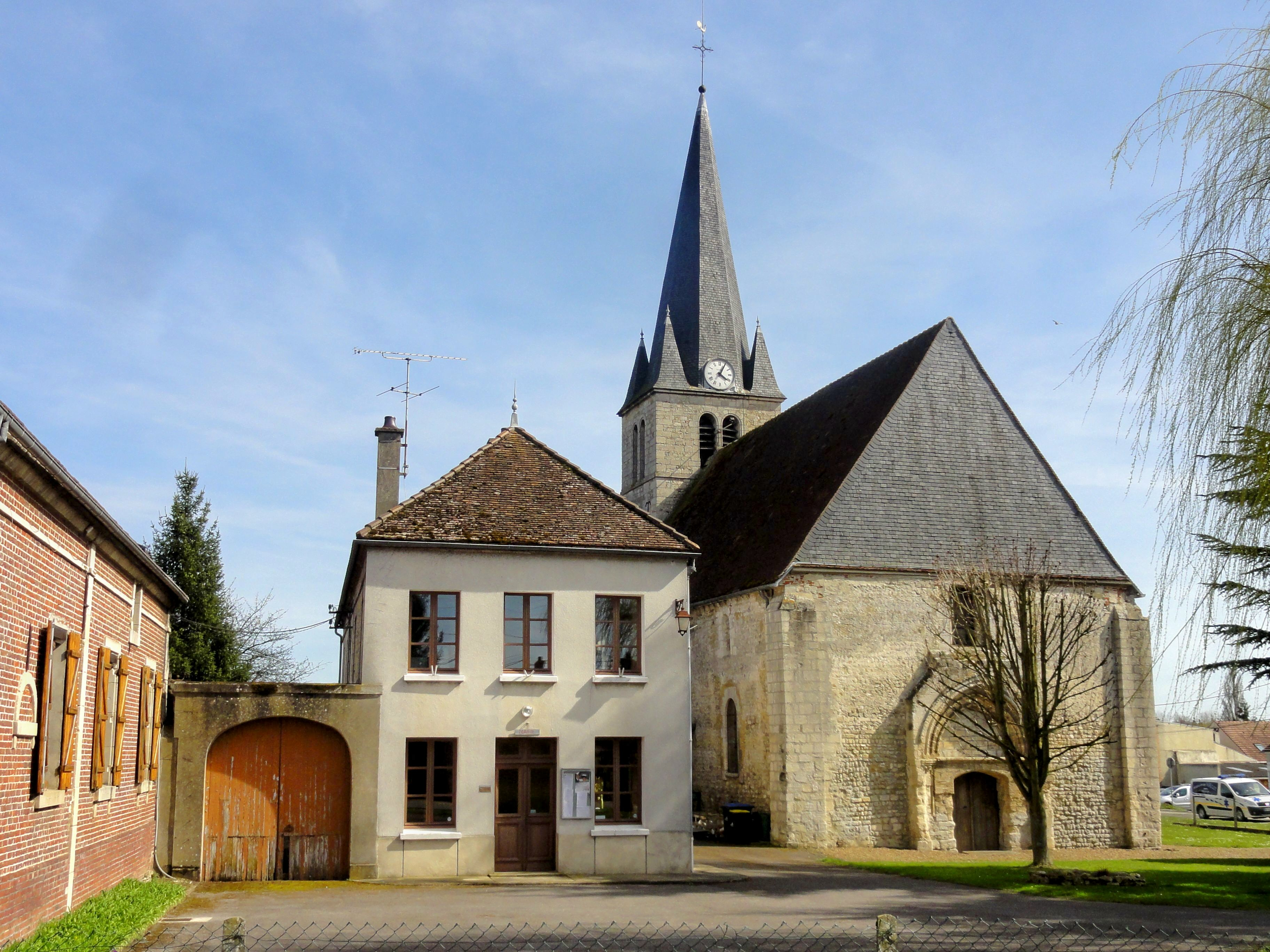
Mairie et église, vue depuis l'ouest.

L'église Saint-Félix est située en France, en région Hauts-de-France et dans le département de l'Oise, dans les plaines marécageuses de la vallée du Thérain, sur la commune de Saint-Félix, rue Principale (RD 12), à côté de la mairie. Elle est entourée de l'ancien cimetière, bien visible depuis la rue, et dégagée d'autres constructions, sauf au nord de la nef, ou un appentis s'insère entre la mairie et l'église. Devant le chevet, l'ancien cimetière n'est qu'une bande étroite, et ne permet pas de le contempler en prenant du recul : ce n'est que depuis la route, et à travers les pâturages situés à l'est de l'église, que l'on gagne un aperçu du chevet. Au nord du chœur, les arbres et une abondante végétation cachent la vue sur l'église.

## Historique
Selon l'abbé Lebeuf, le patron de la paroisse est probablement un saint Félix martyrisé à Vernot, dans le diocèse de Sens, avec un saint Félicissime, le 12 août. L'avancement de la fête patronale vers le 1er août aurait ultérieurement apporté la confusion avec saint Félix de Gérone, traditionnellement considéré comme patron local. — L'histoire de la paroisse et de son église reste méconnue, et l'on ignore sa date de fondation. L'on peut seulement se tenir aux conclusions à tirer des constats archéologiques. Les fenêtres à double ébrasement de la nef romane ne permettent pas de la faire remonter au-delà du début du XIIe siècle. Le chœur qui existe à cette époque est remplacé par la construction actuelle à trois vaisseaux et au chevet plat au second quart du XIIIe siècle, comme le donne à penser la coexistence de vestiges de supports proches du premier style gothique dans le collatéral nord, avec les réseaux de type gothique rayonnant dans la plupart des fenêtres. Le portail actuel est plaqué devant la façade un peu plus tôt, à la fin du XIIe ou au début du XIIIe siècle, mais a été modifié et défiguré depuis. L'hypothèse soutenue par Janny Noblécourt, que le portail serait rapporté, ne se justifie pas par son absence d'homogénéité avec le reste, ni par le gâble tronqué, et l'on conçoit mal pour quel motif le conseil de fabrique aurait voulu récupérer un portail aussi mal conservé. Au début du XVIe siècle, les grandes arcades du chœur sont reprises en sous-œuvre, et les voûtes du vaisseau central du chœur sont refaites.

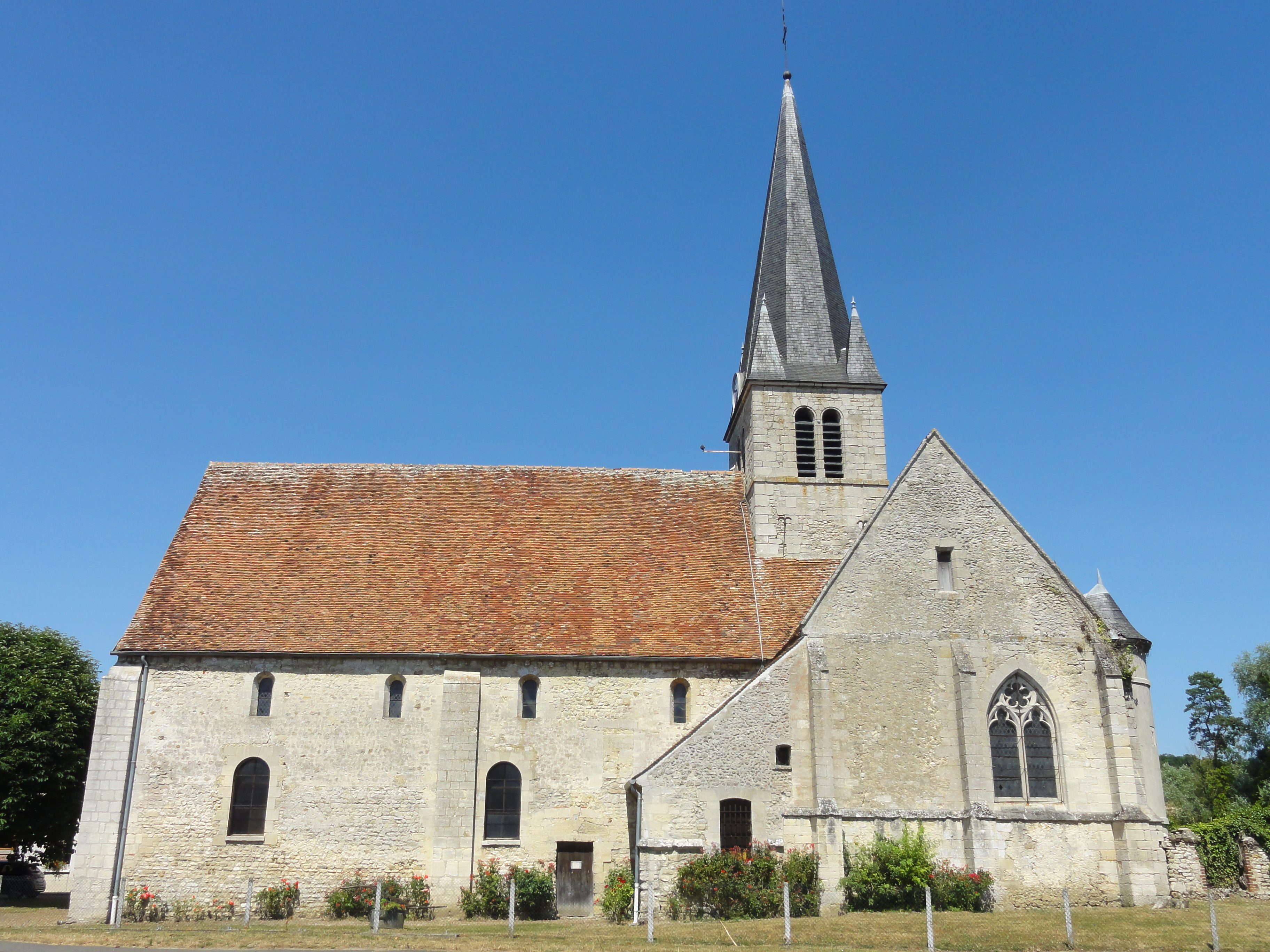
Vue depuis le sud.

Sous l'Ancien Régime, la paroisse relève du doyenné et de l'archidiaconé de Clermont, et du diocèse de Beauvais. Le collateur de la cure est l'abbé de Saint-Lucien de Beauvais, en même temps principal seigneur temporel du village. La paroisse passe pour l'une des plus riches du diocèse. L'abbaye possédait, sur le chemin de Thury-sous-Clermont, un manoir, qui tombe en ruines dès le début du XVIe siècle, et dont on acheva la démolition vers 1760. Jusqu'à la Révolution française, une délégation des habitants se rend annuellement à Montmorency, le 1er août, jour de la fête de saint Félix, puisque la collégiale Saint-Martin abrite des reliques du saint patron, qui sont promenées ce jour-ci dans les rues de la ville, dans le cadre d'une procession solennelle. Selon l'abbé Lebeuf, les habitants de Saint-Félix viennent participer à la procession pour exprimer leur gratitude aux chanoines de Montmorency pour leur avoir cédé une relique de leur patron, mais ce n'est qu'une supposition, et les fondements de cet usage sont déjà oubliés au XVIIIe siècle. — En 1825, la commune est rattachée à Hondainville, mais recouvre son indépendance sept ans plus tard : autrement, l'église aurait risqué la fermeture au culte et l'abandon. C'est après 1835 que la nef, jusque-là mal éclairée, est pourvue de fenêtres supplémentaires, tout en conservant les petites baies romanes tout en haut des murs.
L'église Saint-Félix est inscrite au titre des monuments historiques par arrêté du 30 novembre 1960. Elle est aujourd'hui affiliée à paroisse la Sainte-Claire de Mouy. La vie spirituelle, quasiment éteinte, se limite à deux messes dominicales anticipées par an, célébrées certains samedis à 18 h 30, pendant la période d'avril à octobre. S'y ajoutent quelques célébrations particulières à la demande des fidèles.

## Description

### Aperçu général

Plan de l'église.

Orientée un peu irrégulièrement, avec une nette déviation de l'axe vers le sud-est du côté du chevet, afin de s'aligner sur le tracé de la route, l'église suit un plan en T, et se compose de deux parties bien distinctes. La nef, en forme de grange, est un vaste espace de plan rectangulaire, à charpente apparente. Des arcades la relient à la base du clocher, en même temps première travée du chœur, et aux deux collatéraux ou chapelles latérales du chœur. Avec ses deux chapelles, le chœur réunit trois vaisseaux parallèles à deux travées chacun, le tout voûté d'ogives, et se terminant par un chevet plat. Une sacristie occupe l'angle entre nef et collatéral sud, et une tourelle d'escalier ronde flanque le chevet du collatéral sud, près de l'angle. Le clocher est coiffé d'une flèche octogonale en charpente cantonnée de quatre pyramidons, avec une couverture d'ardoise. La nef et les parties orientales sont munies de deux vastes toitures indépendantes, la deuxième étant établie perpendiculaire à la première. Il y a donc des pignons à l'ouest, au nord et au sud. Pour des raisons d'esthétique, le chœur dispose également d'un petit pignon à l'est. L'on accède à l'église par le portail occidental de la nef, ou par une petite porte au sud.

### Intérieur

#### Nef

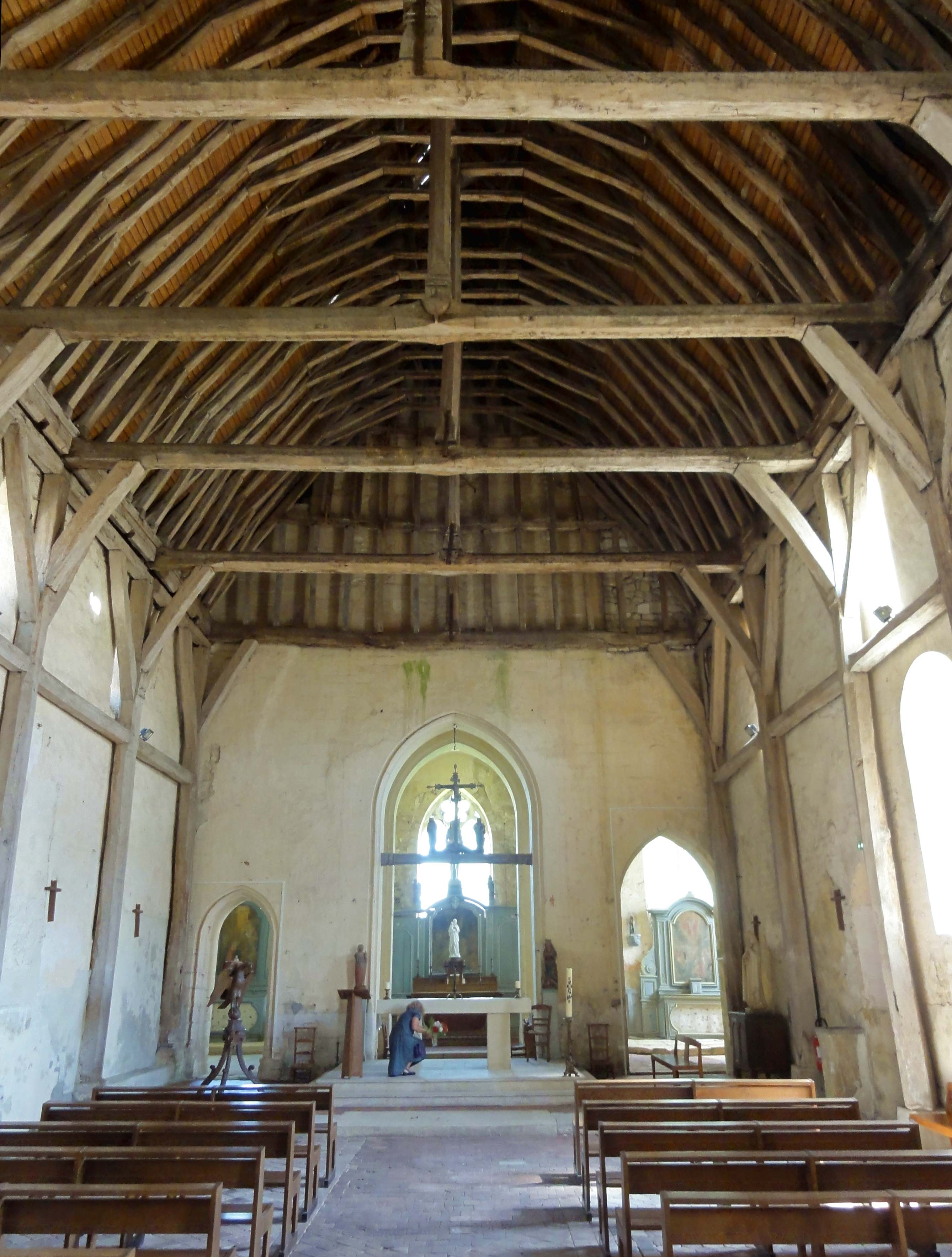
Vue vers l'est.

À l'instar des autres nefs uniques de la période romane dans la région, avant les remaniements qu'elles ont pu connaître, la nef de Saint-Félix s'apparente à une grange, si l'on fait abstraction des arcades ouvrant sur les parties orientales. Cependant, en l'occurrence, l'impression est renforcée par les poteaux avec contre-fiches, qui se superposent aux murs gouttereaux et sont logées dans les angles, pour supporter les poutres longitudinales sur lesquelles reposent les pannes sablières de la charpente en carène renversée. Grâce à cette disposition, unique dans les églises de la région, les murs sont partiellement déchargés du poids de la charpente. En arrière des sablières que l'on aperçoit, une deuxième sablière repose sur les murs. Les poteaux sont équidistants, et au nombre de sept de chaque côté. C'est au-dessus des poteaux que les entraits reposent sur les sablières, soutenus par des contre-fiches. Chaque entrait est relié au faîtage par un poinçon, décoré de moulures à la base. Sinon, la charpente est dépourvue de toute ornementation, et les poteaux, contre-fiches et entraits sont des troncs d'arbre à peine équarris. Une autre particularité s'observe à l'ouest, où l'on s'aperçoit que le pignon est formé par des pannes et chevrons très rapprochés. Une structure similaire, mais plus légère, existe aussi à l'est, et fait double emploi avec le pignon en dur, qui manque à l'ouest.
L'espacement régulier des poteaux ne tient pas compte de la position des fenêtres romanes, poussées haut sur les murs, comme dans les nefs les plus anciennes du Beauvaisis, telles que Notre-Dame-du-Thil, à Beauvais, Bresles, Hermes, Montmille (commune de Fouquenies), Therdonne, Velennes, etc. Les baies sont en plein cintre et largement ébrasées, et s'ouvrent au-dessus d'un glacis à gradins, comme dans la chapelle de la Vierge de Condécourt, dans l'abside de Moussy et dans les nefs de Bailleval, Champlieu et Glaignes. La charpente d'origine devait donc être différente. Les grandes fenêtres du XIXe siècle sont situées dans le premier et le quatrième des six intervalles entre les poteaux. La fenêtre occidentale, plus grande que les baies romanes latérales, et plus petite que les baies modernes, s'ouvre au-dessus d'un long glacis pentu, mais n'est que faiblement ébrasée. L'arc en plein cintre de cette fenêtre devait pénétrer dans l'ancien pignon en pierre, et a été supprimé lors de la suppression de ce dernier, à l'occasion de la pose de la charpente actuelle. Le portail paraît rectangulaire depuis l'intérieur de la nef, alors qu'il paraît comme étant en anse de panier à l'extérieur. Quant à l'extrémité orientale de la nef, elle montre une succession de trois arcades en arc brisé sans chapiteaux ni colonnettes, séparées par de larges pans de murs. L'arcade ouvrant dans le collatéral nord est la plus petite, et celle ouvrant dans la base du clocher est plus que deux fois plus élevée. Les arêtes de ces deux arcades sont agrémentées de moulures prismatiques flamboyantes. En revanche, les arêtes de l'arcade vers la chapelle sud, qui est de hauteur intermédiaire, sont seulement chanfreinées.

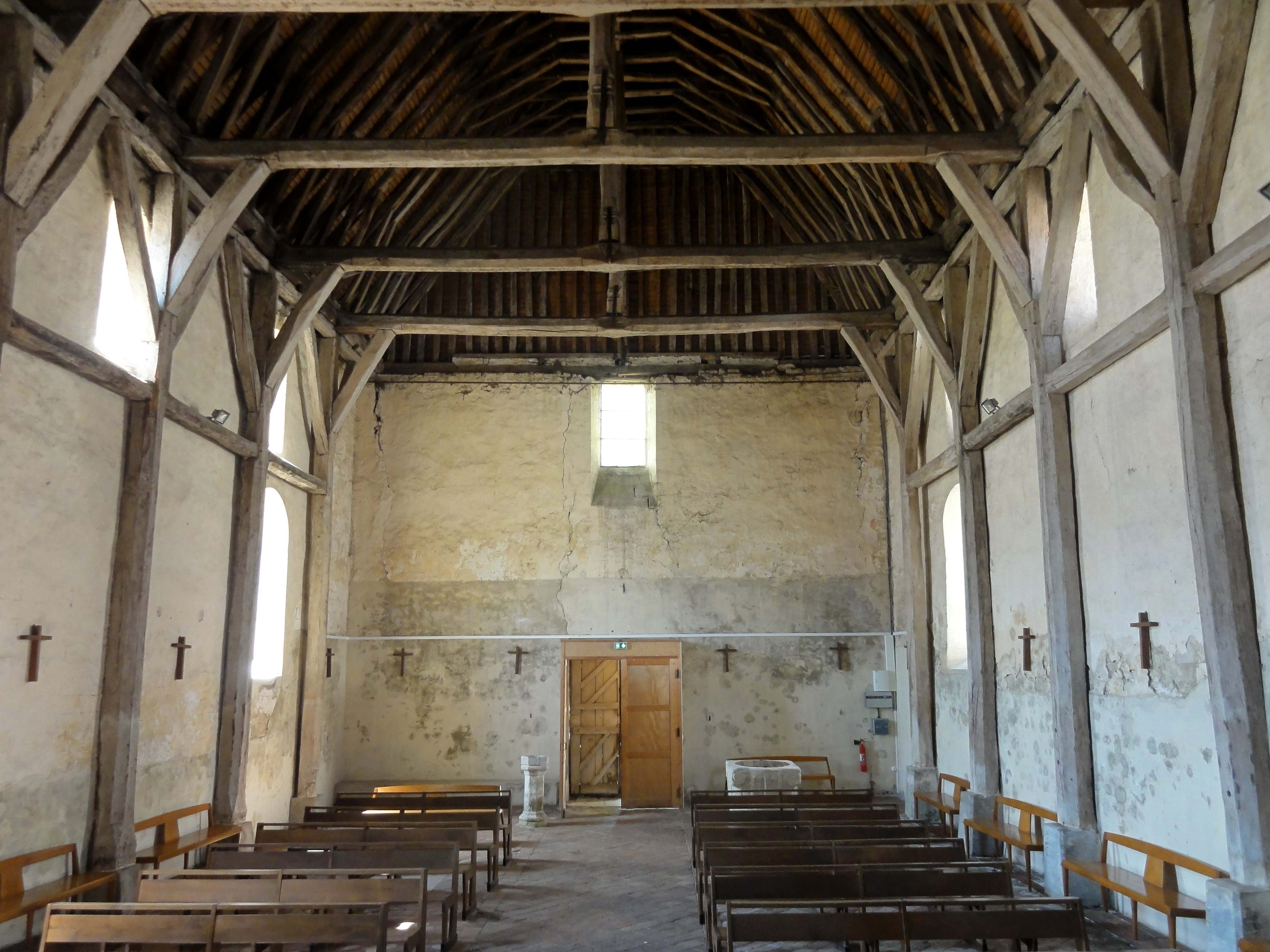
Vue vers l'ouest.
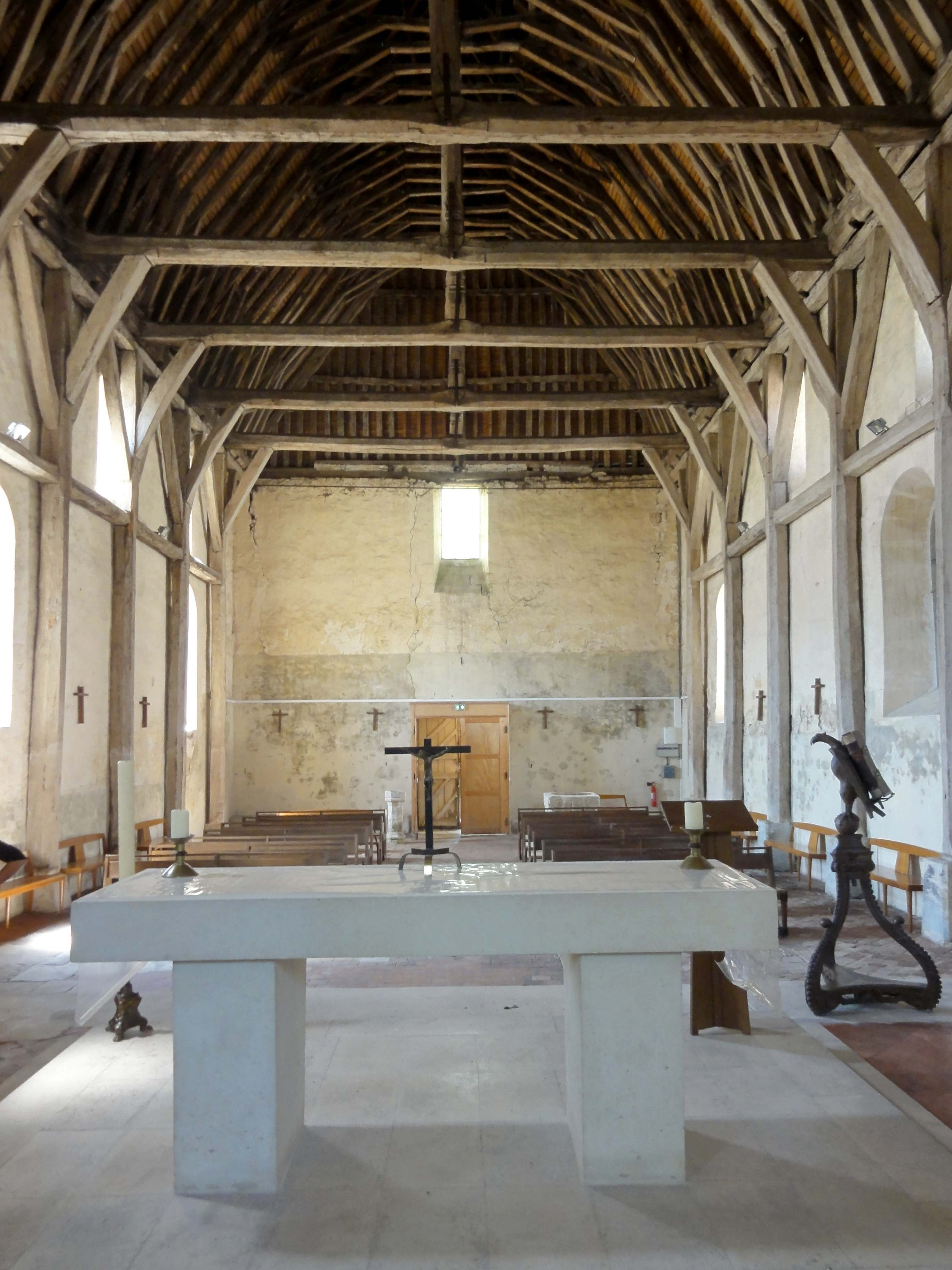
Vue vers l'ouest.
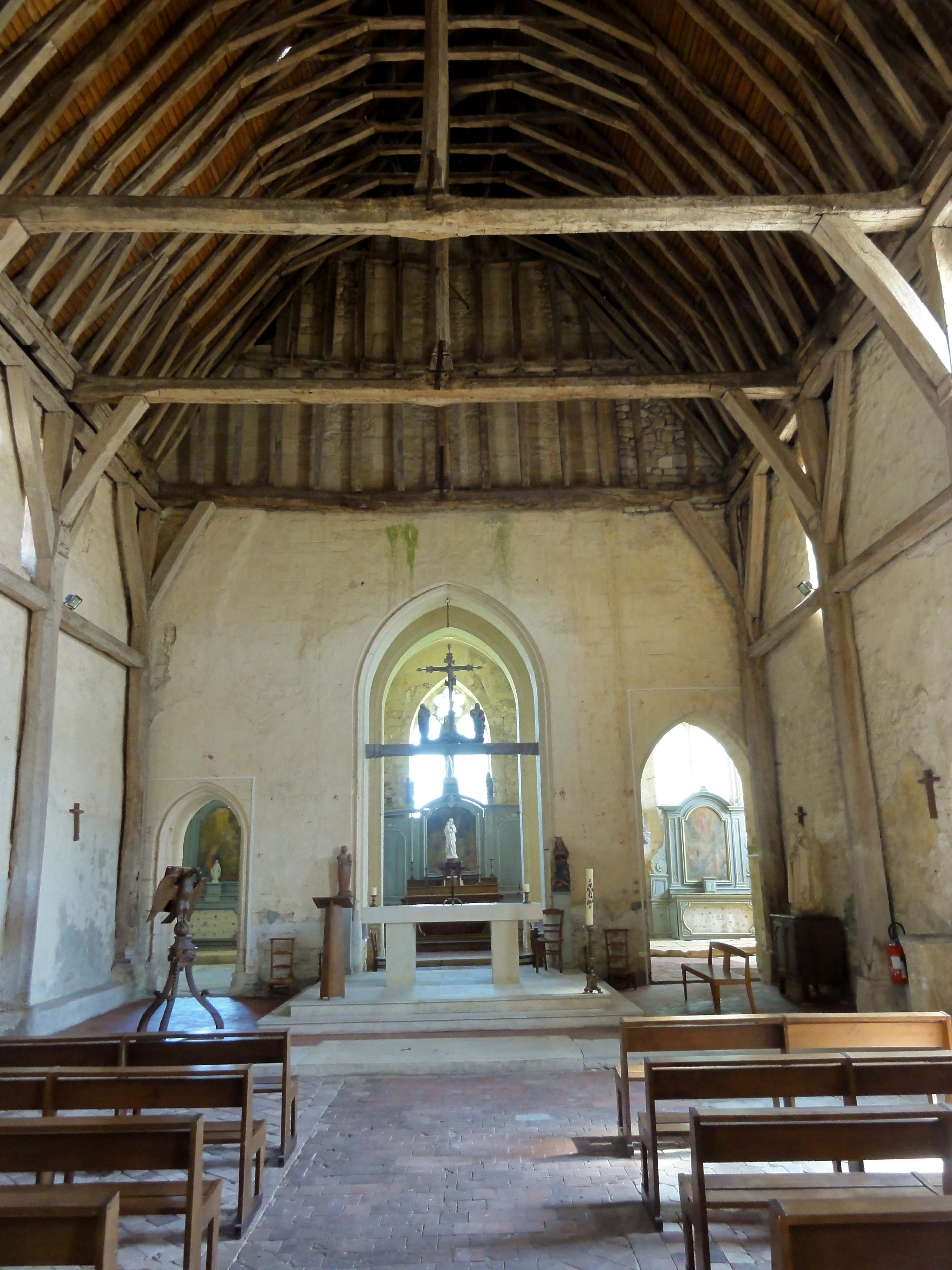
Vue vers l'est.
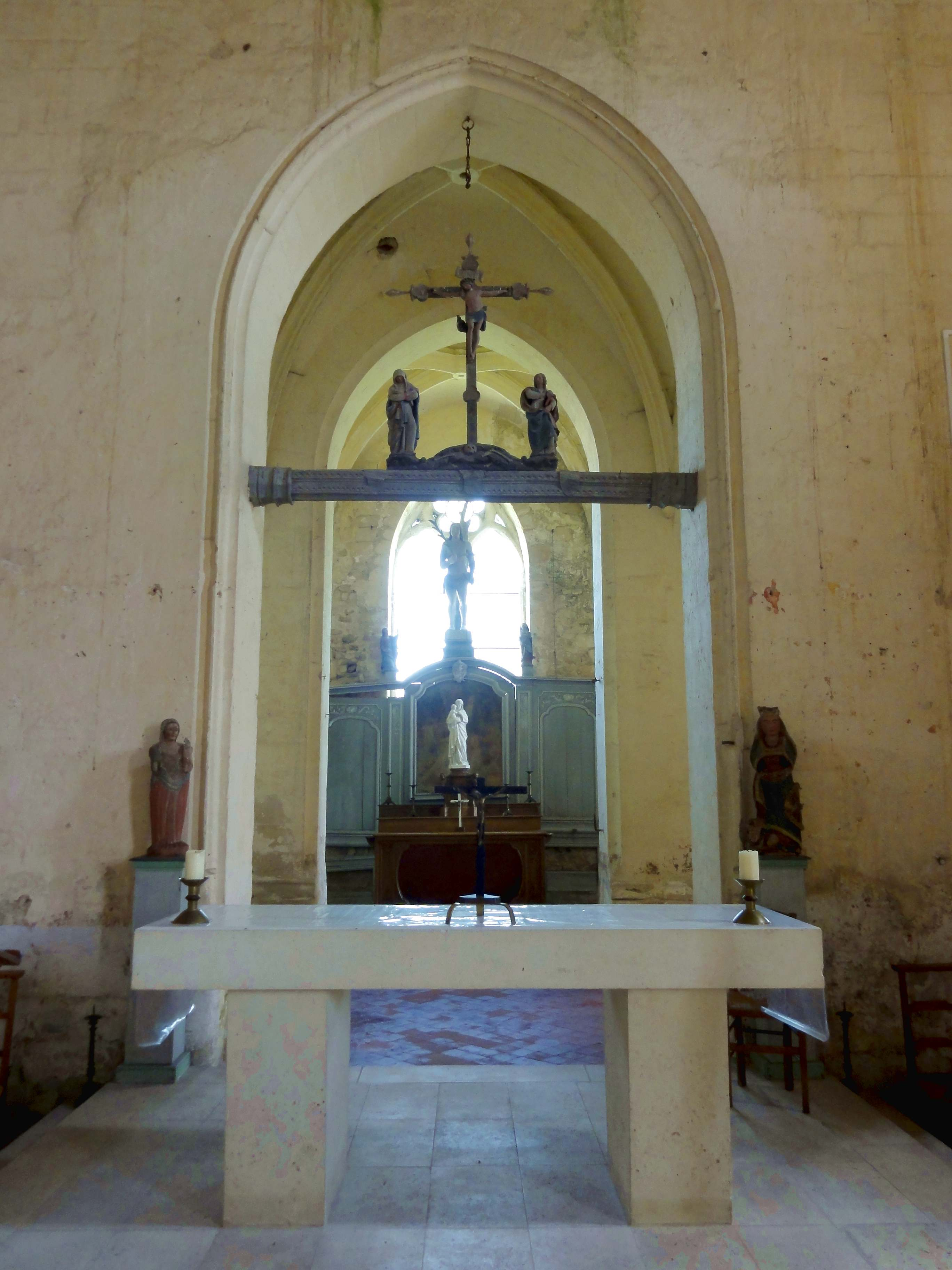
Arcade vers le chœur.
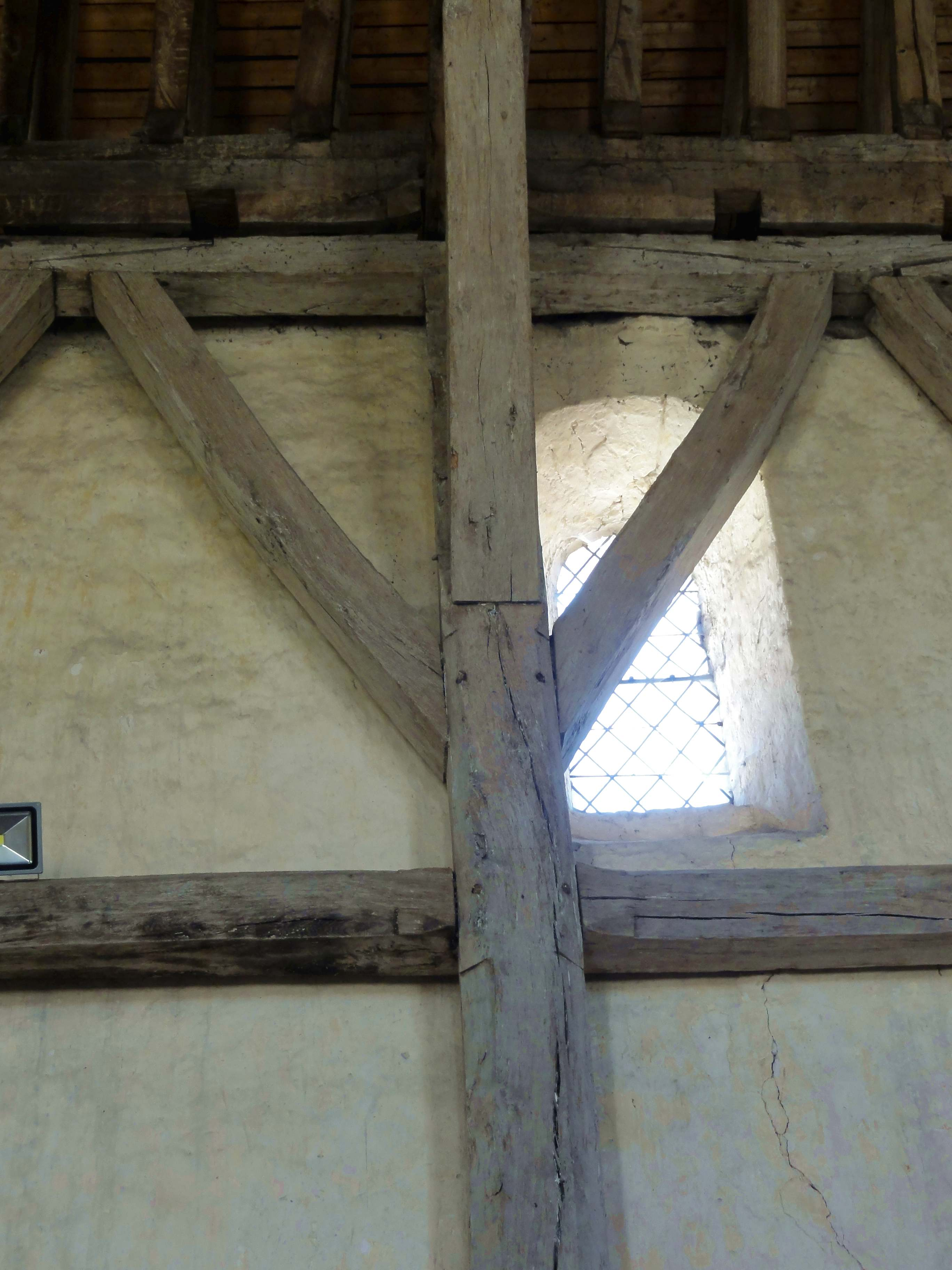
Fenêtre latérale romane.
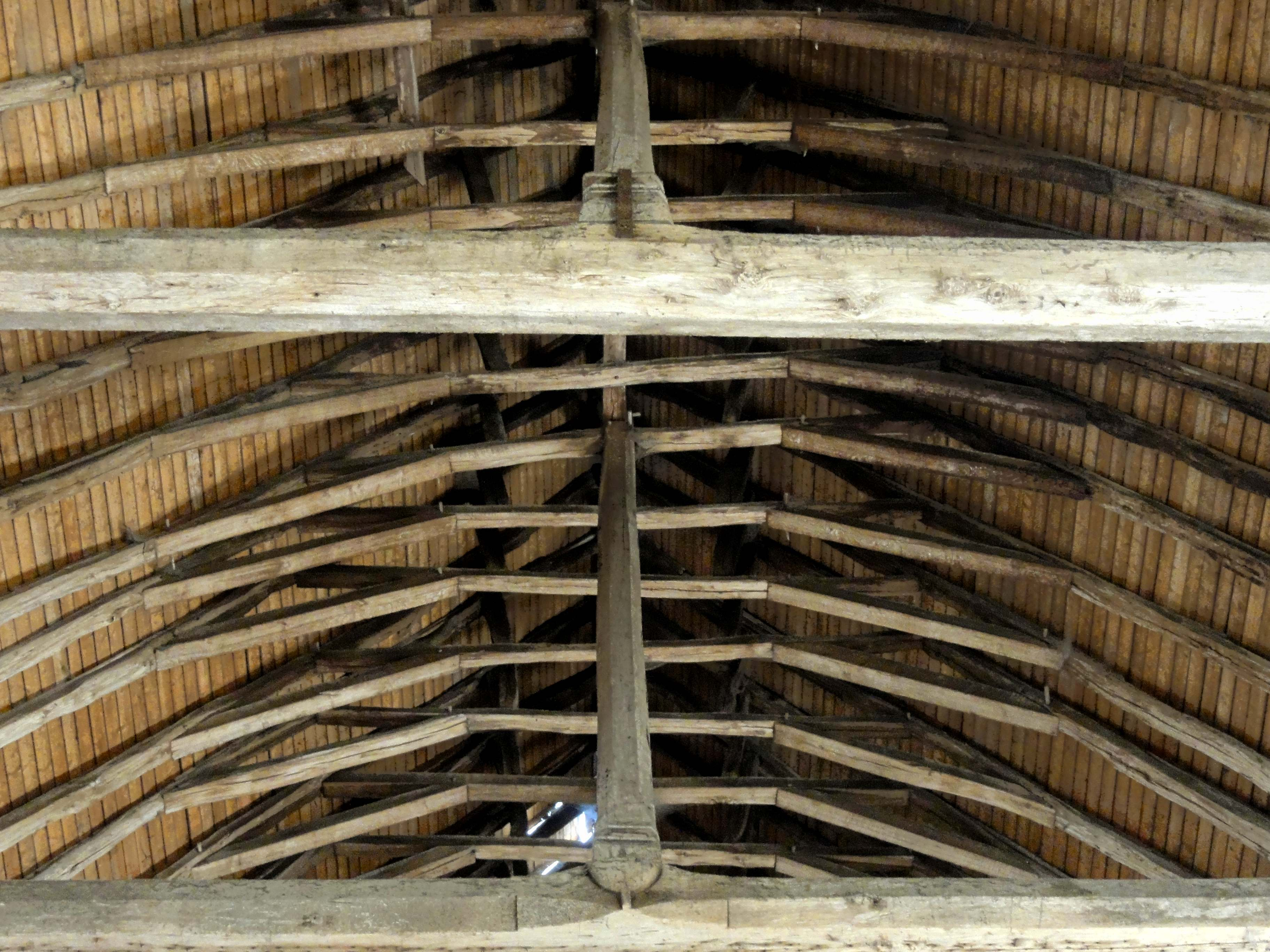
Charpente de la nef.

#### Chœur

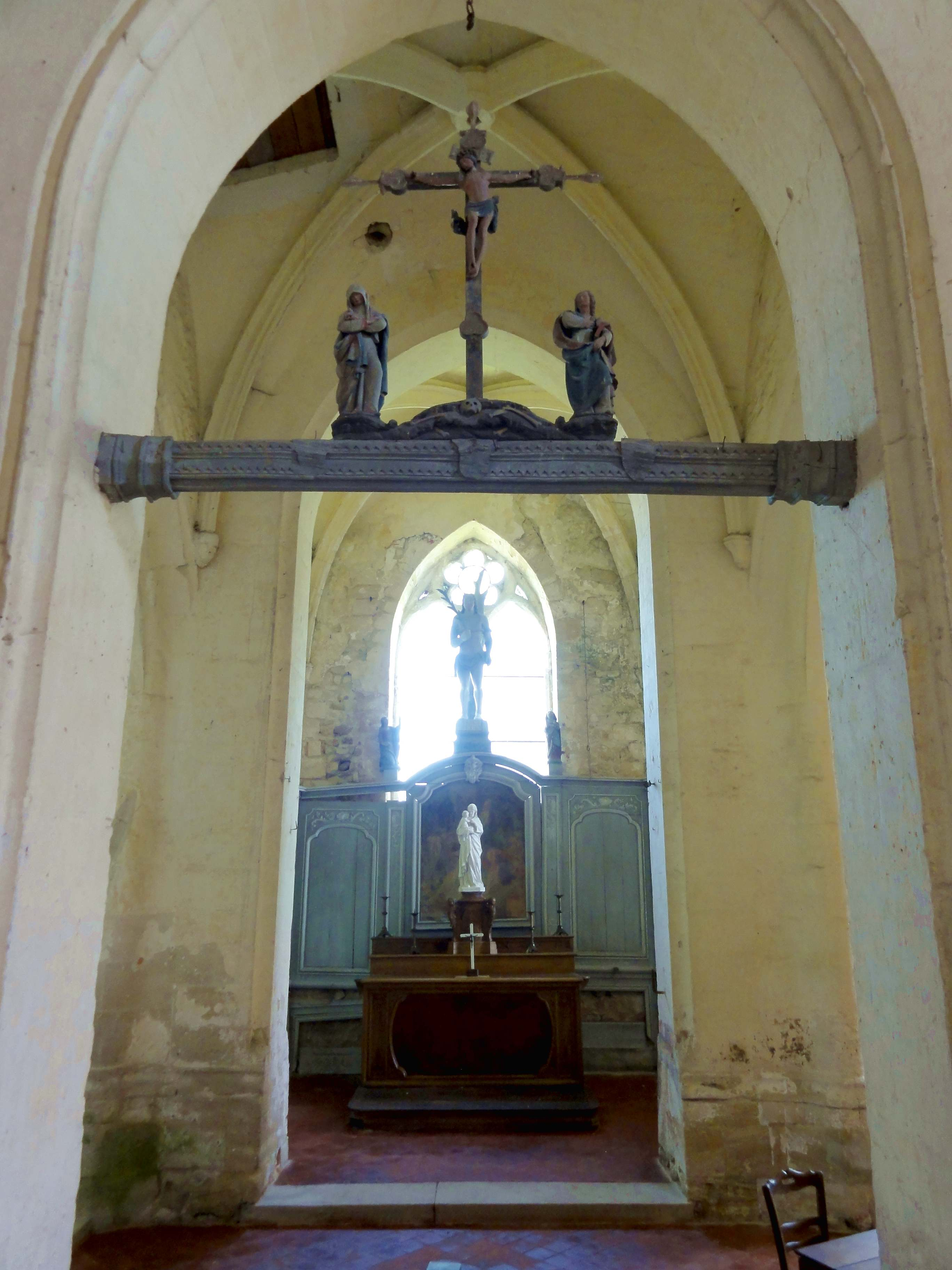
Nef, vue dans le chœur.

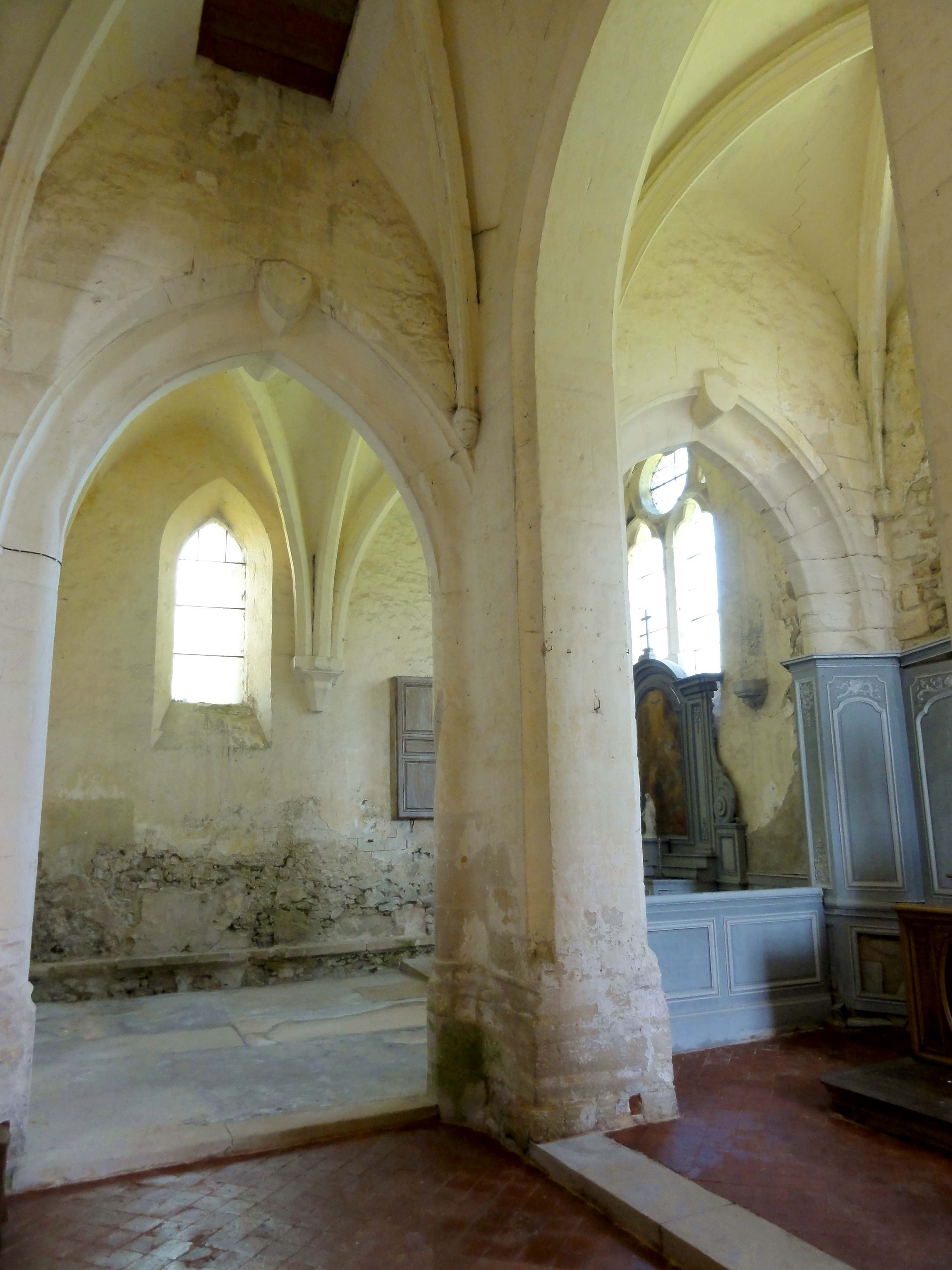
Chœur, vue vers le nord.

Par son plan de trois fois deux travées, s'inscrivant dans un rectangle et voûtées plus ou moins à la même hauteur, avec des pignons au nord et au sud, les parties orientales de l'église Saint-Félix évoquent l'église de Neuilly-sous-Clermont. Si l'on ne tient pas compte de la disposition des pignons et toitures, l'on peut également citer Brenouille, Jaux, Mogneville, Nogent-sur-Oise, et Orrouy. Jaux et Orrouy représentent idéalement les chœurs-halle de la moyenne vallée de l'Oise à la période flamboyante. Nogent-sur-Oise, Plailly et Villers-Saint-Paul incarnent le mieux ce même concept architectural pendant la première moitié du XIIIe siècle. Les chœurs-halle peuvent aussi se limiter à deux fois deux travées, ou comporter une niche d'autel, comme à Villiers-Saint-Paul. L'idée est de créer un vaste espace largement unifié, sans distinction trop prononcée entre le vaisseau central, les croisillons du transept et les collatéraux et chapelles latérales, grâce à des piliers minces et la suppression de tout cloisonnement. Cet objectif est rarement atteint si le chœur-halle n'est pas homogène, comme à Brenouille, Mogneville et Saint-Félix, ou englobe en plus la base d'un clocher central, comme dans les deux derniers cas. À Saint-Félix aussi, l'homogénéité stylistique suggérée par les élévations extérieures n'est qu'apparente. La première travée du vaisseau central, qui sert de base au clocher, est séparée de la travée suivante par un arc diaphragme des mêmes dimensions restreintes que l'arcade vers la nef, à la fois moins large et moins élevée que le vaisseau lui-même. Les deux piliers qui délimitent cet arc diaphragme sont d'un fort diamètre en regardant depuis les chapelles, et les grandes arcades longitudinales sont nettement moins élevées que les voûtes, quoique soigneusement moulurées.
Du fait du cloisonnement des travées du chœur qui résulte de ces dispositions, les parties orientales ne sont aujourd'hui plus utilisées, sauf pour accéder au tabernacle, qui n'abrite toutefois plus de réserve eucharistique. L'autel de la réforme liturgique est placé sur un piédestal à la fin de la nef. La base du clocher est symétrique dans le sens nord-sud, et à peu près symétrique dans le sens est-ouest, sauf que l'arcade vers la nef n'est pas moulurée de ce côté-ci, et n'a même pas les angles chanfreinés, tandis que l'arc diaphragme a les arêtes adoucies par une moulure concave. Les grandes arcades sont au profil d'une fine moulure concave et d'une doucine sur chaque face, l'intrados étant plat. Sans ce méplat inférieur, et avec de légères variations, ce profil est très répandu dans la région au début du XVIe siècle, et se trouve, par exemple, à Boran-sur-Oise, Jagny-sous-Bois, Serans, Survilliers, Venette, et Vauréal. Selon Maryse Bideault et Claudine Lautier, il n'est pas connu avant cette date. Des écussons martelés sous la Révolution figurent aux clés d'arc, ce qui est l'exception. Les fines moulures concaves butent sur des petits culs-de-lampe au niveau des impostes. Les doucines se continuent sur les piédroits, et sans l'interposition du méplat, forment ensemble un gros boudin. Il y a des bases sous la forme de plinthes moulurées. Les ogives affectent un profil prismatique aigu, assez simple, qui appartient à la même époque que les grandes arcades. Elles sont reçues sur des culs-de-lampe sculptés de masques. Les formerets font défaut. Les arcs d'inscription sont en tiers-point. Peu de remarques sont à faire à propos de la seconde travée du chœur, dont les élévations latérales sont analogues à la première travée, et qui partage avec celle-ci l'arc diaphragme. Les culs-de-lampe de la voûte sont ici décorés de simples moulures. Le chevet est éclairé par une baie en tiers-point, qui n'est pas ébrasée, et dépourvue de mouluration. Elle est toutefois munie d'un remplage de deux lancettes surmontées d'un oculus inscrivant un pentalobe, tous les écoinçons étant ajourés. Ils renferment les derniers vestiges de vitraux de la Renaissance. Les meneaux, en mauvais état, se caractérisent par une modénature chanfreinée, et ne portent pas de chapiteaux. Le pentalobe est ici l'unique indice qui indique que le chœur n'est pas purement flamboyant, mais les culs-de-lampe parlent aussi dans le sens d'un voûtement après coup, ou un revoûtement.

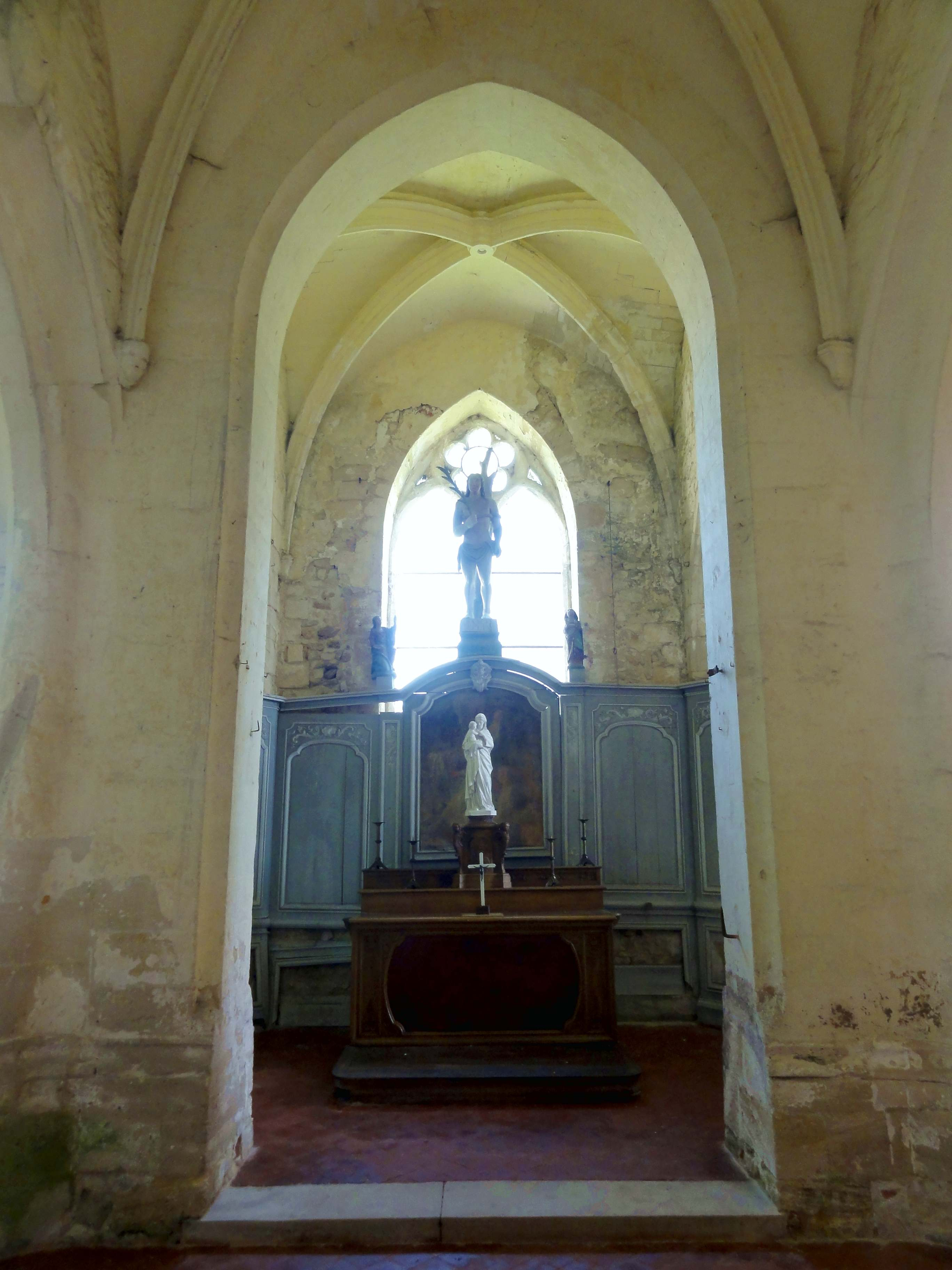
Vue vers l'est.
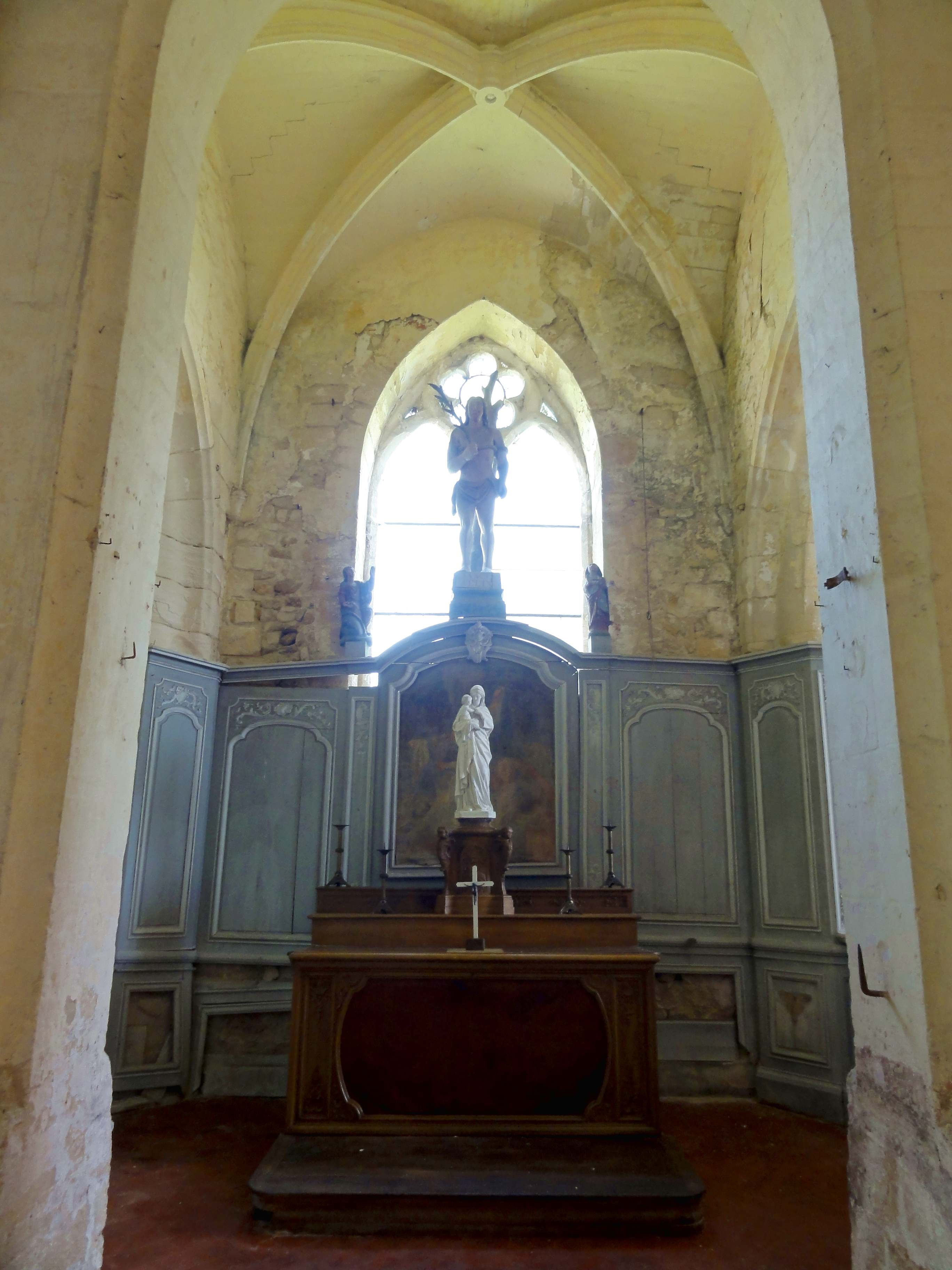
Vue vers l'est.
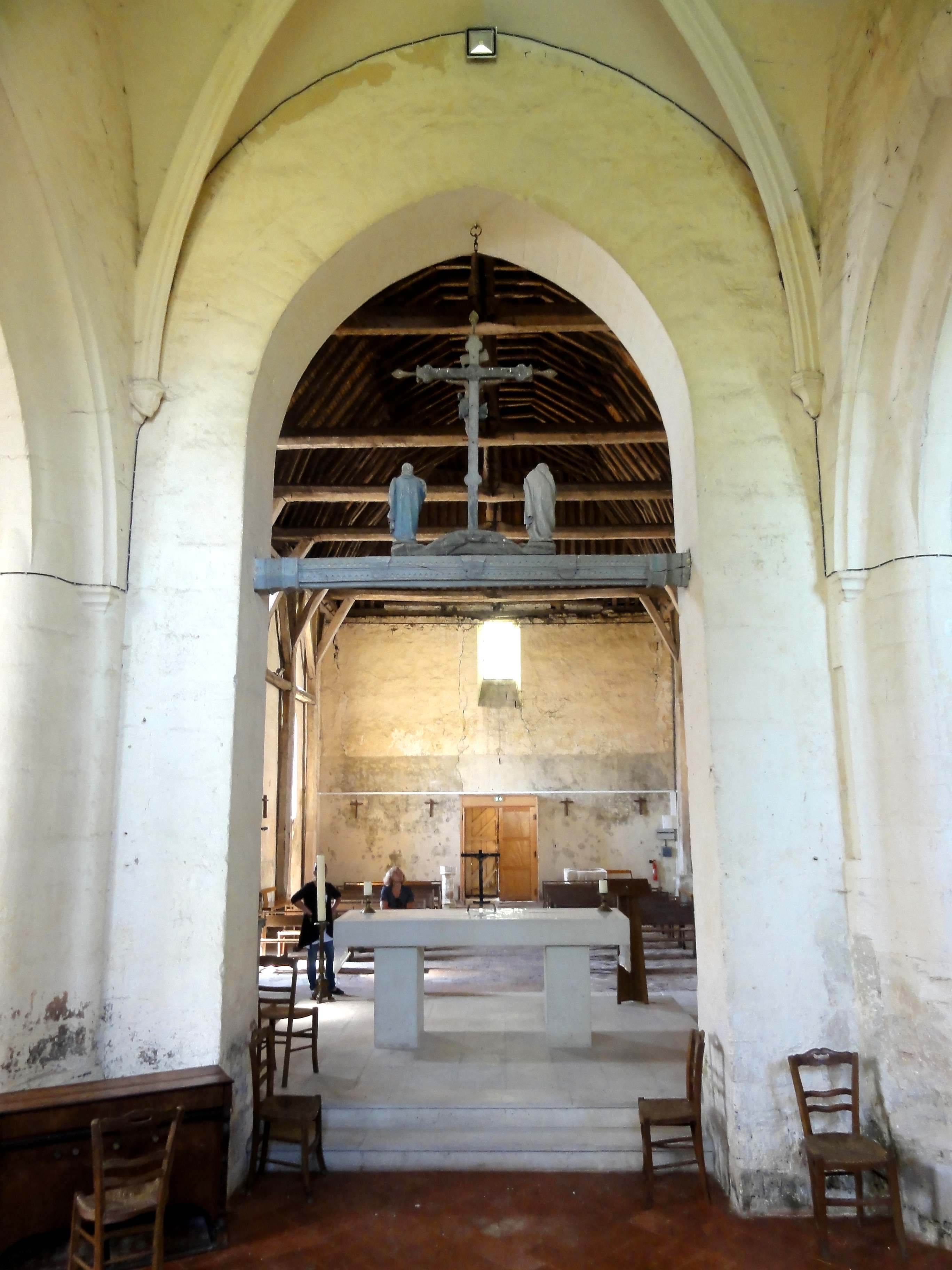
Vue vers l'ouest.
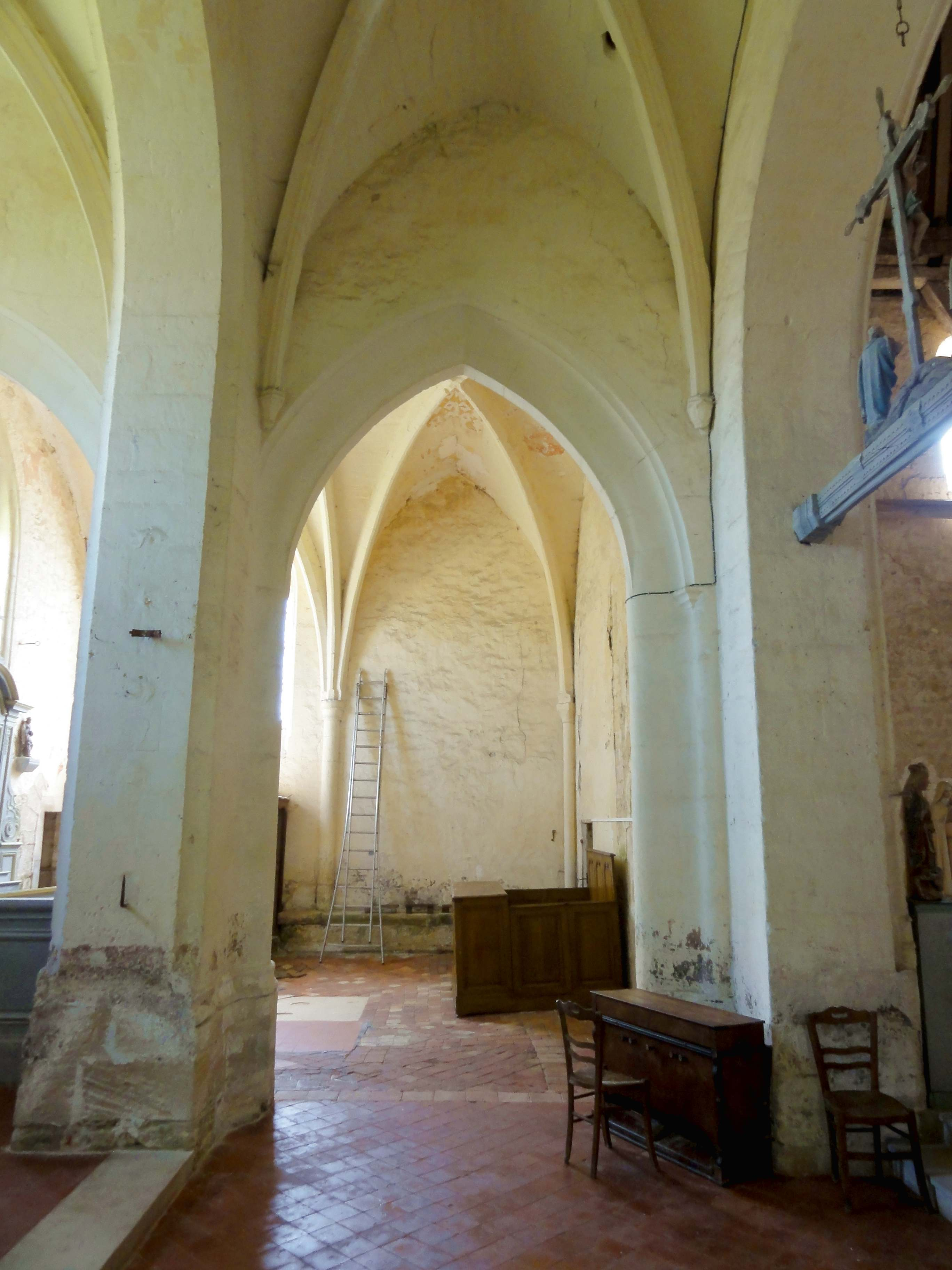
1re travée, élévation sud.
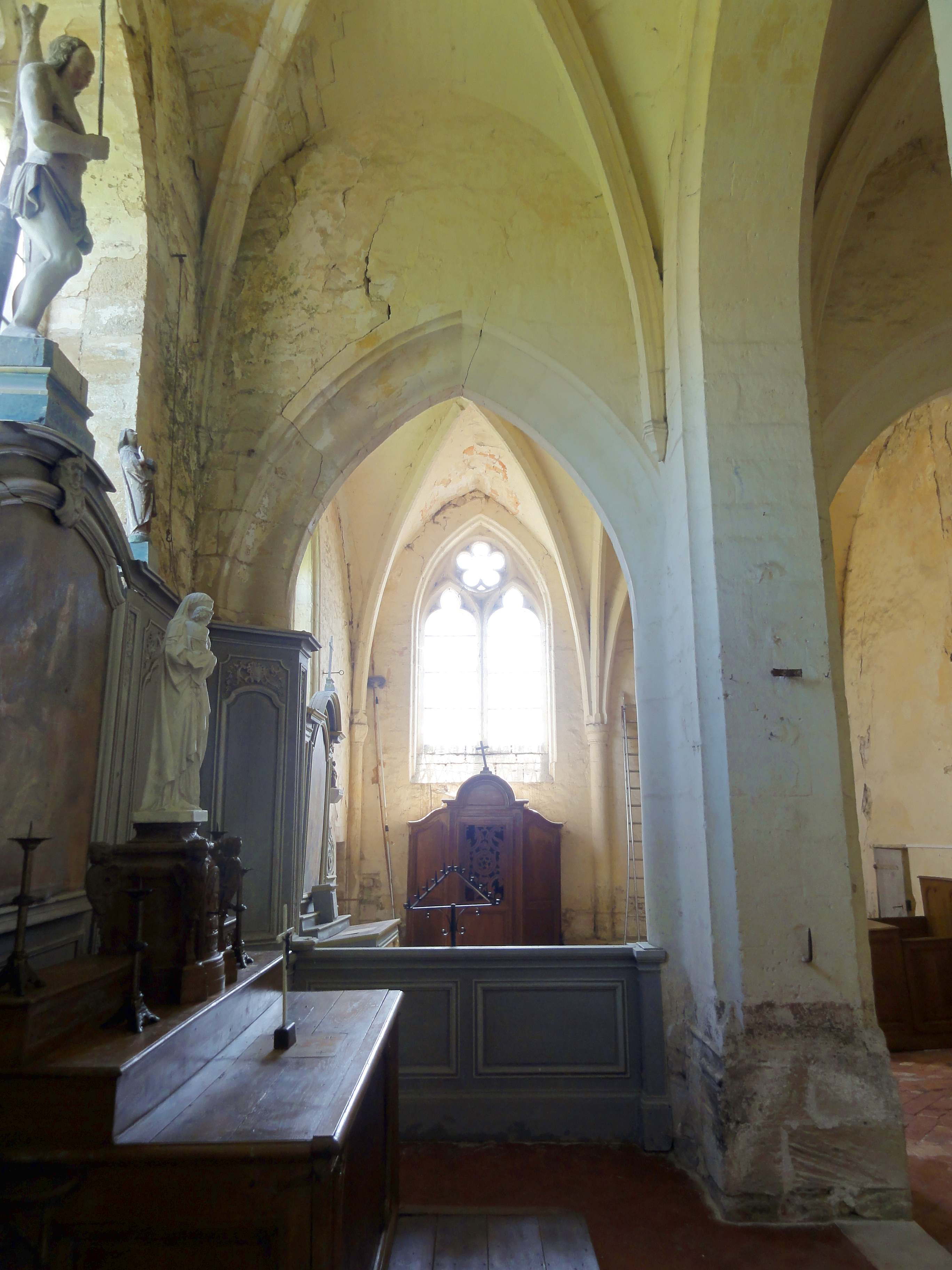
2re travée, élévation sud.
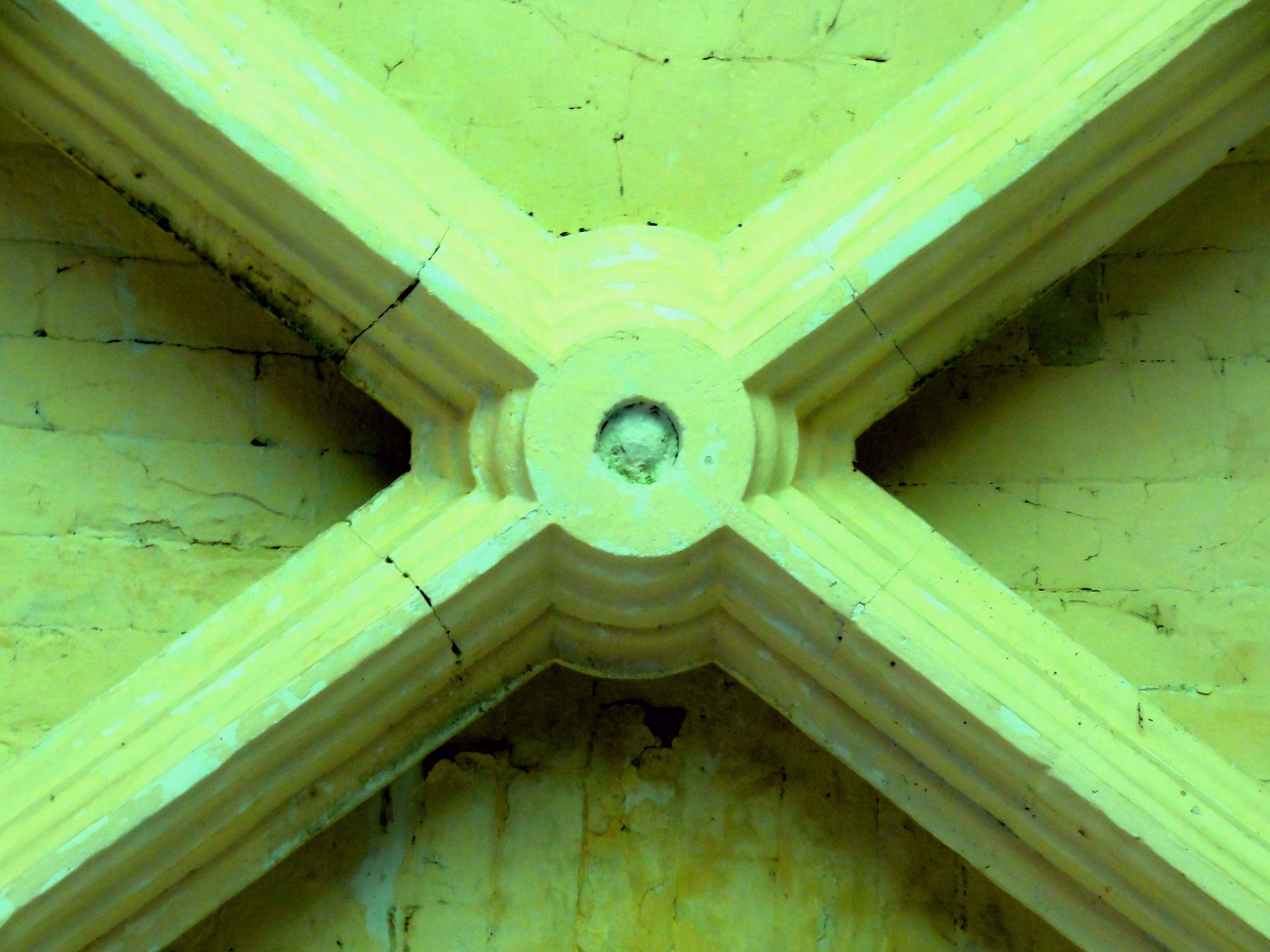
Clé de voûte.

#### Chapelle nord

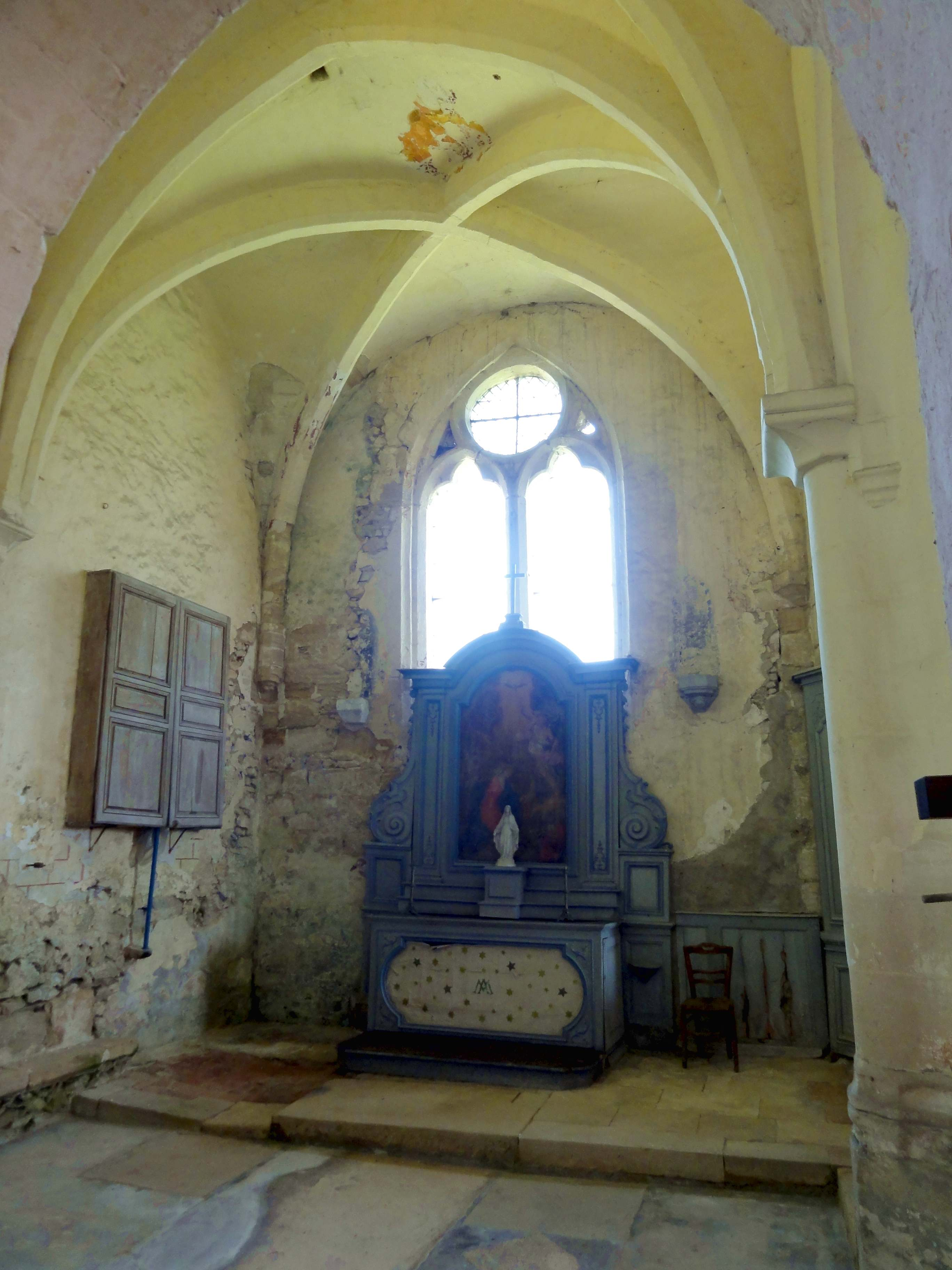
Vue vers l'est.

Le collatéral ou la chapelle du nord est d'un style gothique rustique, à l'exception bien sûr des grandes arcades vers le vaisseau central du chœur, très soignées, qui ont déjà été décrites. L'on note tout d'abord la simplicité des voûtes, dépourvues de formerets, dont les ogives et le doubleau affectent un profil carré, aux angles chanfreinés. C'est un profil à caractère purement fonctionnel, employé pour des édifices civils et militaires, caves, celliers, casemates, cuisines ; ou des bâtiments monastiques, dortoirs, réfectoires, passages ; tout au cours de l'utilisation du voûtement d'ogives, du second quart du XIIe siècle jusqu'au XVIIe siècle. Ces voûtes sont donc indatables. On ne peut se tenir qu'aux supports, qui peuvent néanmoins être antérieurs. Dans les quatre angles, l'on trouve de petits culs-de-lampe simplement moulurés, comme dans la deuxième travée du chœur. Au sud toutefois, une colonne est engagée dans le pilier intermédiaire des grandes arcades, soit la pile nord-est du clocher. Cette colonne partage avec le reste du pilier la base sous la forme d'une plinthe moulurée flamboyante. Elle porte néanmoins un chapiteau, sans astragale, avec une corbeille de faible hauteur, non sculptée, aux angles biseautés.
Par sa forme, la corbeille de chapiteau évoque les gros chapiteaux de la première période gothique, et l'on peut imaginer que la sculpture fut endommagée dans le contexte de la reprise en sous-œuvre des grandes arcades, ou déjà sous la guerre de Cent Ans, dont les dégâts ont pu motiver les profonds remaniements des parties orientales. Puis, les surfaces de la corbeille auraient été égalisées. Dans cette optique, le cul-de-lampe en face au nord doit être considéré comme datant de la même époque. Sa forme permet d'envisager qu'il s'agit d'un ancien chapiteau, qui a perdu sa colonnette. Les tailloirs, composés d'une plate-bande, d'un étroit cavet et d'une baguette aplati, demeurent intacts. Concernant les fenêtres, il y a une lancette simple, profondément ébrasée et plus petite que les autres fenêtres des parties orientales, dans la première travée, au nord ; ainsi qu'une fenêtre à remplage rayonnant au chevet. Elle est des mêmes dimensions que la fenêtre d'axe du vaisseau central, mais les pourtours sont moulurés d'une gorge, et des têtes trilobées s'inscrivent dans le sommet des lancettes. Ainsi, les irrégularités au sommet des lancettes de la baie d'axe peuvent être interprétées comme les arrachements de têtes trilobées. En outre, l'oculus de la baie orientale de la chapelle ne comporte pas de remplage secondaire, et comporte des losanges de verre blanc. Des vestiges de vitraux polychromes subsistent dans les écoinçons. Restent à signaler les bancs de pierre au droit des murs. On les trouve également à Bailleval, Rocquemont, Rousseloy (où ils sont peut-être modernes), Saint-Vaast-lès-Mello, et Villers-Saint-Paul.

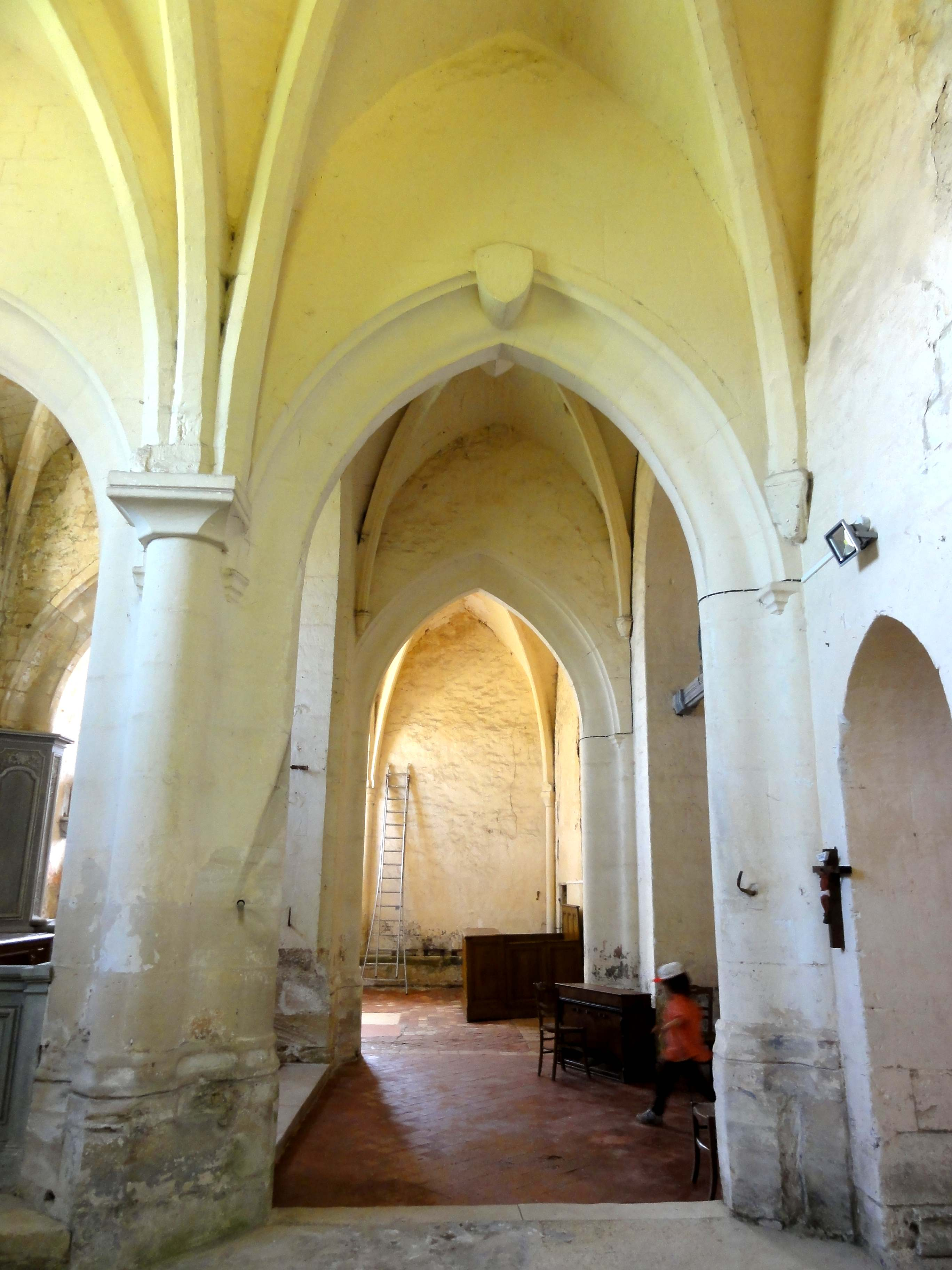
1re travée, vue vers le sud.
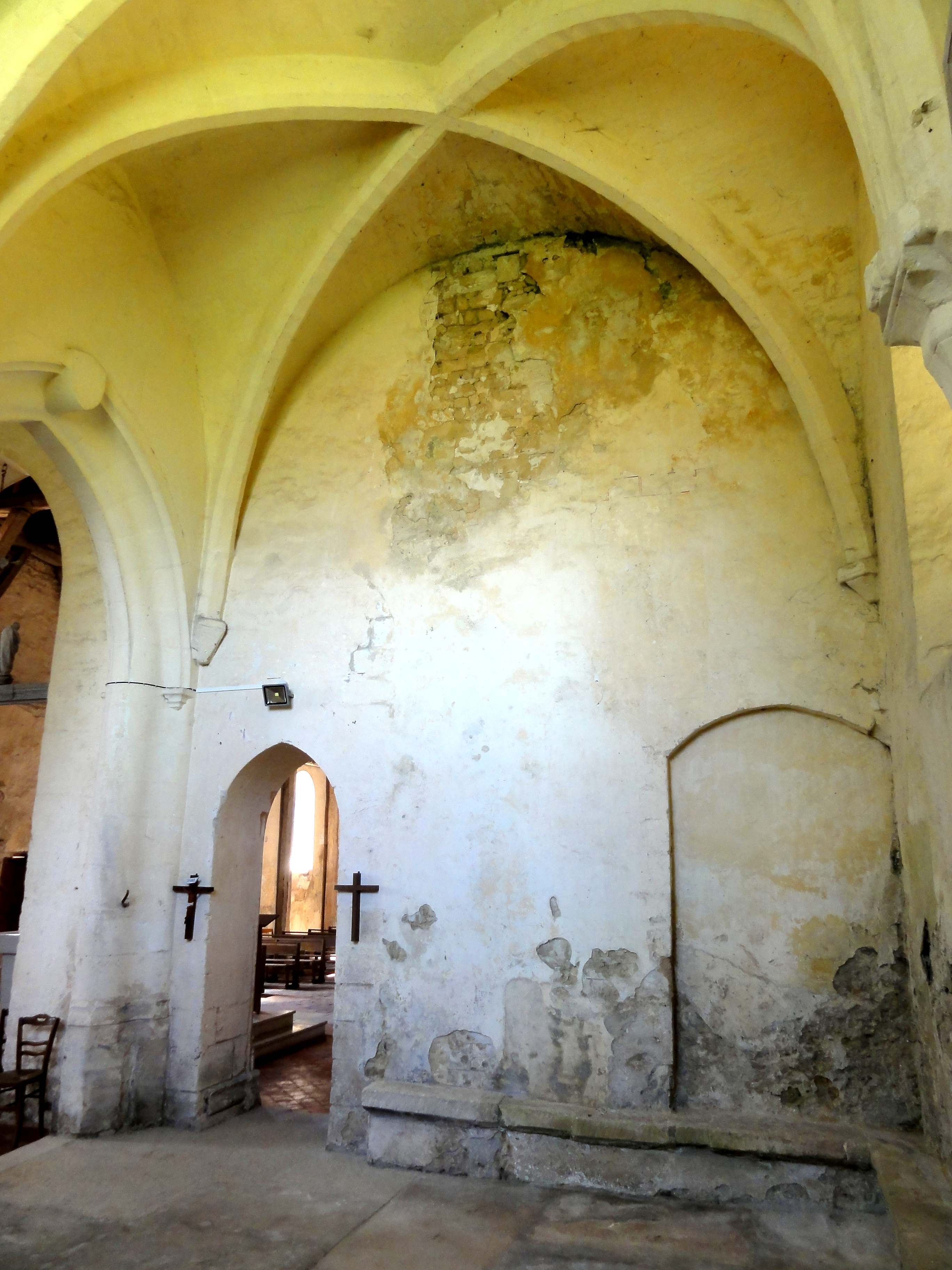
Vue vers l'ouest.
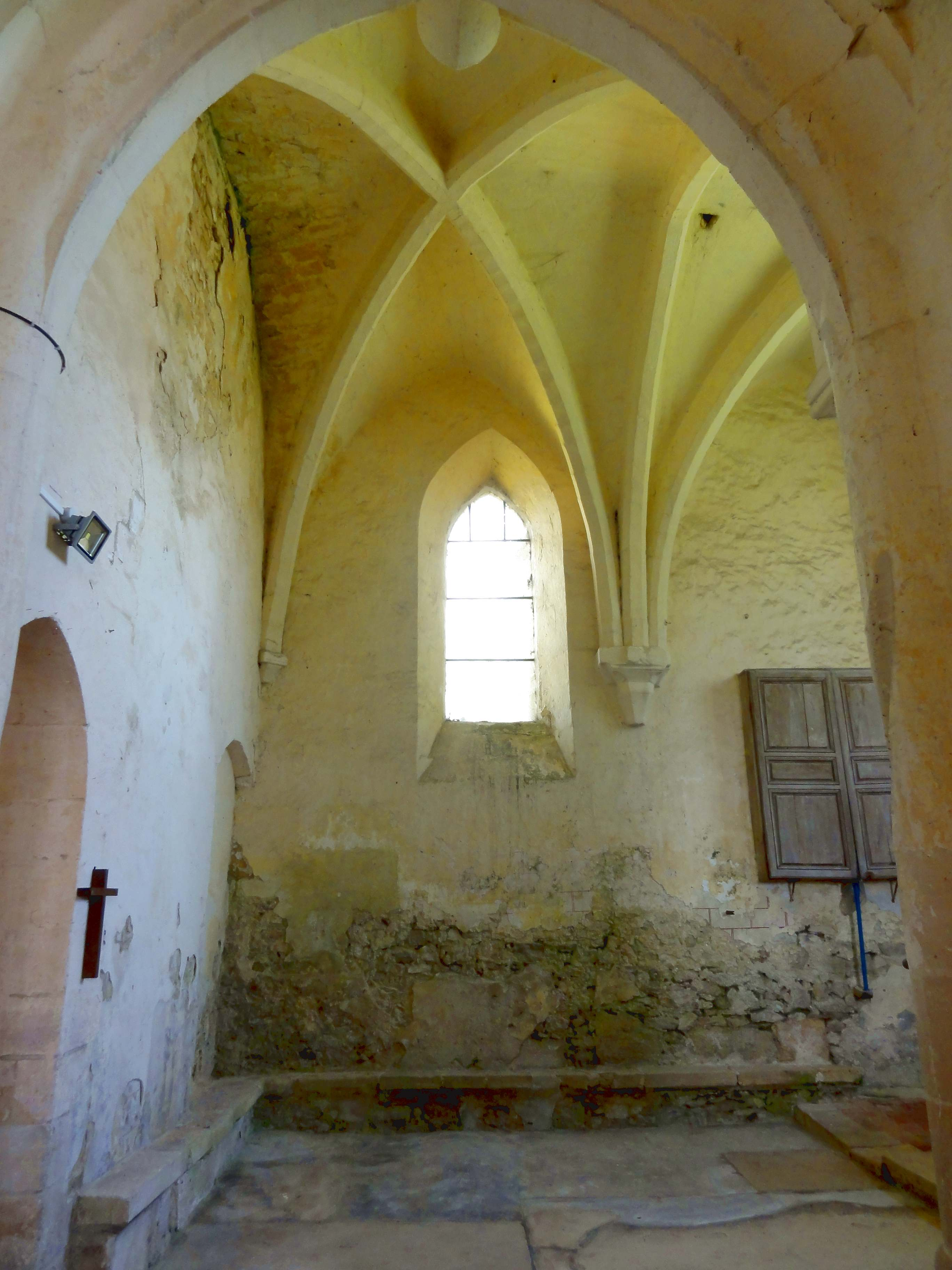
1re travée, vue vers le nord.
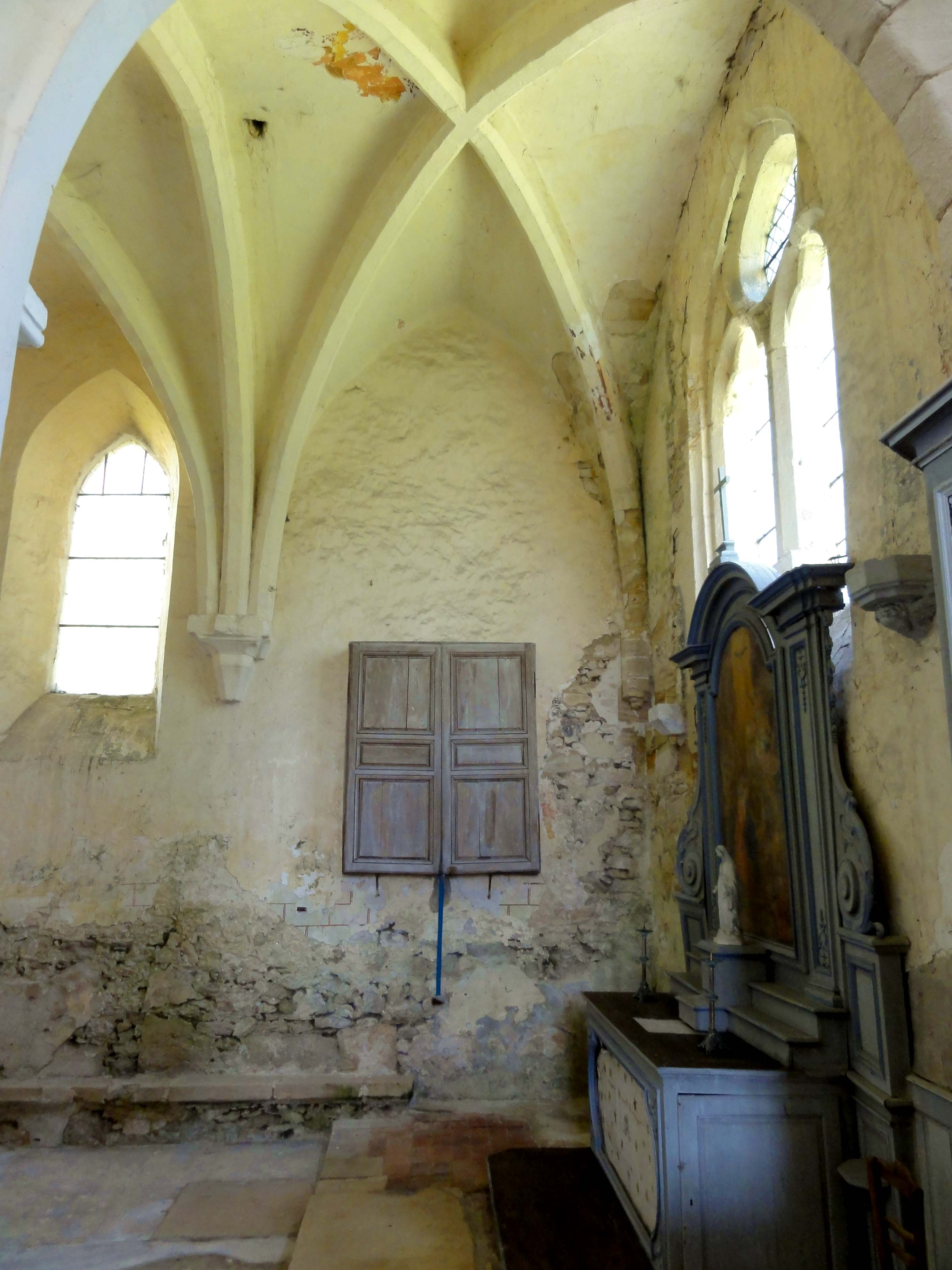
2e travée, vue vers le nord.
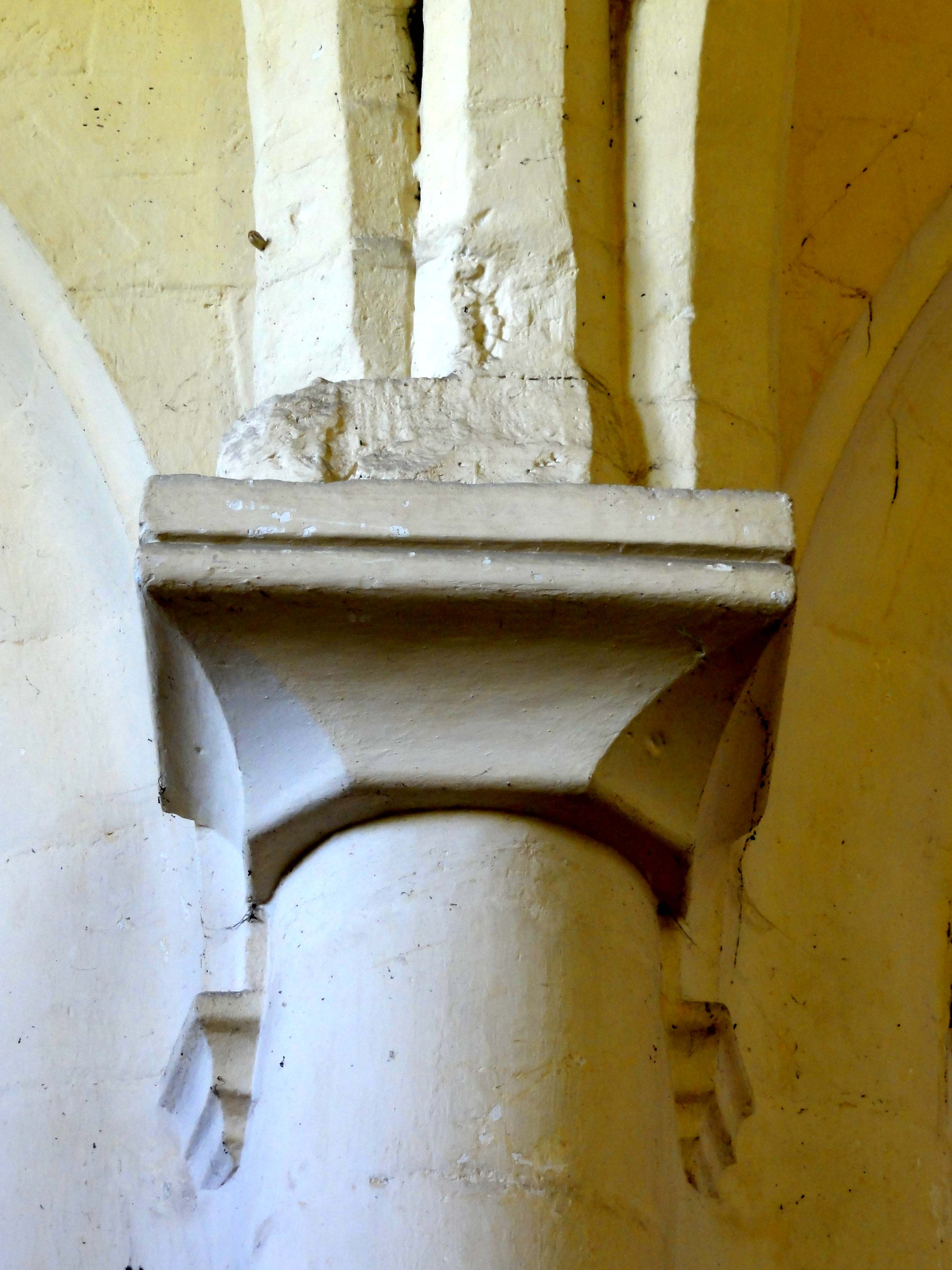
Chapiteau du doubleau intermédiaire, côté sud.
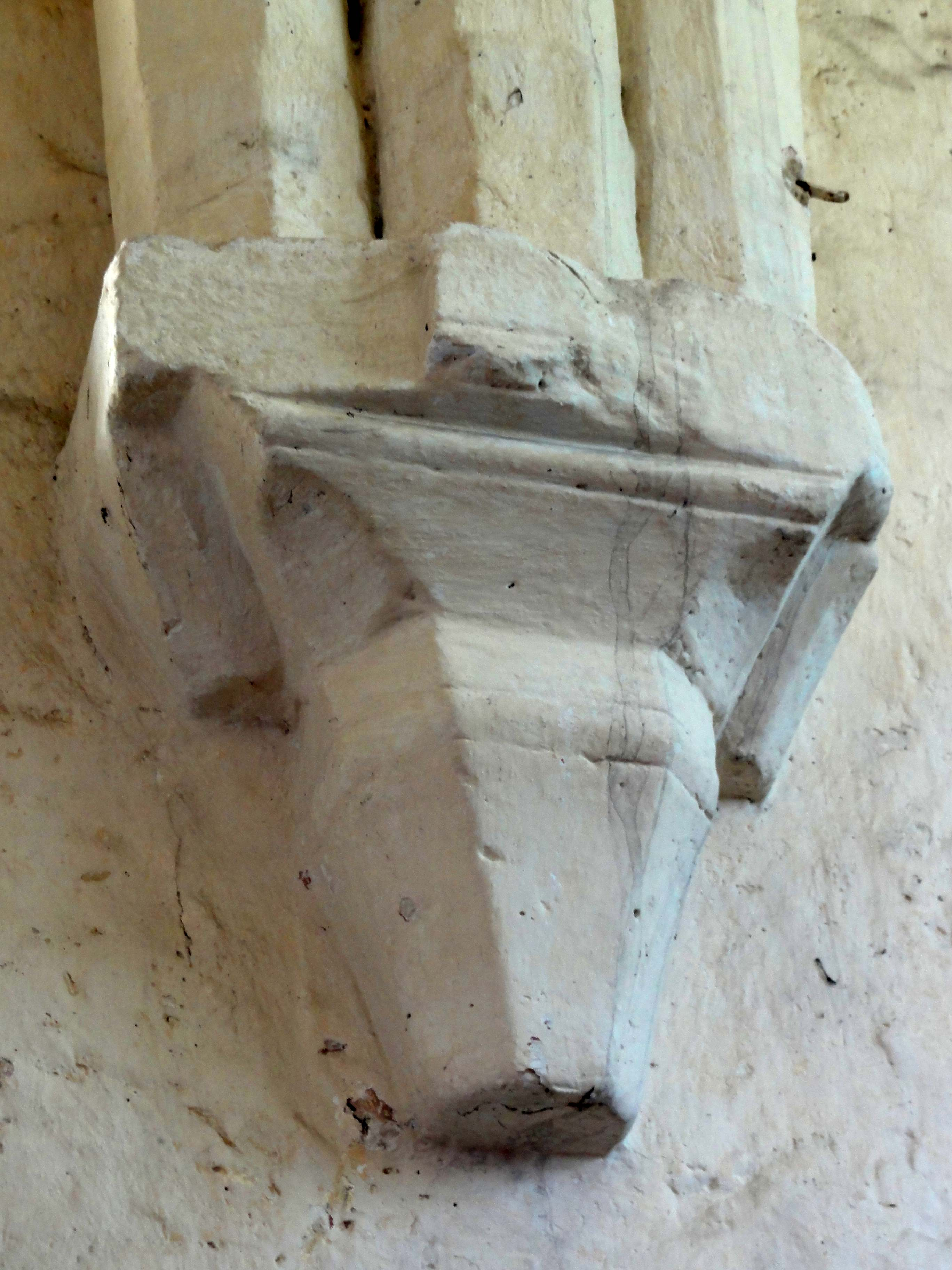
Cul-de-lampe en face au nord.

#### Chapelle sud

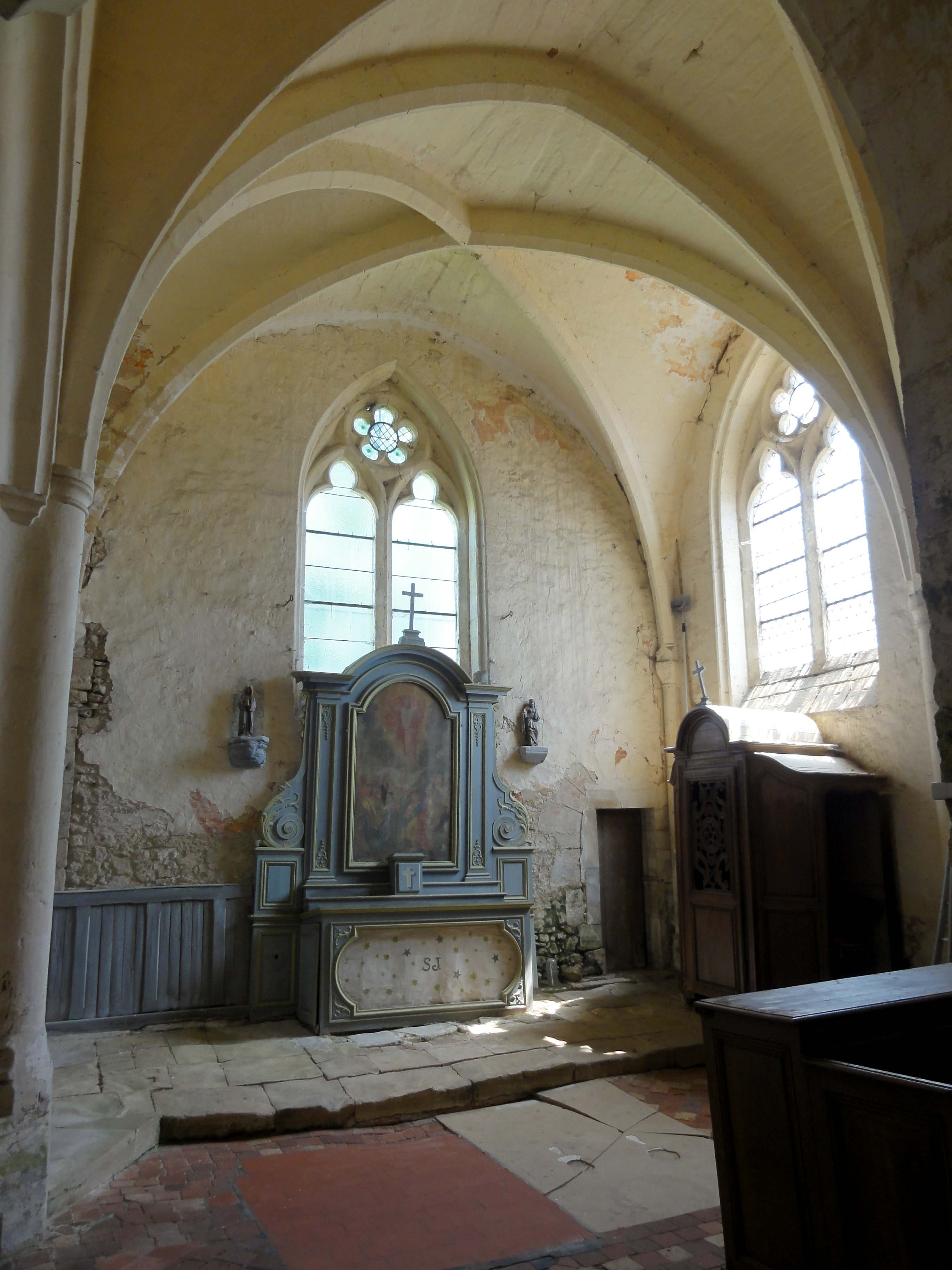
Vue vers l'est.

La chapelle sud présente de nombreuses similitudes avec son homologue au nord. Les différences relevées permettent de mieux comprendre l'histoire du monument. Les deux fenêtres notamment, au chevet et au sud de la deuxième travée, réunissent les caractéristiques des deux autres fenêtres à remplage de l'église, à savoir les têtes trilobées et les pentalobes. Elles reflètent apparemment la disposition d'origine. Il convient seulement de formuler une réserve sur la mouluration des pourtours, qui comportent une étroite et profonde gorge entre deux arêtes saillantes, et paraît proprement flamboyante. Les ogives sont davantage chanfreinées que dans le collatéral nord, et paraissent ainsi plus fines, mais l'on reste bien en dessous du niveau habituel de l'architecture religieuse dans la région. La datation de ces ogives reste également aléatoire. Au nord, une colonne est engagée dans le pilier intermédiaire des grandes arcades, comme dans l'autre chapelle, mais une frise non sculptée se substitue à la corbeille du chapiteau, et l'origine gothique de la colonne n'est ici pas évidente : l'impression globale est celle d'un pilier ondulé flamboyant, muni du reste d'une base entièrement flamboyante, comme dans la chapelle du nord. Dans l'angle nord-ouest, le cul-de-lampe n'affiche pas de style particulier, mais les supports dans les autres angles démentent toute hypothèse d'une construction flamboyante homogène. Le cul-de-lampe dans l'angle nord-est est un petit chapiteau gothique, mal conservé, qui conserve encore une feuille d'angle, et que l'on a privé de la plus grande partie de son fût. Dans les angles sud-est et sud-ouest, l'on trouve même encore de fines colonnettes, mais seul le chapiteau dans l'angle sud-ouest fait encore apparaître les contours des feuillages, et les tailloirs ont été arasés. Au milieu de l'élévation méridionale, un fût cylindrique de diamètre intermédiaire est engagé dans le mur, et son chapiteau a été traité de la même façon que son homologue en face au nord, au milieu des grandes arcades.
En somme, le chœur et les chapelles latérales de l'église Saint-Félix affirment encore leur enracinement au XIIIe siècle par les vestiges des supports anciens et par les réseaux des fenêtres, mais ont subi une reconstruction globalement paupérisante à la période flamboyante, quand seules les grandes arcades ont bénéficié d'un traitement soigné. La modénature chanfreinée des réseaux des fenêtres est propre à la période rayonnante tardive, qui commence au dernier quart du XIIIe siècle et se superpose à la période flamboyante naissante au XIVe siècle, mais elle peut aussi refléter l'économie des moyens, et la forme des supports est caractéristique de la première période gothique. À la période rayonnante, des faisceaux de fines colonnettes sont la règle, mais là aussi, les restrictions budgétaires peuvent apporter des partis archaïsants, comme le prouve l'église Saint-Léger d'Éméville, où il y a encore des colonnettes uniques à la fin du XIIIe siècle. Indépendamment de ces considérations, l'intérêt de la chapelle du sud ne se limite pas à son architecture. Il y a aussi de précieux vestiges de peintures murales, dont notamment un personnage couronné à droite de la baie du chevet, qui devrait représenter saint Louis ou le Christ pantocrator. L'un des voûtains est peint de losanges en ocre formant damier, les losanges restés blancs étant agrémentés de fleurettes rouges peintes à main levée (et non au pochoir).

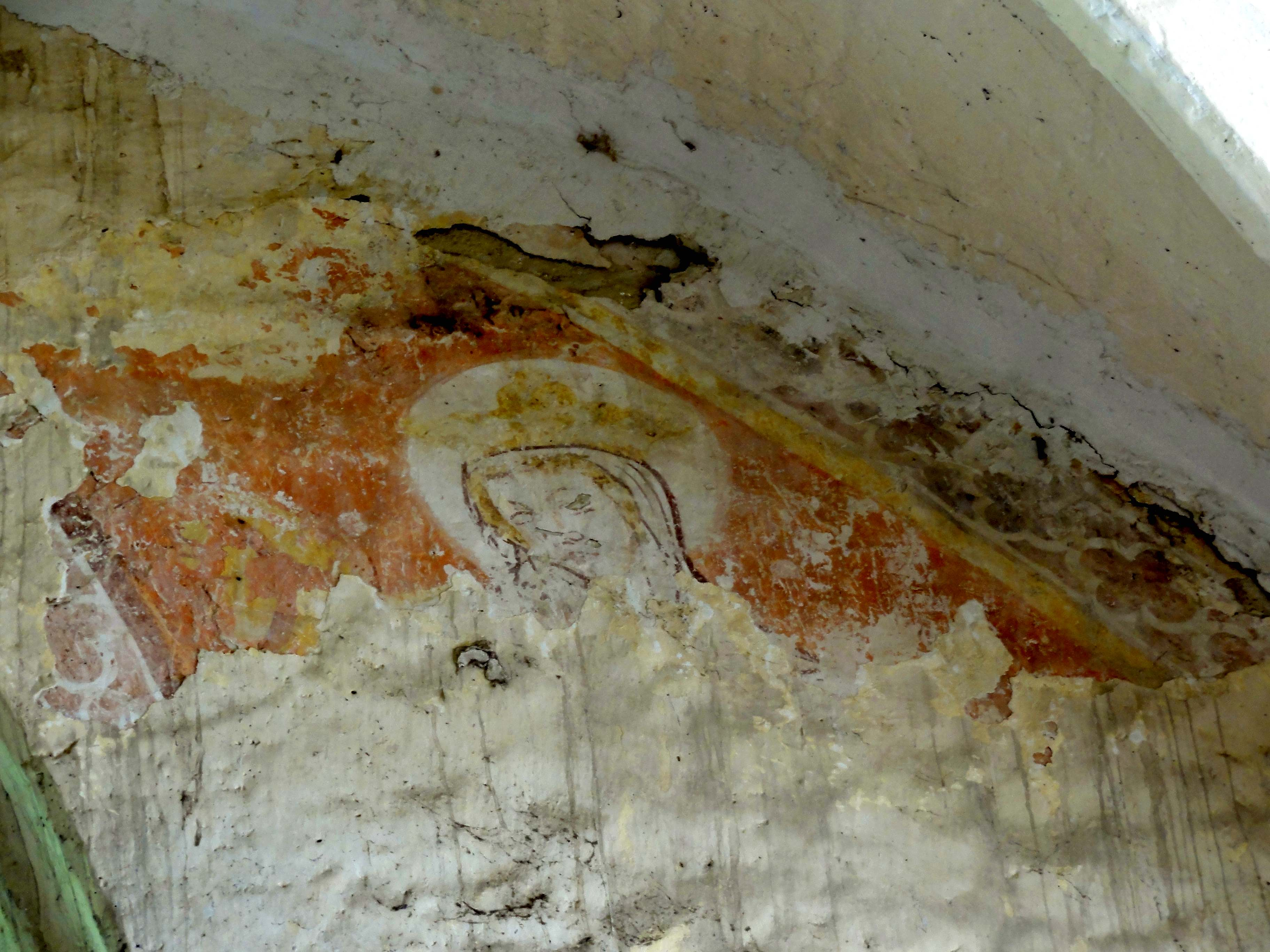
Peinture murale au chevet.
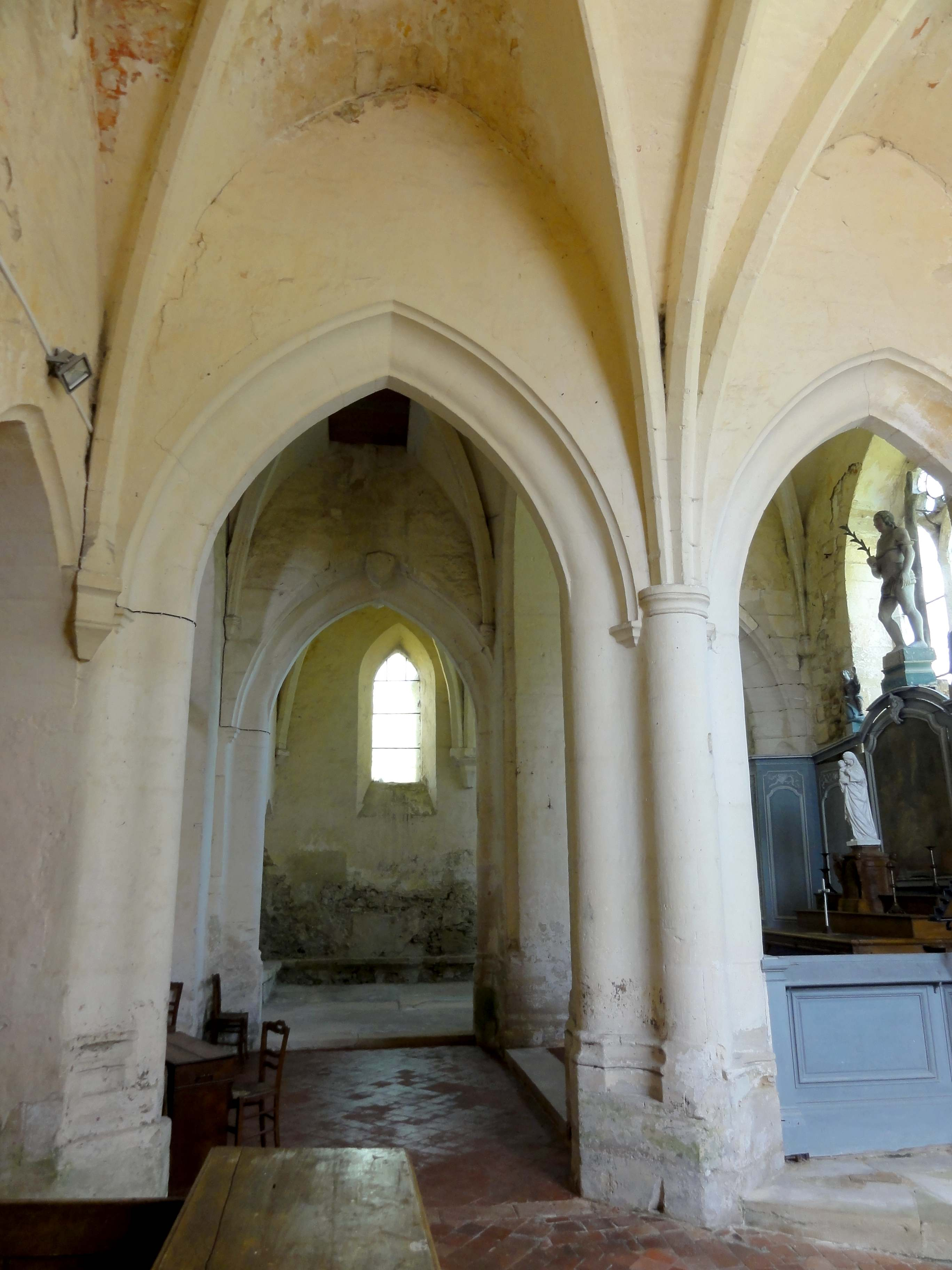
1re travée, vue vers le nord.
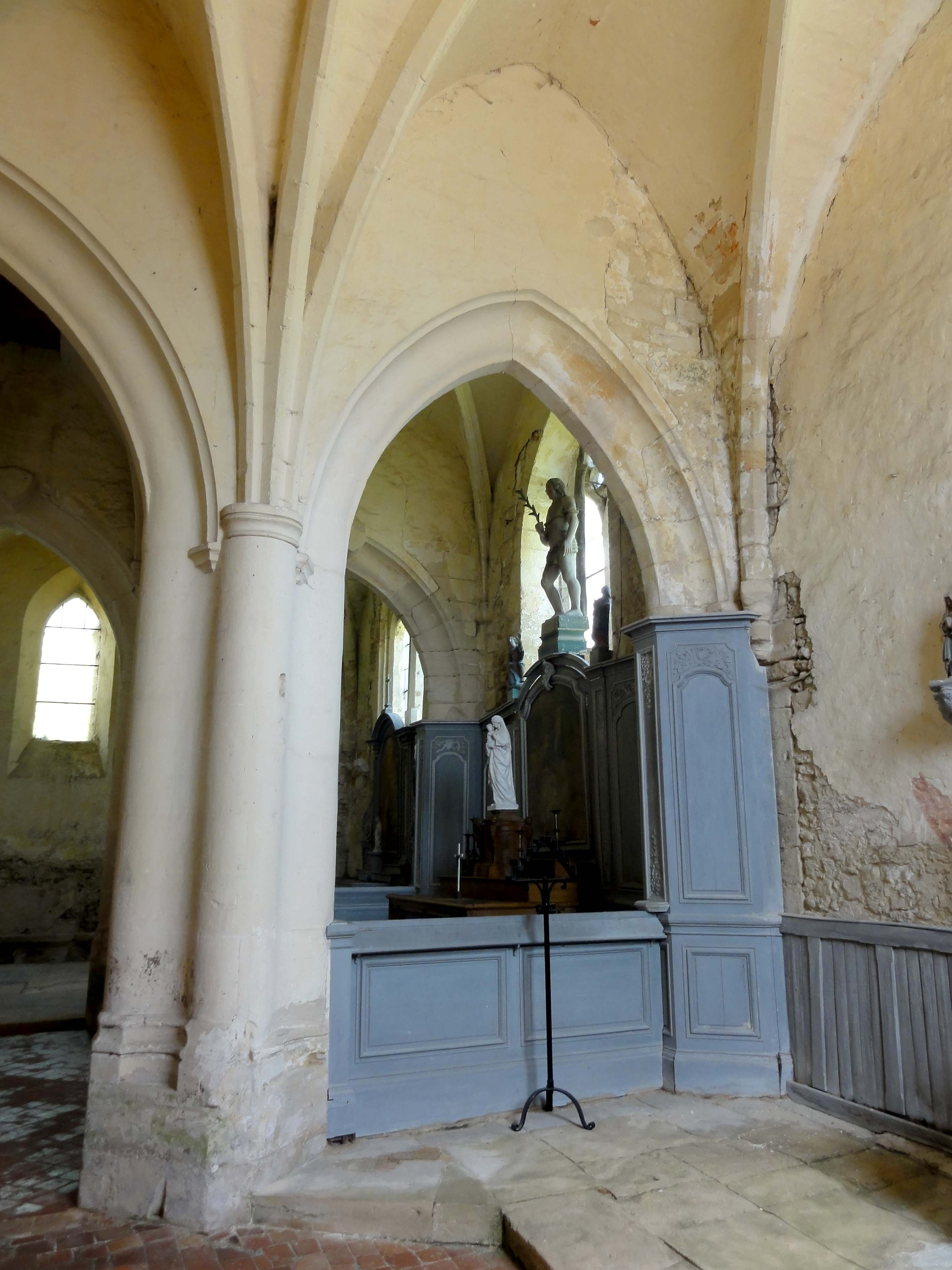
2e travée, vue vers le nord.
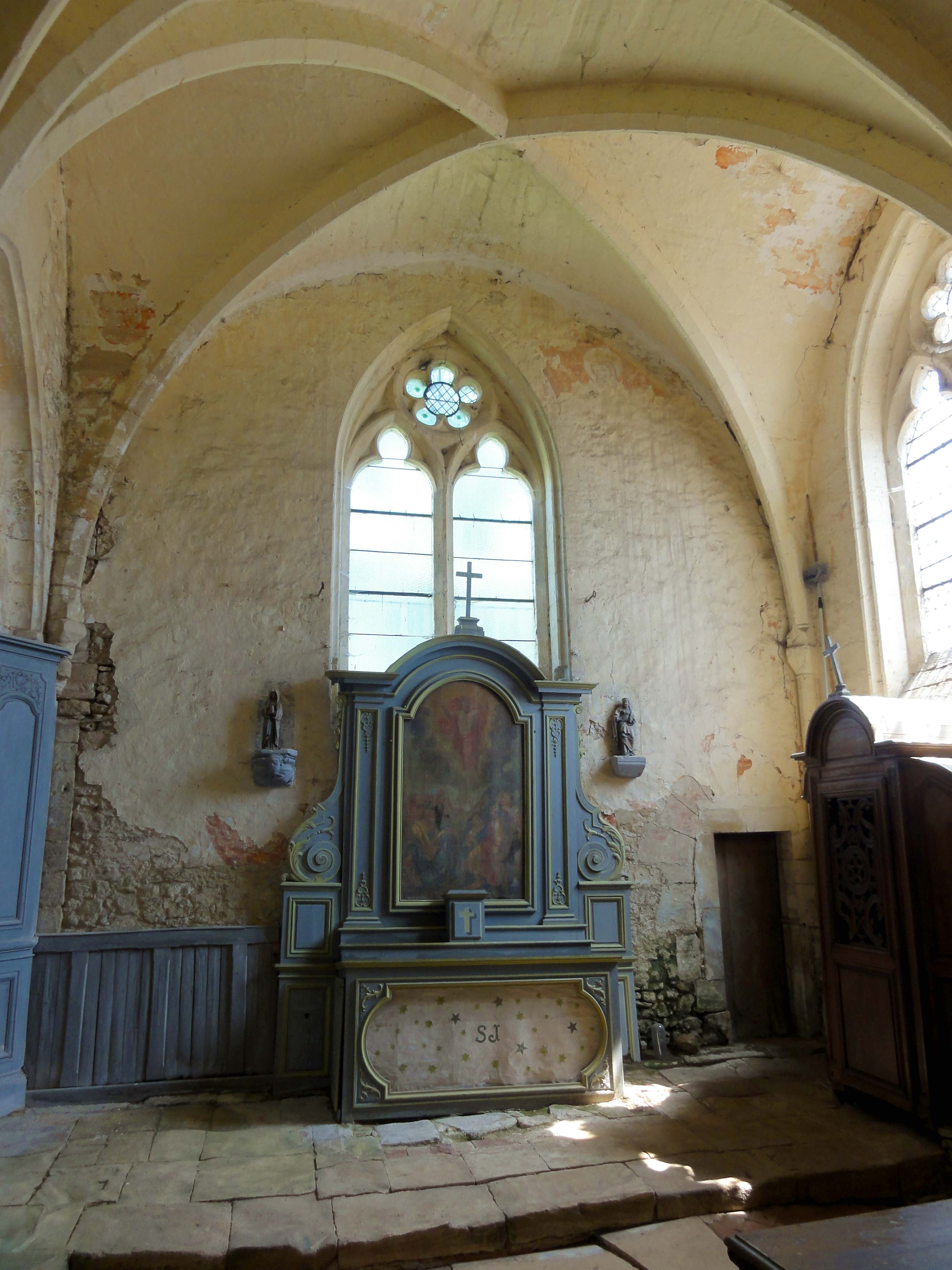
Vue vers l'est.
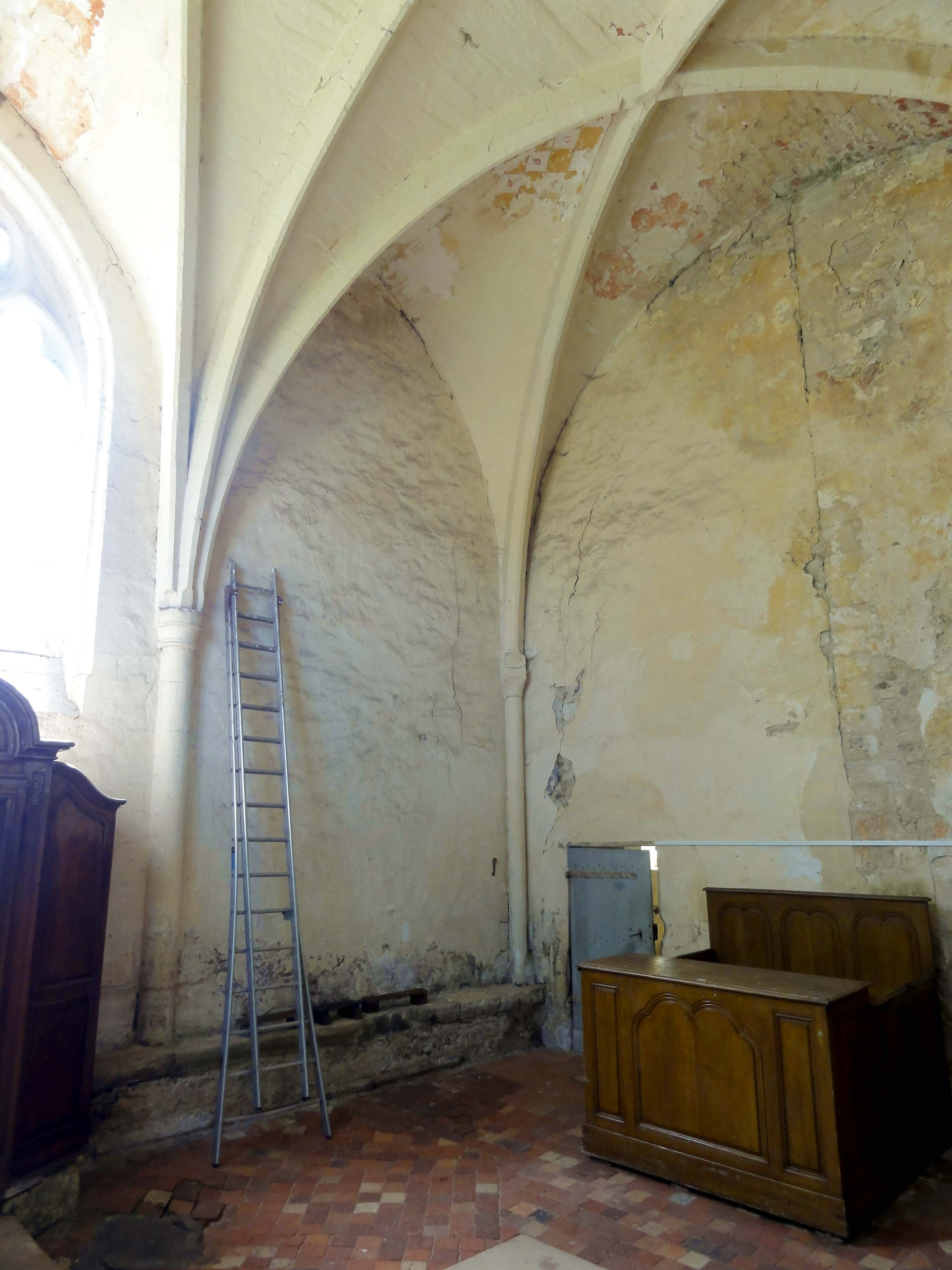
Vue vers le sud-ouest.
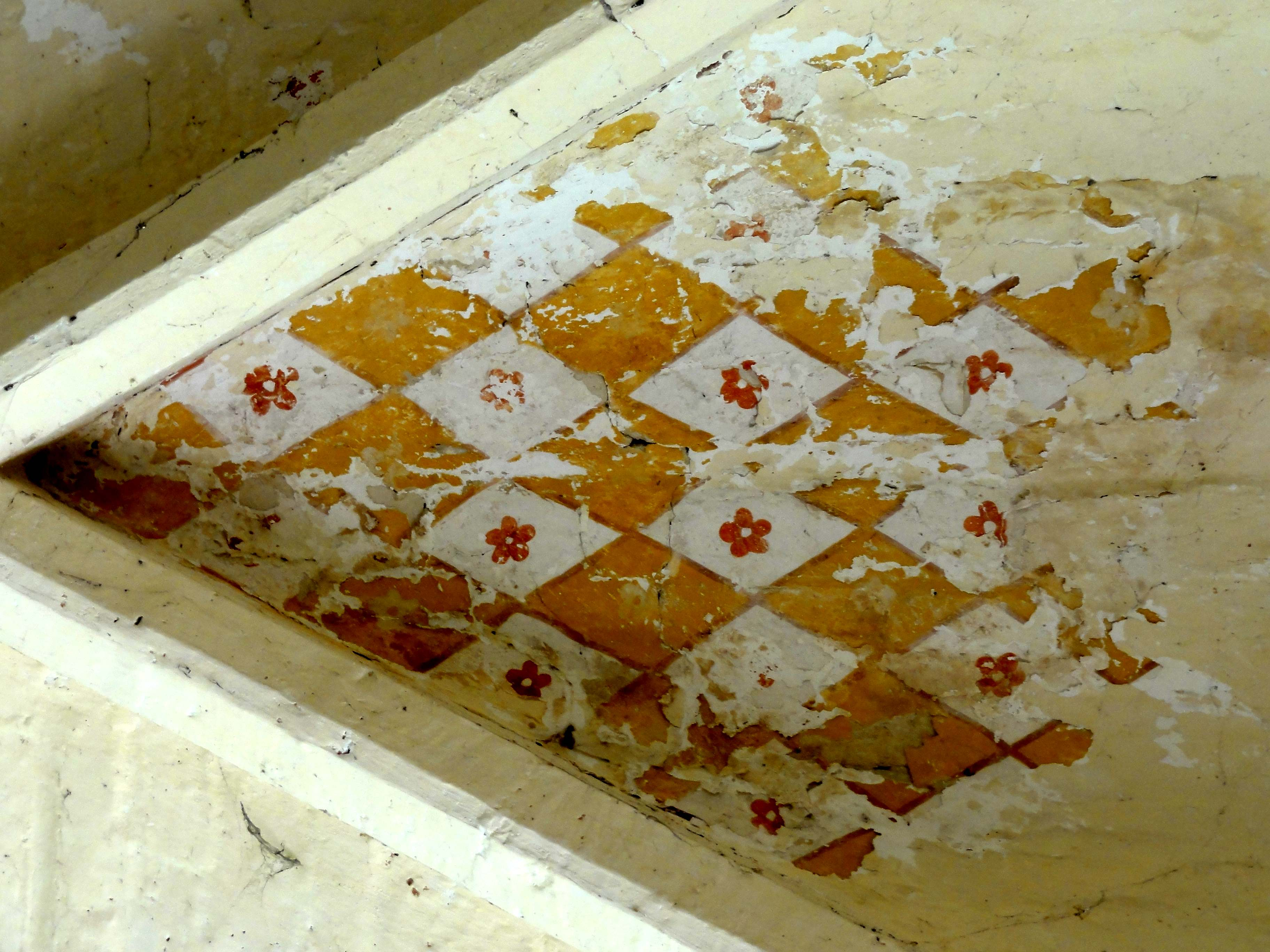
Décor peint de la voûte.

### Extérieur

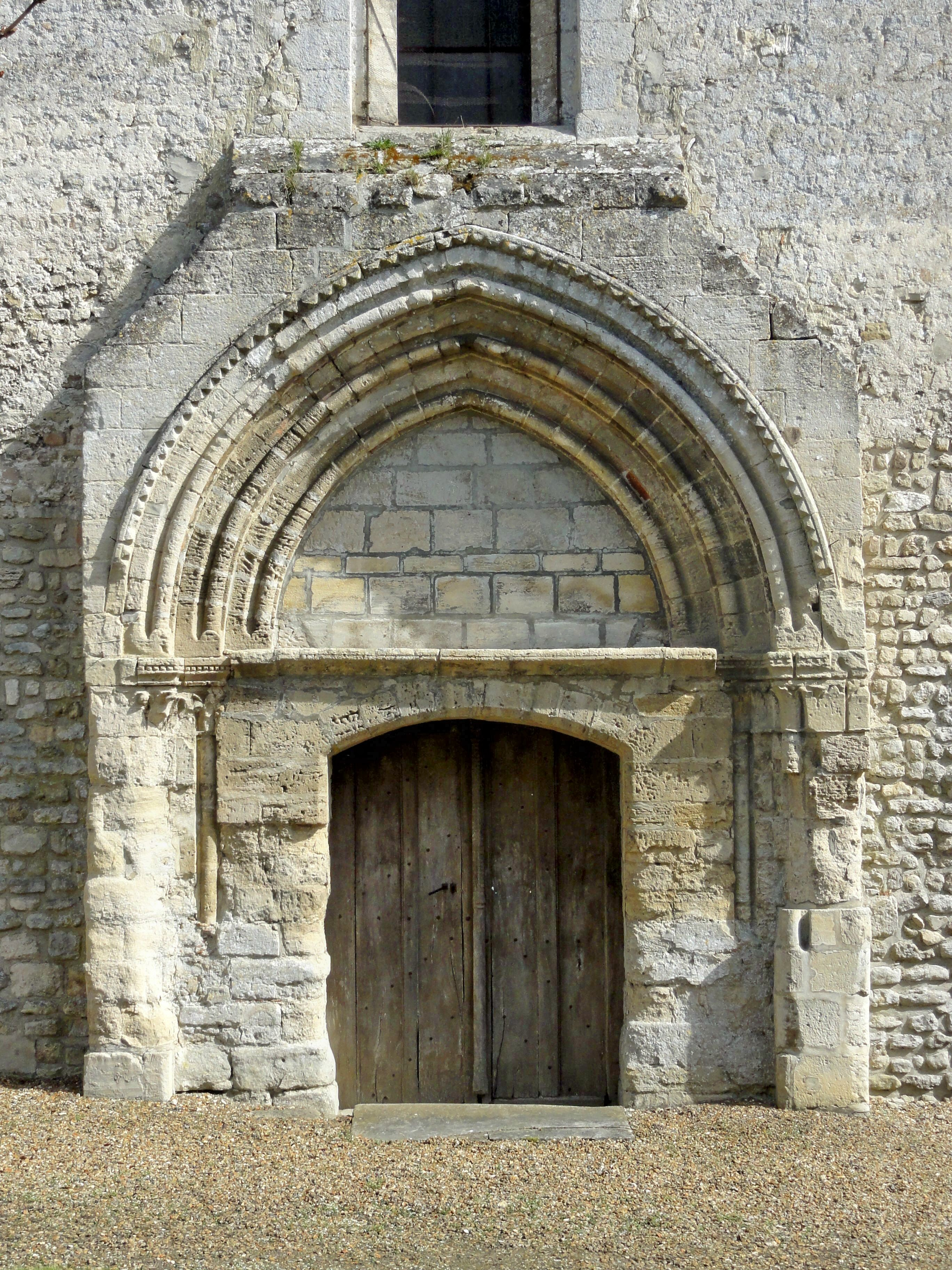
Portail occidental.

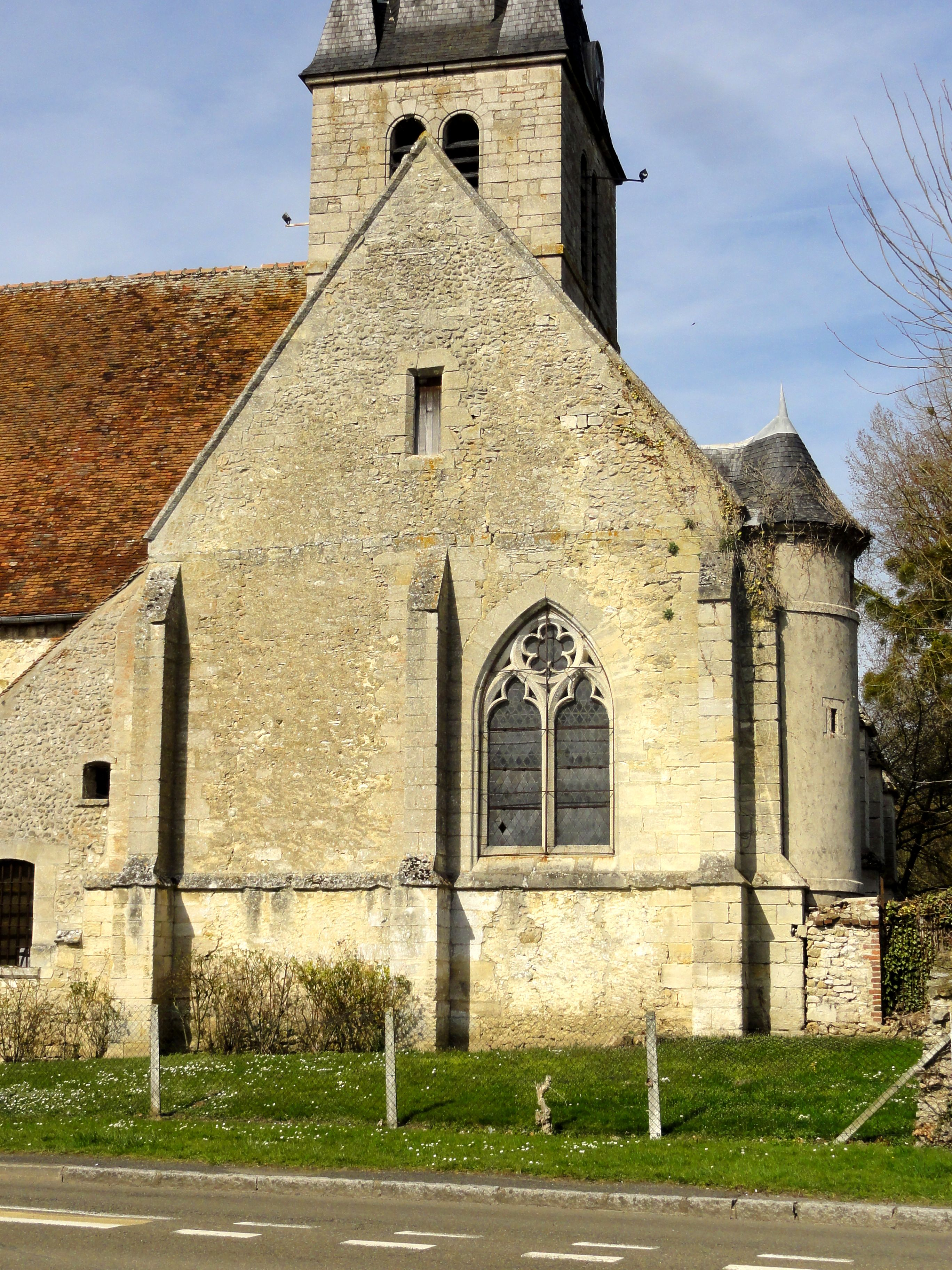
Chapelle ou collatéral sud.

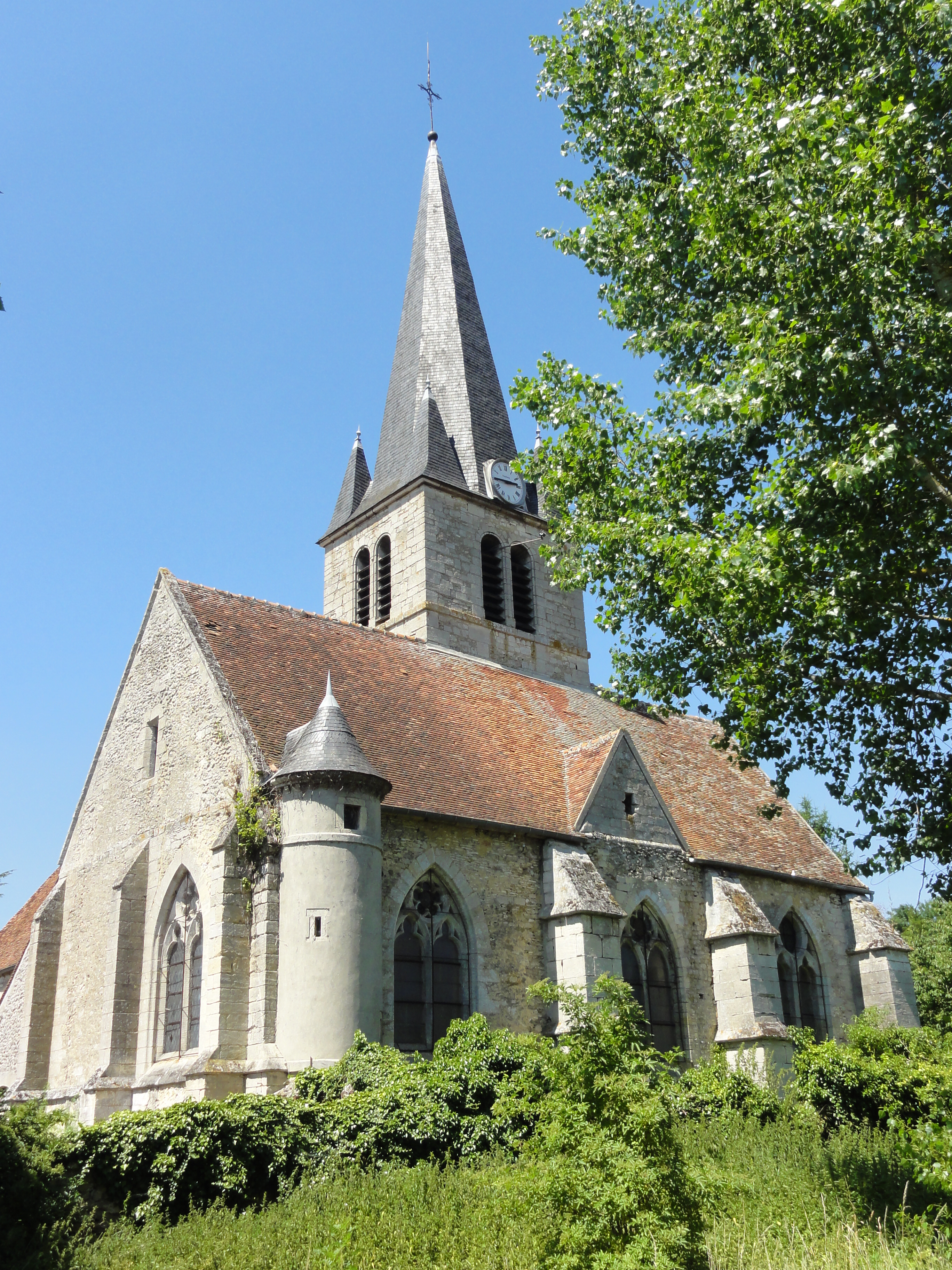
Chevet et clocher.

Le portail occidental, de style gothique, forme un avant-corps devant le mur de la nef, ce qui découle de son ajout après coup, et de sa profondeur, imputable à sa triple archivolte. L'avant-corps s'amortit en haut par un gâble tronqué, mais ce n'est apparemment pas un gâble, tel qu'à Saint-Vaast-lès-Mello, que l'architecte avait réellement projeté. L'amorce du gâble se termine en effet par un glacis soigneusement appareillé, et les rampants, du reste dissymétriques, ne résultent que de l'inachèvement de l'avant-corps, qui devait certainement s'insérer entre deux contreforts, de sorte à gommer sa saillie, comme à Bury, Cambronne-lès-Clermont, Catenoy, Nointel, etc. Le glacis serait donc allé d'un contrefort à l'autre, et le portail aurait constitué la première étape d'une façade neuve, voire d'une nef neuve. La fenêtre située immédiatement au-dessus du glacis est à ébrasement extérieur, et peut-être contemporaine du portail. Sa position est en tout cas incompatible avec un gâble, dont le sommet aurait bouché la baie. — Les nefs étant à la charge des paroissiens sous l'Ancien Régime, tant sur le plan des frais de construction que des frais de réparation et d'entretien, c'est sans doute le manque de moyens qui a empêché la mise en œuvre du projet de la nouvelle façade. Pour la même raison, de nombreuses nefs-granges rustiques subsistent dans le Beauvaisis.
L'archivolte du portail est en arc brisé. Chacune des trois voussures est moulurée d'un tore dégagé par une profonde gorge, et l'ensemble est surmonté d'un cordon de têtes de clous, motif fréquent à la première période gothique. Conformément au nombre de voussures, la porte devait être cantonnée de deux groupes de trois colonnettes à chapiteaux, logées dans les angles rentrants du massif. Seule une colonnette et deux chapiteaux avec leurs tailloirs subsistent aujourd'hui de part et d'autre de la porte. L'emplacement des colonnettes intérieures est aujourd'hui occupé par le mur qui encadre le portail, placé en avant de sa position initialement prévue. À droite, le ressaut dans le massif qui abritait la colonnette extérieure demeure visible, tandis qu'à gauche, l'on y a substitué des pierres de moyen appareil, déjà passablement érodées. La mutilation du portail doit donc être très ancienne. Quant aux chapiteaux, leurs corbeilles sont de forme élancée, et sculptées de grandes feuilles d'eau ou de palmettes, aux extrémités enroulées en crochets (à gauche seulement). Les tailloirs affichent, du haut vers le bas, une plate-bande, un rang de billettes, et une profonde gorge. La sculpture des chapiteaux et le profil des tailloirs se continuait sur toute la largeur de l'avant-corps. Reste à évoquer la porte, qui résulte vraisemblablement d'une réparation sommaire à une époque indéterminée. Elle est donc placée en avant, et délimitée par des murs dont la largeur additionne l'emprise des colonnettes intérieures, supprimées, et des piédroits initiaux. Un arc en anse de panier se substitue au linteau. À son emplacement, l'on trouve un bandeau saillant au profil d'une plate-bande et d'un cavet. Le tympan appareillé a apparemment été refait à une époque plus récente, comme l'indique son excellent état, mais s'agissant du portail gothique d'une petite église rurale, rien ne permet d'affirmer que le tympan était primitivement sculpté.
Autour du portail, la façade occidentale se caractérise par un appareil de petits moellons relativement réguliers, souvent presque cubiques, avec des joints très large. En haut de la façade, les moellons sont noyés dans un mortier, selon l'usage de l'architecture rurale de la région. Le pignon ancien a été remplacé par une structure en charpente, recouverte d'ardoise. Quelques briques ont été employés pour consolider la base du pignon en charpente. Sur toute la hauteur, la façade est cantonnée de deux contreforts plats, qui sont réalisés en pierre de moyen appareil, et terminés en glacis. Ces contreforts forment corps avec leurs homologues des murs gouttereaux, sans être séparés par des angles rentrants. Les murs gouttereaux sont en outre épaulés par un autre contrefort plat en leur milieu. Sur la première travée du sud, l'appareil est comparable à la façade. Sur la deuxième travée, les traces de reprises sont nombreuses ; il y a notamment une baie rectangulaire bouchée, et un appareil plus irrégulier en haut. Les quatre fenêtres d'origine, tout en haut, n'ont pas de glacis à leur seuil, mais sont à ébrasement extérieur, ce qui s'oppose à une datation antérieure au début du XIIe siècle. La petite porte de la deuxième travée pourrait également être romane. Elle possède un mince linteau monolithique, déchargé par un plus gros linteau en bâtière, qui est assemblé de trois segments. Reste à signaler la corniche de modillons, qui sont tantôt sculptés de masques grimaçants ou grotesques, ou décorés de moulures simples.
Le clocher est une tour carrée dénuée de caractère, sans contreforts, composé d'un étage intermédiaire aveugle, et d'un étage de beffroi, délimités par un bandeau plat, non mouluré. Sur chacune de ses faces, l'étage de beffroi est ajouré de deux étroites baies en plein cintre géminées. Les pourtours des baies sont moulurées d'une gorge, et le claveau au-dessus du mince trumeau, partagé par les deux baies, se termine inférieurement par un petit cul-de-lampe. La décoration se limite à ces détails. Ce clocher est indatable. Les parties orientales, assez homogènes, se caractérisent par un appareil de tout-venant, sauf pour les pourtours des fenêtres, agrémentés d'une gorge, et les contreforts. Très minces et peu saillants au sud, ils sont trois fois plus larges au chevet et aux angles de l'élévation septentrionale. Au nord, le contrefort central est de dimensions inouïes. C'est un massif de maçonnerie carré plus volumineux que la tourelle d'escalier à gauche du chevet, aussi large que l'intervalle entre ce contrefort et les contreforts d'angle. Son glacis sommital prend appui contre le pignon. Un larmier fait le tour des parties orientales à la limite des allèges, tout en incluant les contreforts, parti qui a cours entre le second quart du XIIIe siècle et la fin de la période gothique. Un larmier supplémentaire scande le gros contreforts du nord. Tous les contreforts s'amortissent par un glacis formant larmier.

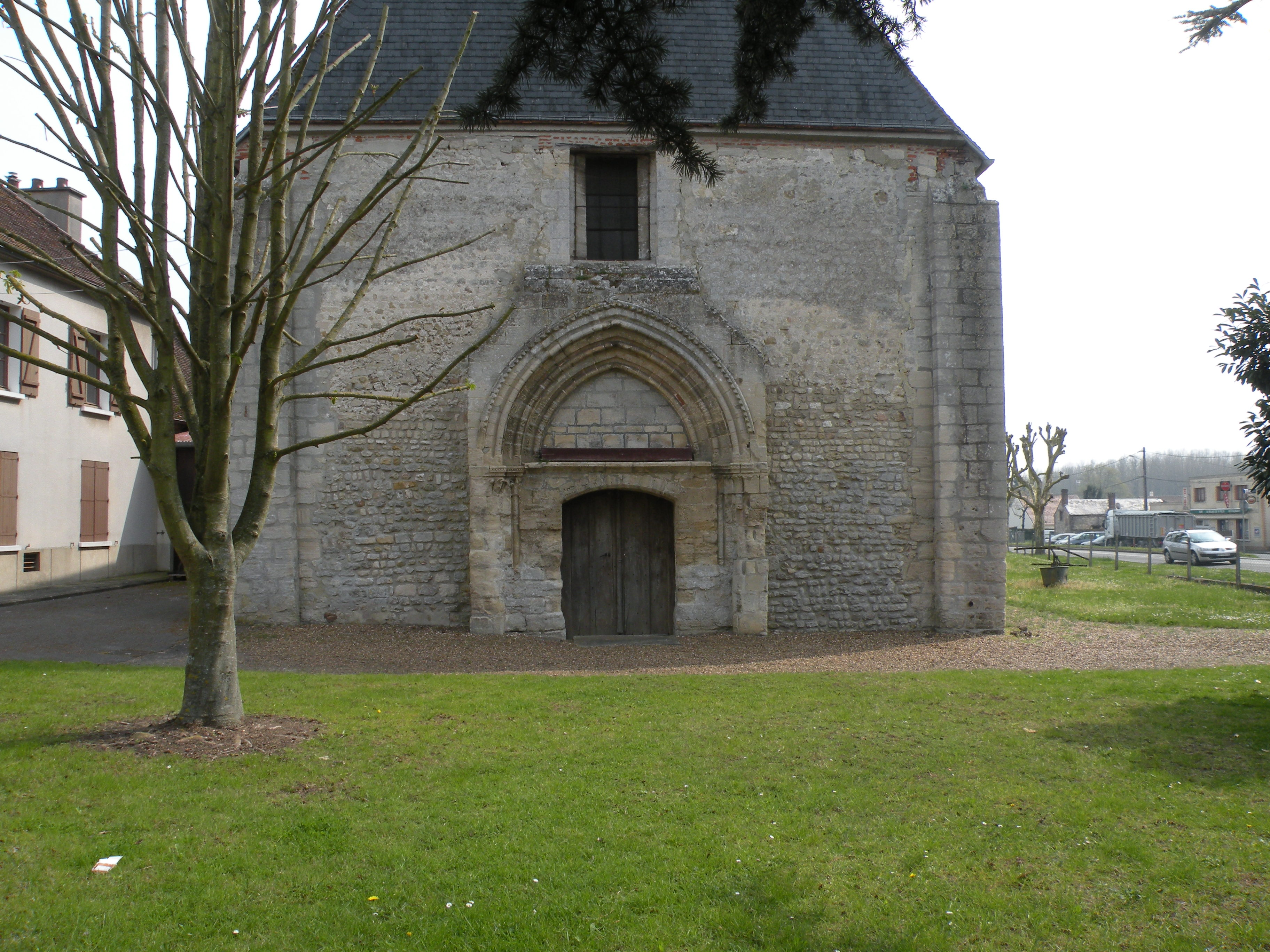
Façade occidentale.
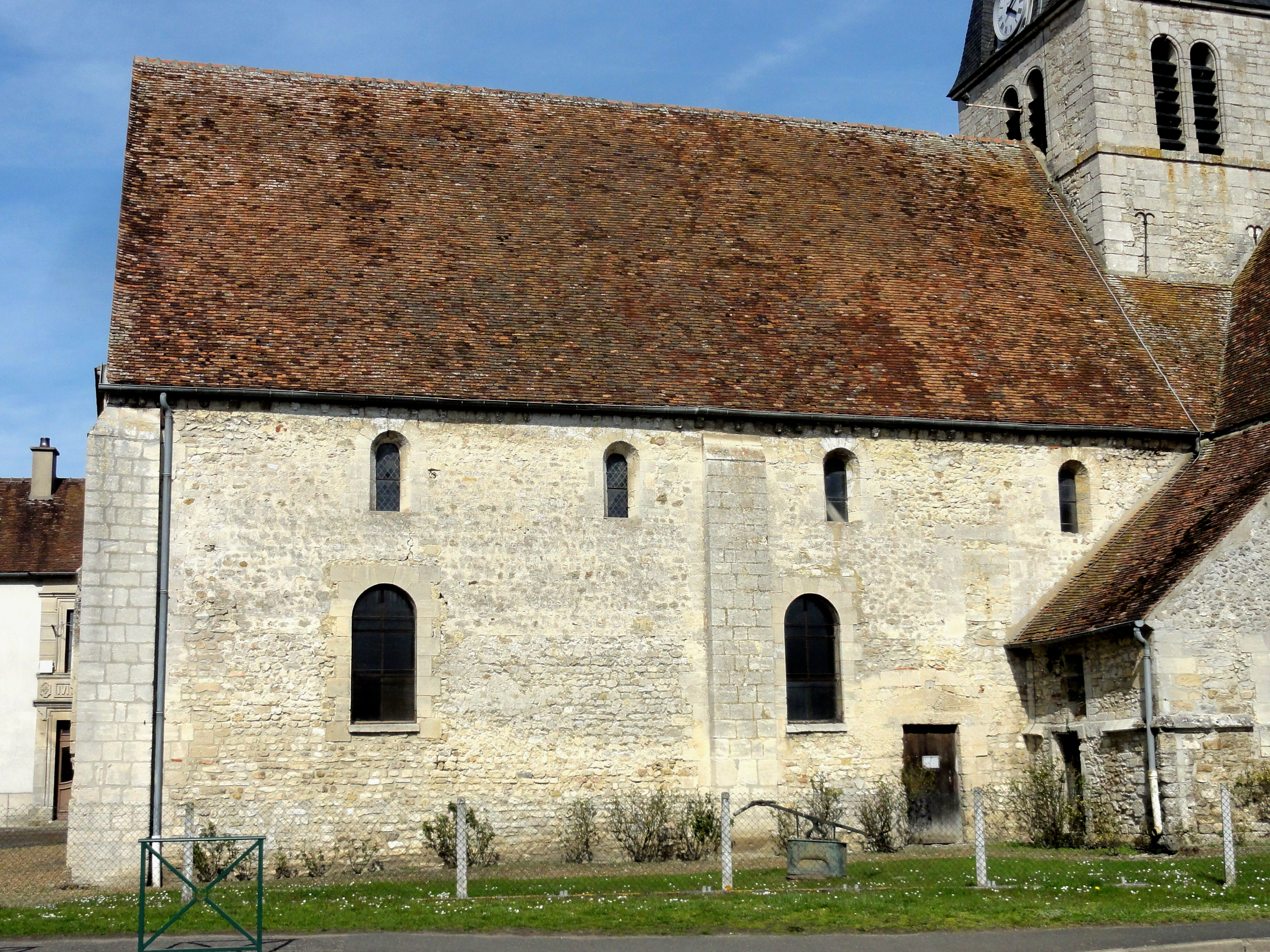
Nef, élévation sud.
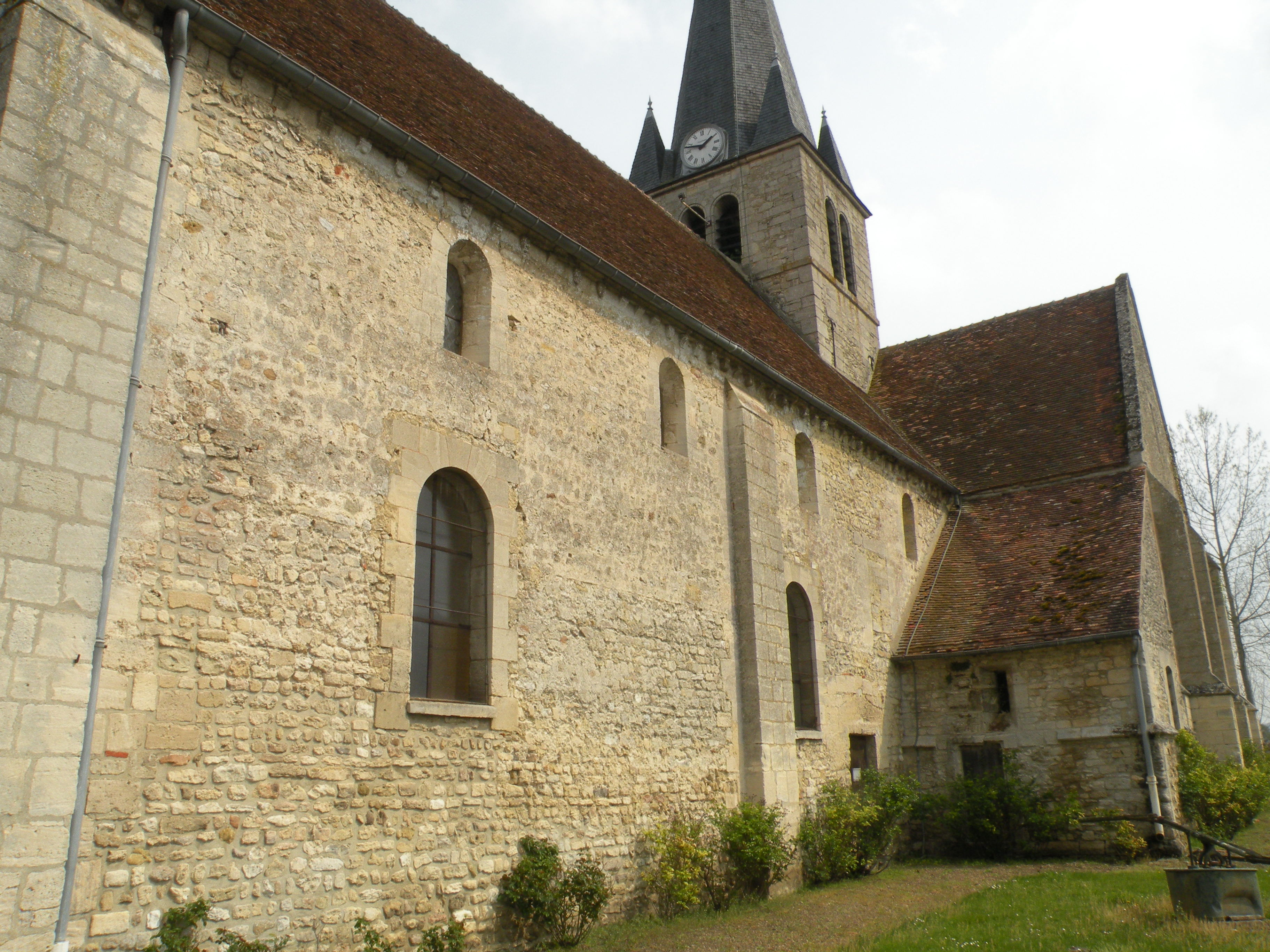
Flanc sud de la nef.
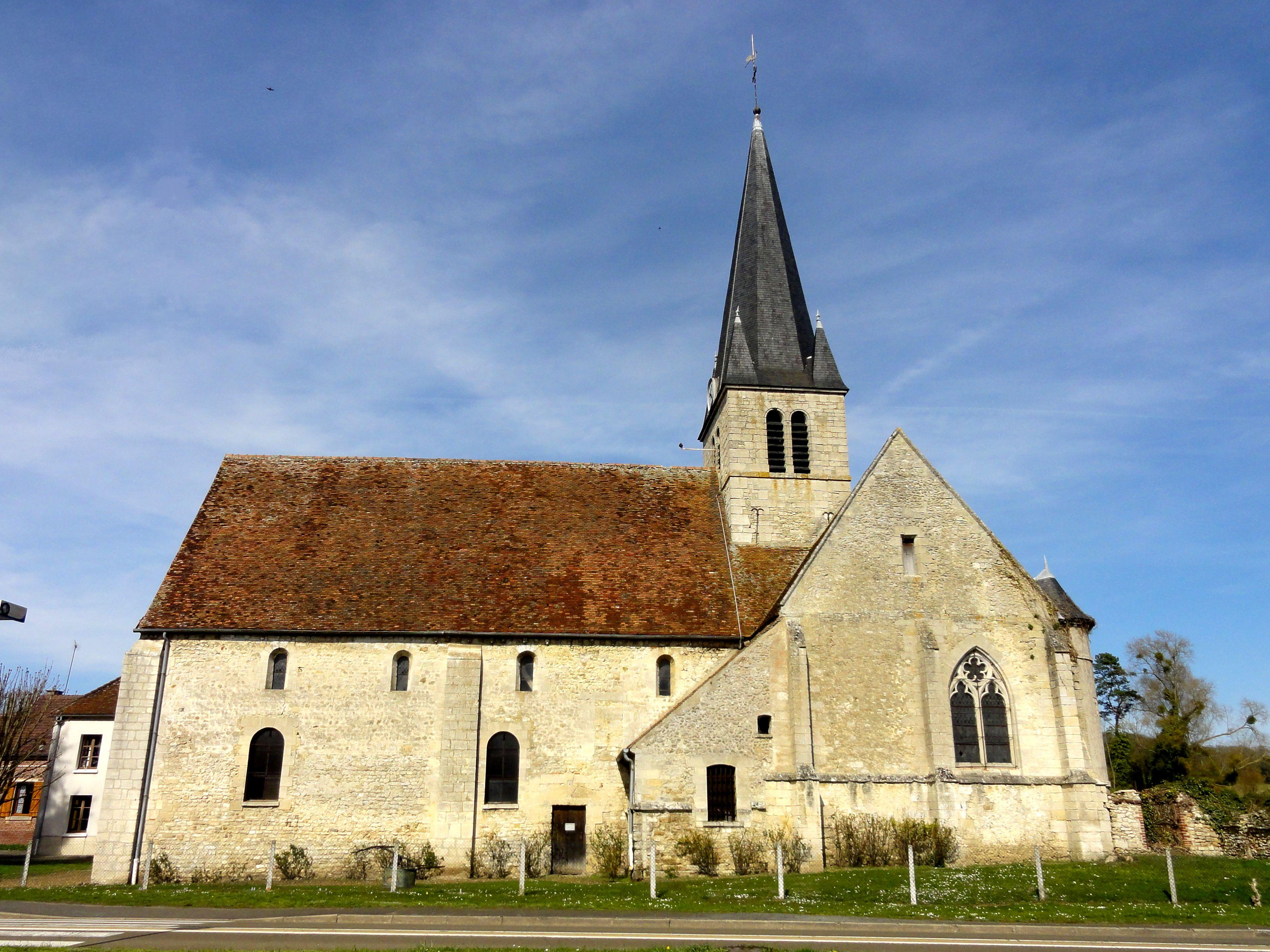
Vue depuis le sud.
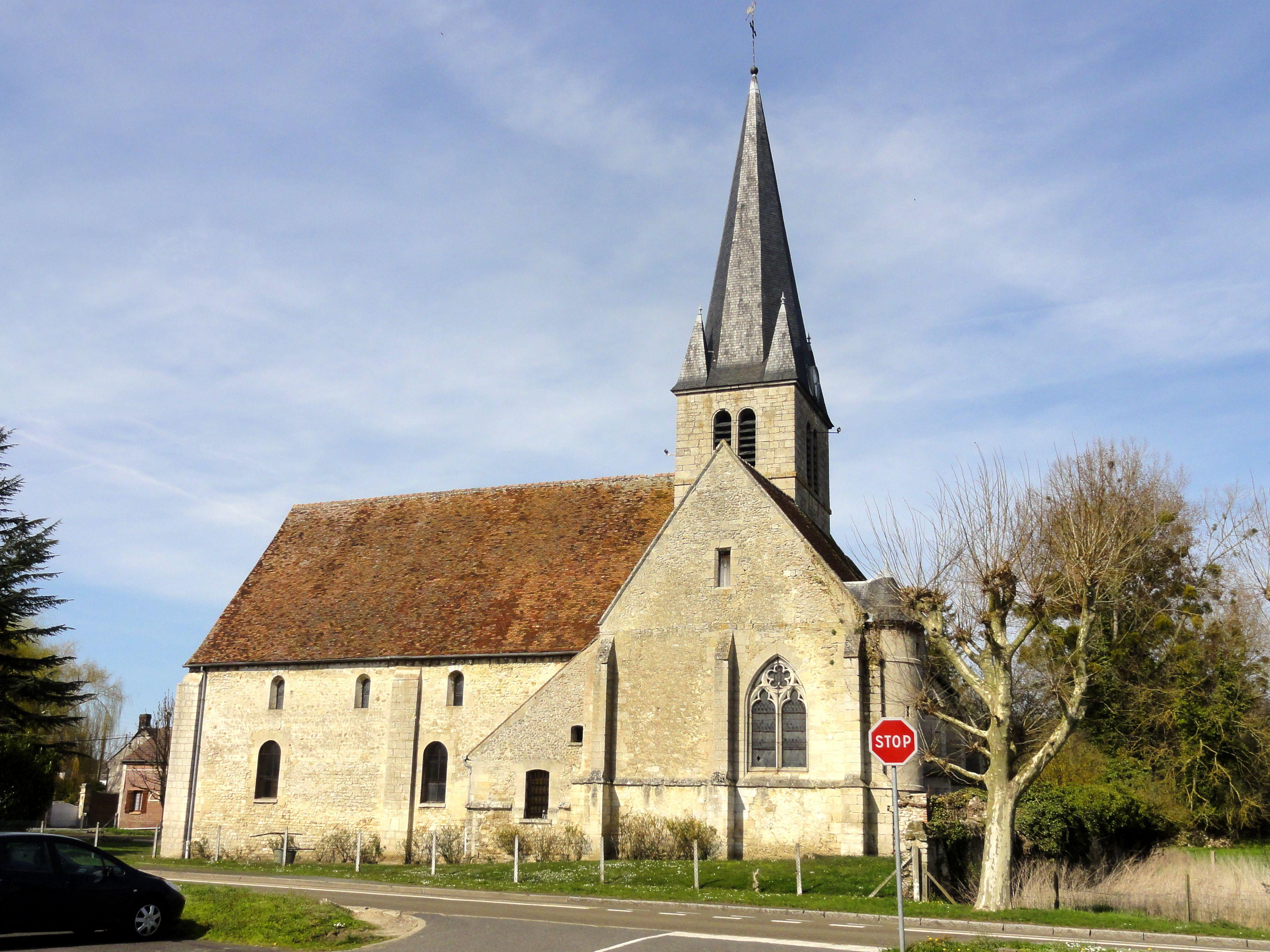
Vue depuis le sud-est.
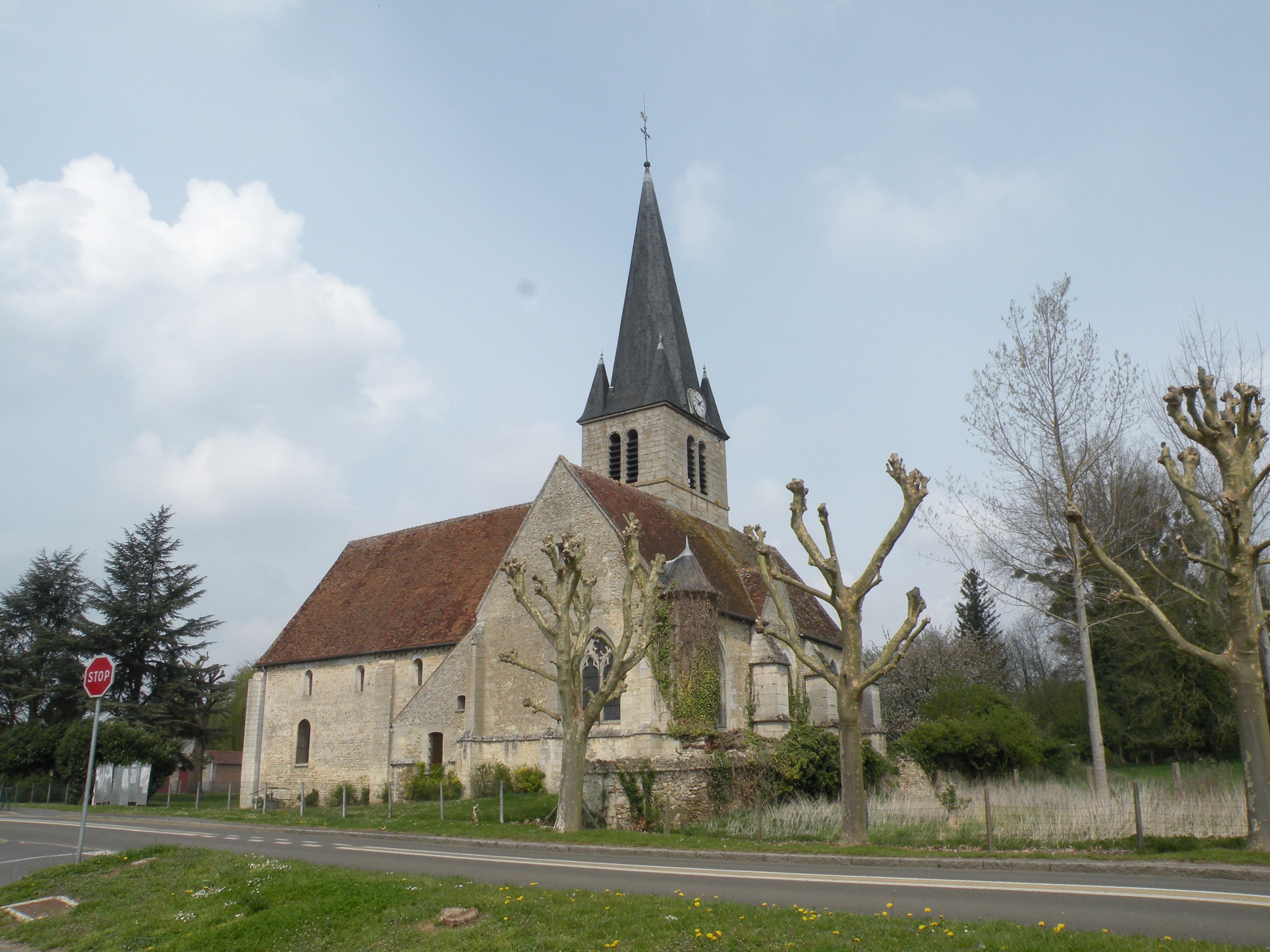
Vue depuis le sud-est.

## Mobilier

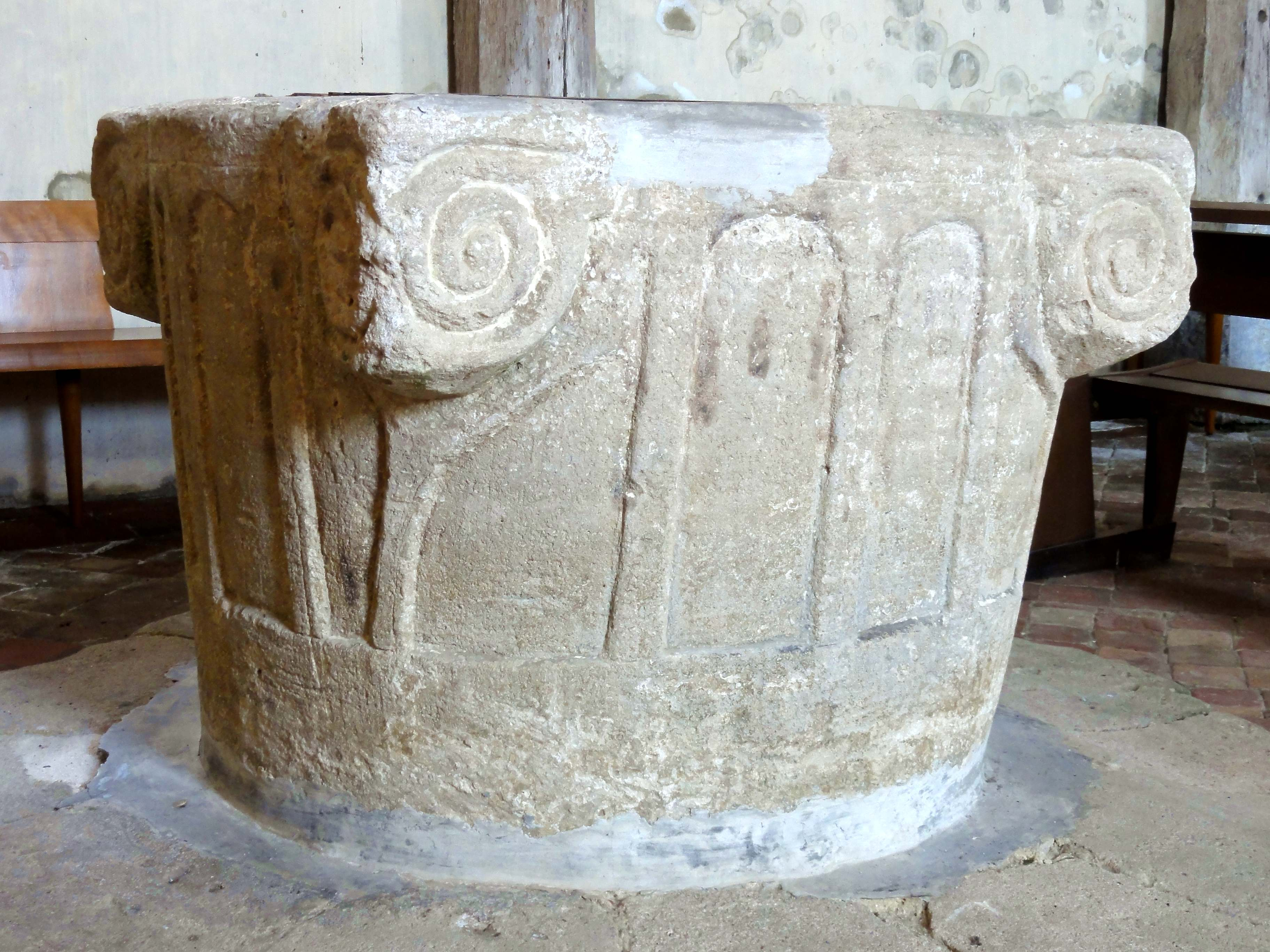
Fonts baptismaux.

Parmi le mobilier de l'église, seulement les fonts baptismaux sont classés monument historique au titre objet. L'église abrite toutefois quelques statues anciennes et quelques éléments du mobilier liturgique qui méritent l'attention.
- Les fonts baptismaux, sculptés dans un bloc de pierre calcaire, se présentent sous la forme d'une cuve baptismale à infusion, et datent de la limite entre le XIe et le XIIe siècle. C'est l'époque de construction de la nef (plutôt le début du XIIe siècle). Comme à Mogneville, les fonts s'apparentent à un immense chapiteau roman à volutes d'angle, de plan circulaire en bas, et de plan carré à la bordure. Les faces ne sont pas réellement sculptées, mais affichent seulement deux arcatures en plein cintre à très faible relief, censées représenter des feuillages. La base proprement dite a disparu, et à la noue entre la cuve et les dalles qui forment le socle montre des ragréages en ciment. Ces fonts baptismaux sont classés au titre objet depuis novembre 1912[10].
- Une poutre de gloire en bois polychrome est installée dans l'arc triomphal, comme toujours à Boran-sur-Oise, Éméville, Foulangues, Jaux, Saint-Vaast-lès-Mello. Souvent, les poutres de gloire ne sont plus homogènes et comportent des pièces rapportées, et la poutre proprement dite subsiste rarement. Avec celle d'Agnetz, qui a été déposée en raison de son poids trop important pour les murs fragilisés, celle de Saint-Félix est l'une des plus remarquables de la région. La poutre elle-même est sculptée de deux rangs de dents de scie, de moulures, et de trois écussons, qui ont été bûchés. Le mont du Calvaire est figuré par une petite butte de terre, d'où ressortent un crâne et des ossements ; ils symbolisent la tombe d'Adam, le responsable du péché originel, que Jésus pardonne et rachète avec son propre sacrifice. Deux consoles sont intégrés dans le mont du Calvaire, et supportent des statues de la Vierge de douleur, à gauche, et de saint Jean, à droite. Elles sont de facture populaire, et assemblées de plusieurs morceaux de bois. Le Christ est des mêmes dimensions, et du même genre, sans grande valeur artistique, mais d'une haute importance historique et symbolique, en tant que témoin de la piété des siècles précédents. Des trilobes en bas du crucifix et aux trois extrémités supérieures, en lieu et place des quadrilobes habituels, devaient jadis arborer les symboles du Tétramorphe. Des fers de lance terminent les trois extrémités supérieures. En dépit de la Révolution, le bois de la croix est toujours fleurdelisé[4].
- À gauche de l'autel, soit du côté de l'Évangile, l'aigle-lutrin en bois taillé, du XVIIe ou XVIIIe siècle, se remarque par ses trois élégants pieds galbés, sculptés de volutes, de boutons et de feuillages.
- Dans la base du clocher, une Vierge à l'Enfant en bois polychrome, fortement mutilée (manquent ses deux bras et la tête et les bras de l'Enfant), et une sainte Catherine accompagnée de la roue avec laquelle elle fut martyrisée, et piétinant l'empereur Maxence, sont placées de part et d'autre de l'arc diaphragme.
- Dans le chœur, au chevet, une statue représente saint Félix nu, vêtu seulement d'un périzonium, attaché à un arbre par une corde, les yeux grands ouverts de frayeur, et tenant une palme en tant que symbole du martyre dans sa main droite. Cette iconographie rappelle les représentations, très courantes de la région, du martyre de saint Sébastien, patron des archers : ne manquent que les flèches qui transpercent sa peau. Deux personnages levant une main, l'un à genoux, l'autre debout, sont placés à proximité du saint patron de l'église, et forment sans doute un ensemble avec lui.
- Deux statuettes placées aux côtés du retable du collatéral sud représentent une Vierge de douleur et une sainte non identifiée.

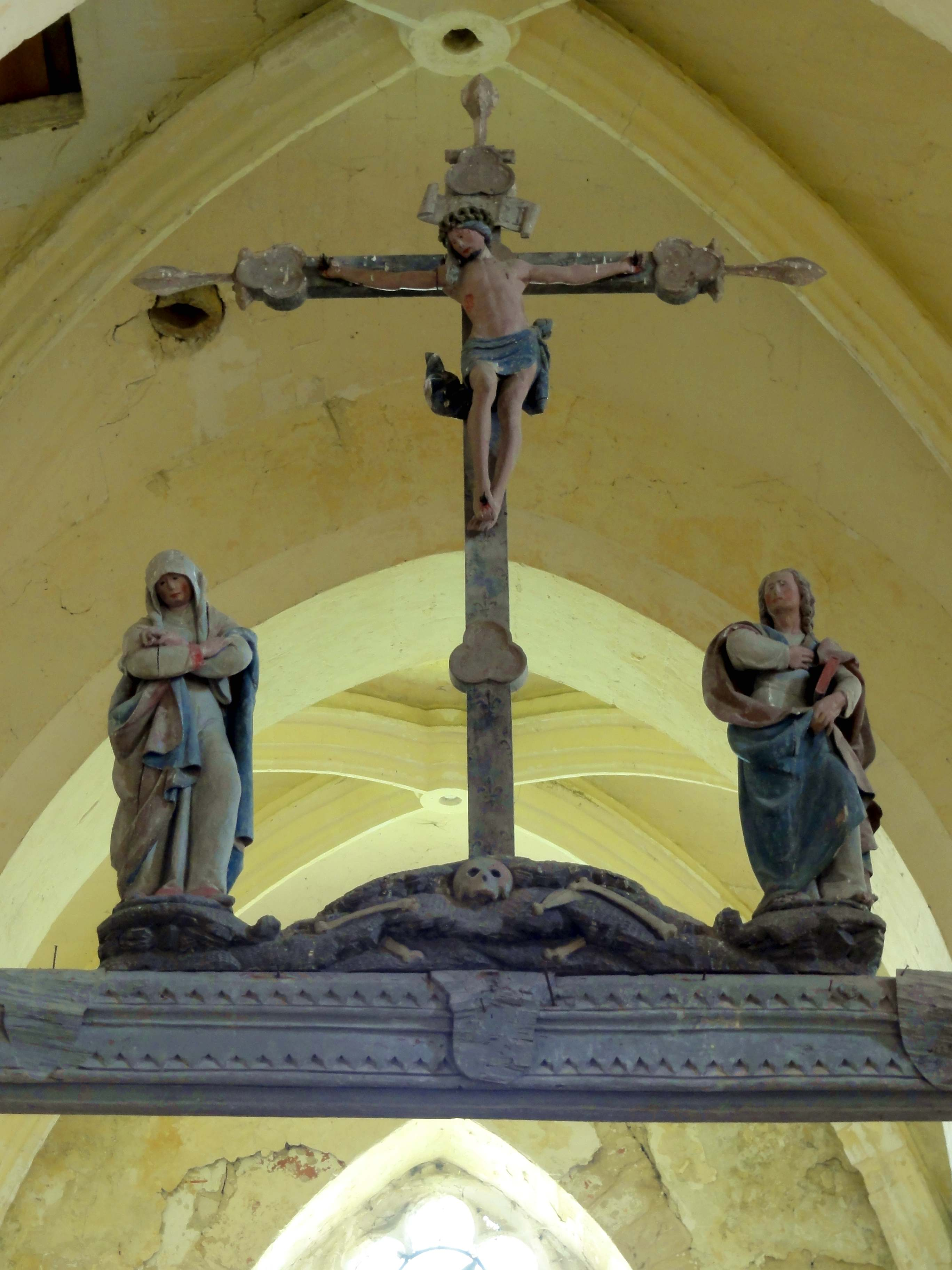
Poutre de gloire.
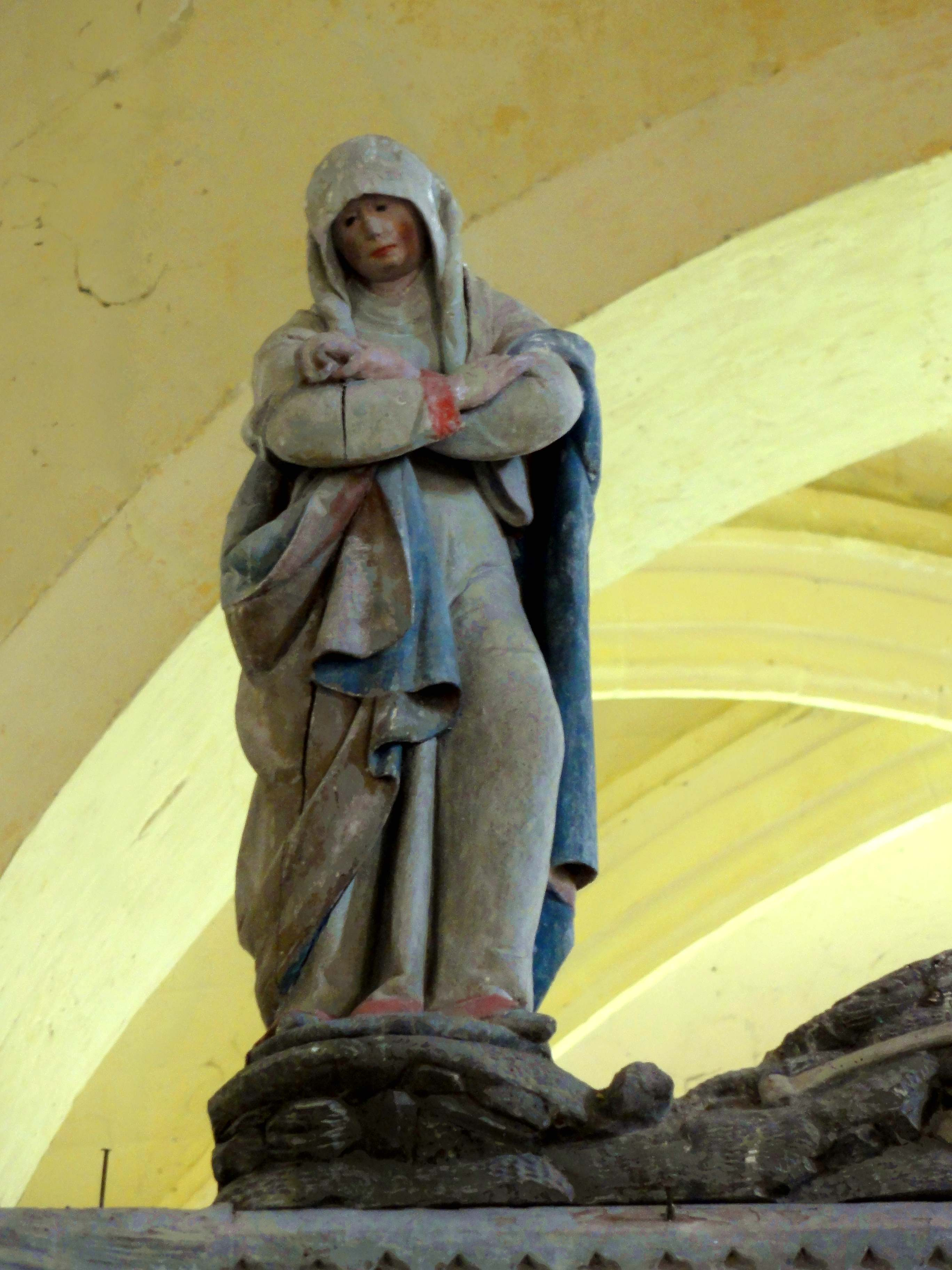
Vierge de douleur.
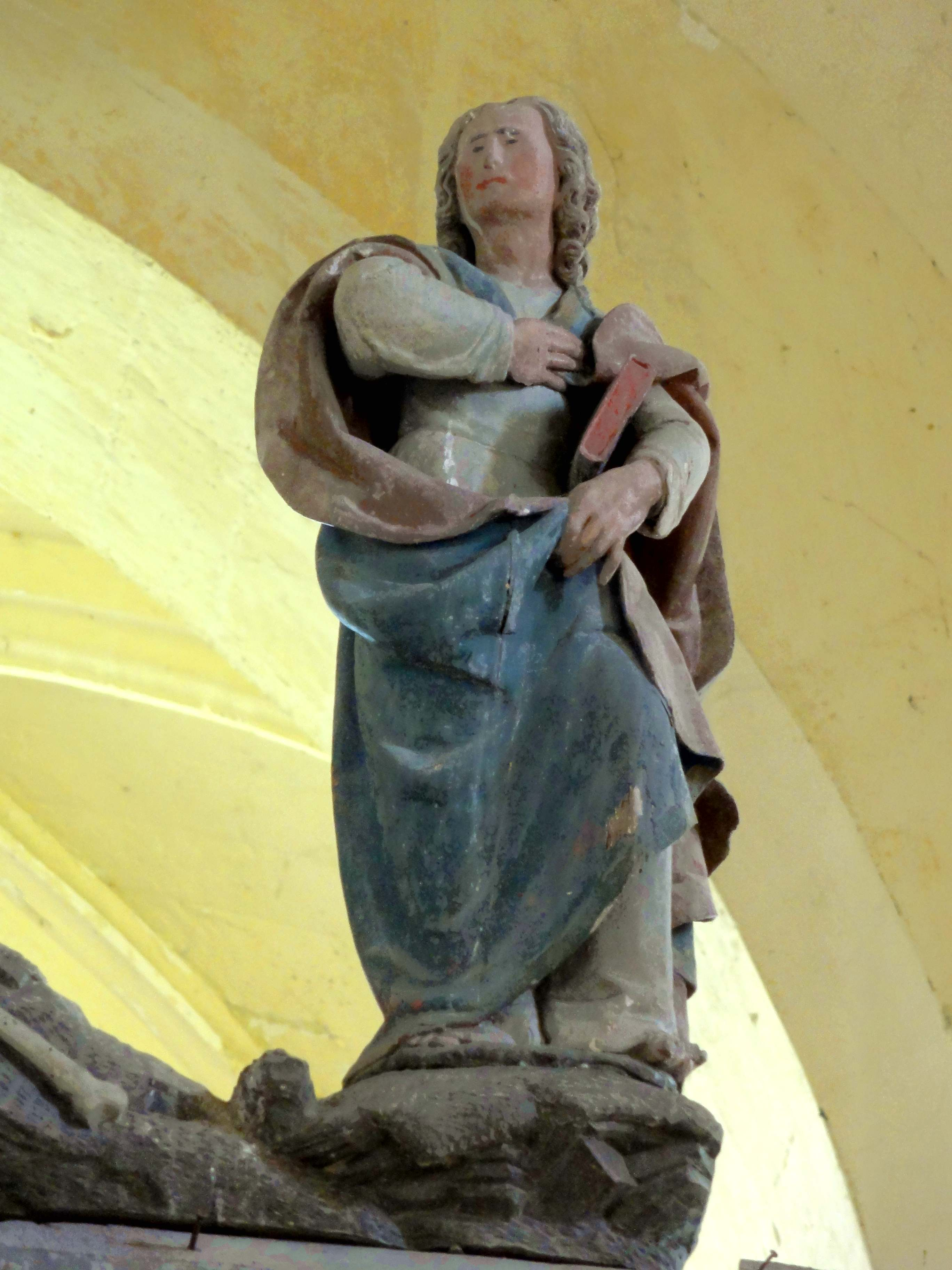
Saint Jean.
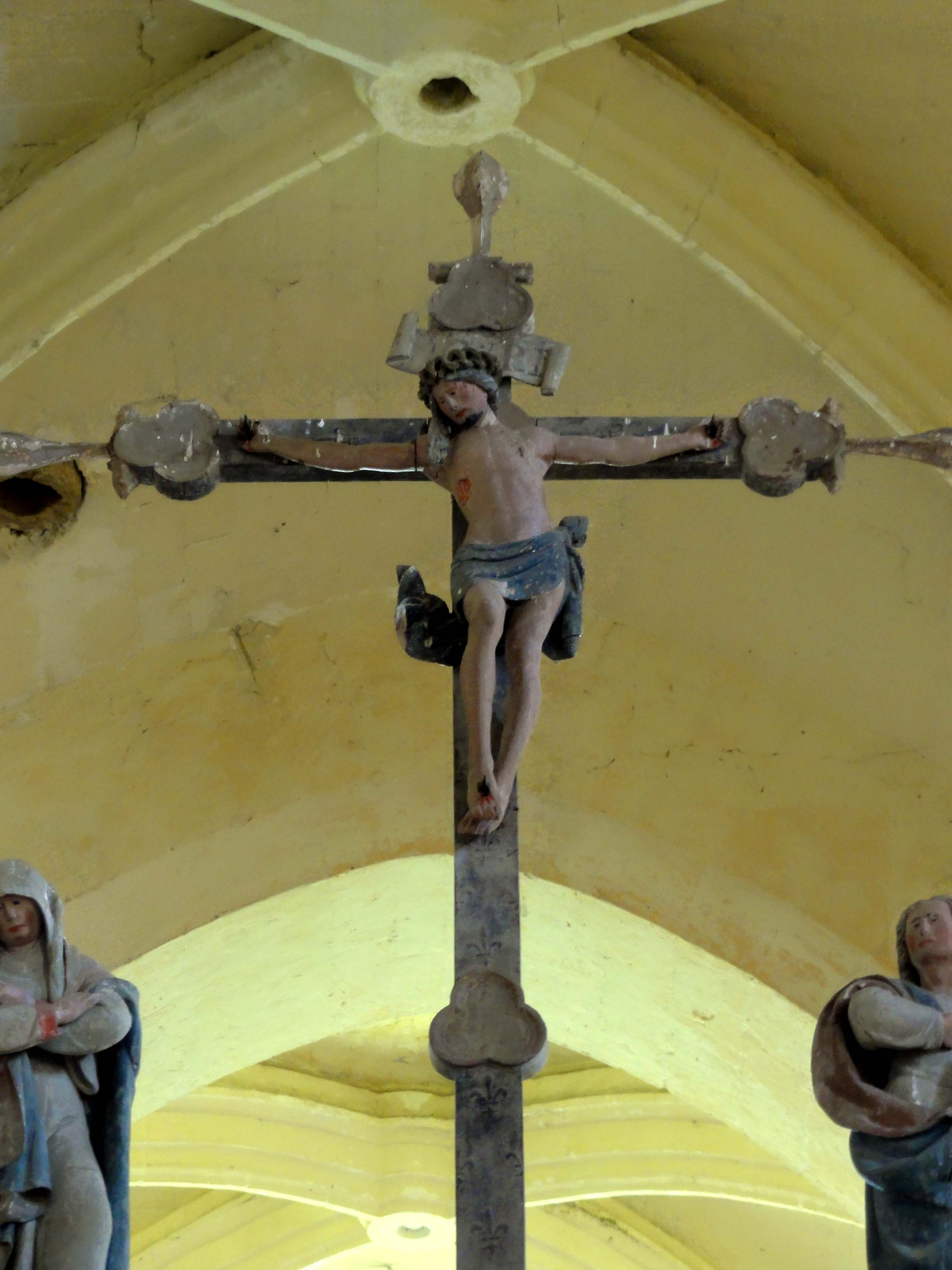
Christ en croix.
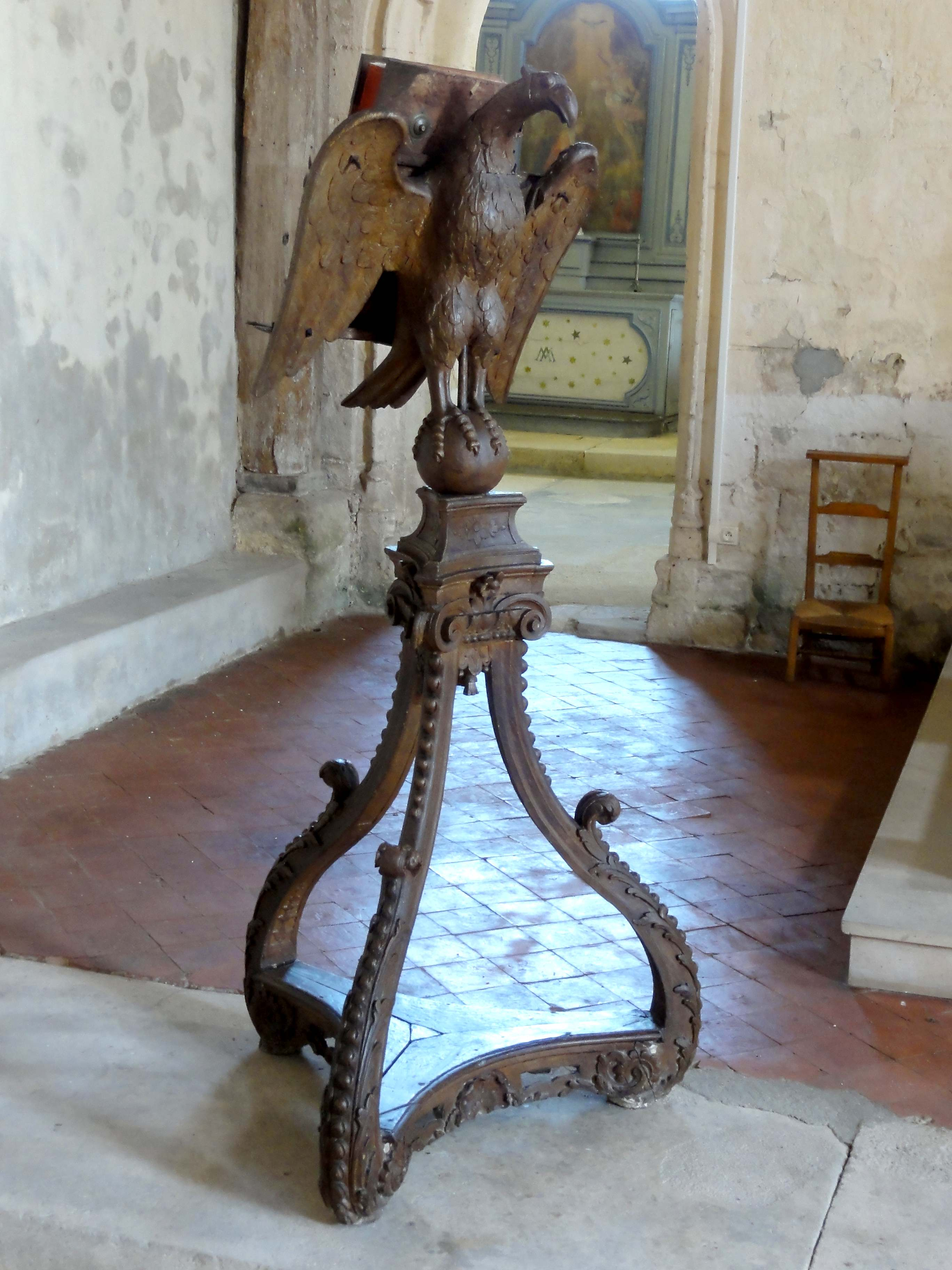
Aigle-lutrin.
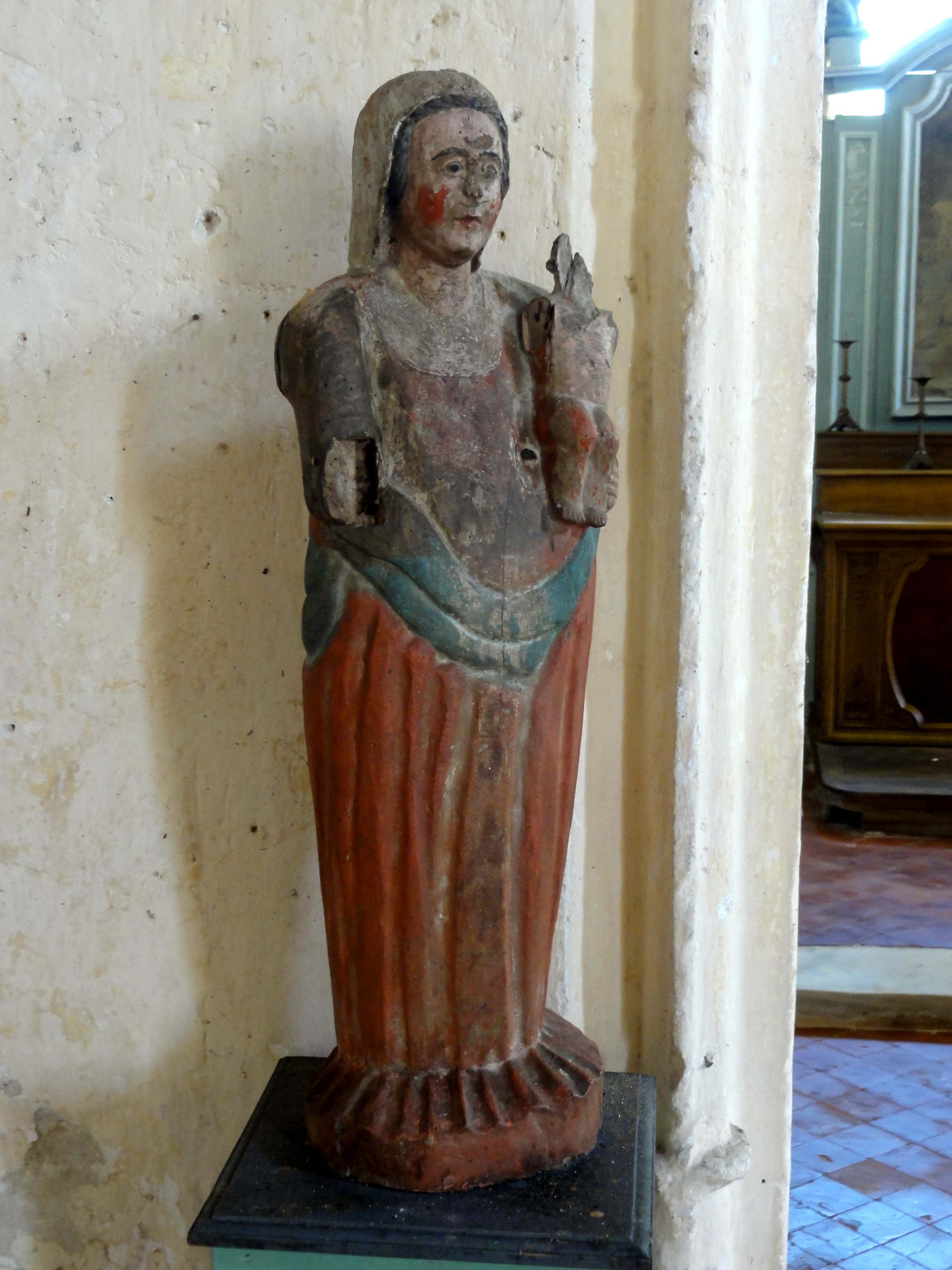
Vierge à l'Enfant.
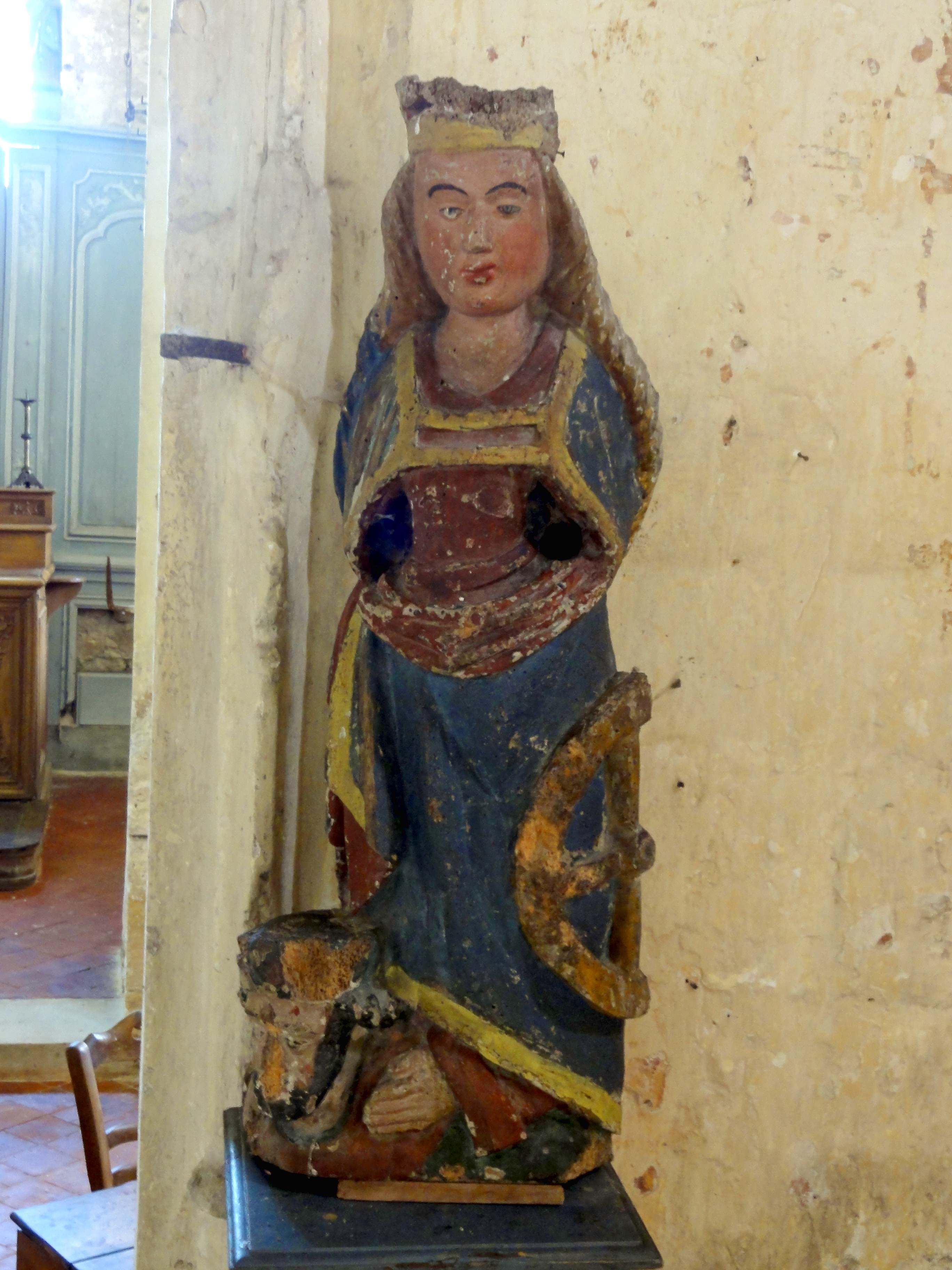
Sainte Catherine.
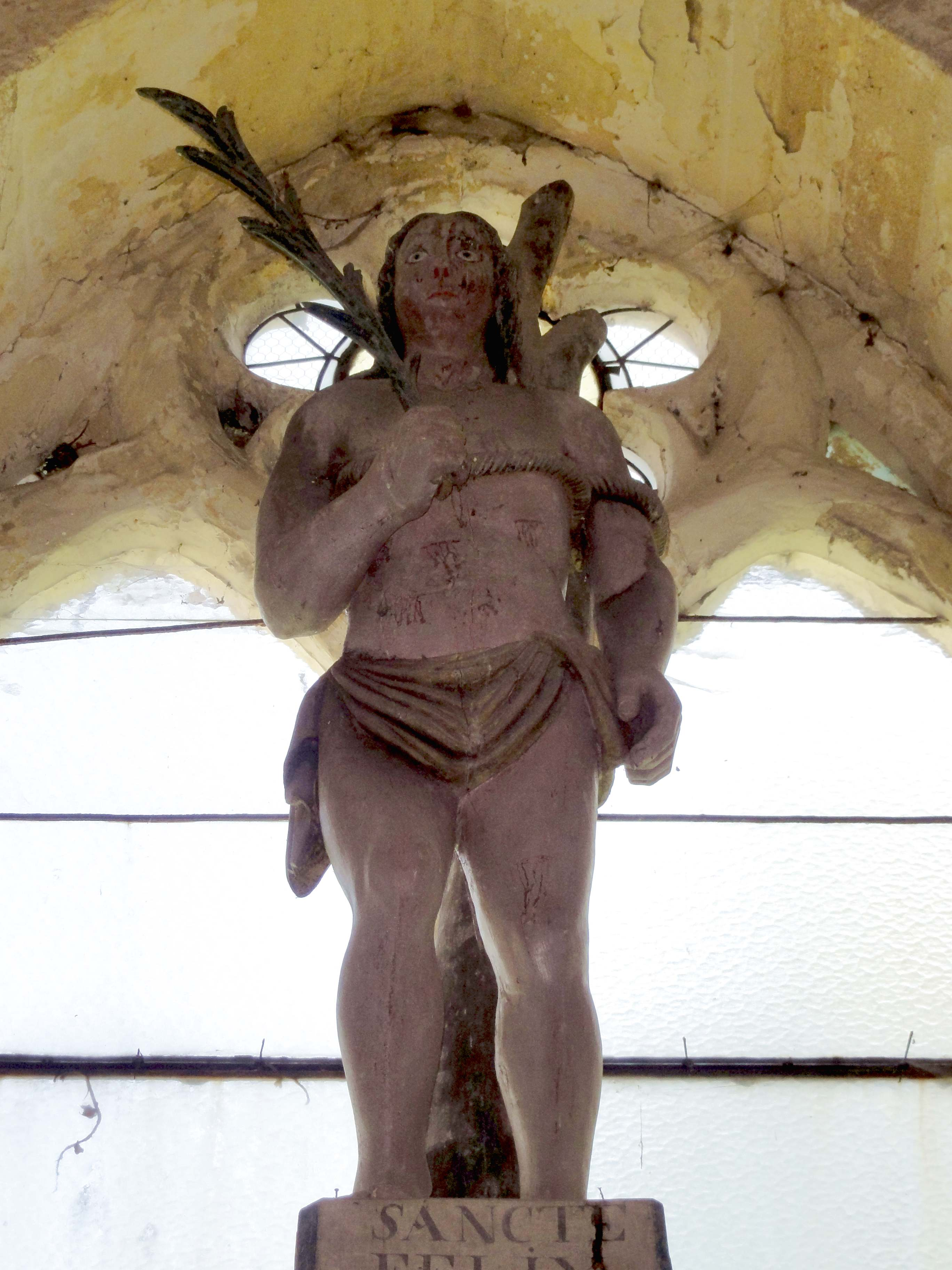
Saint Félix.
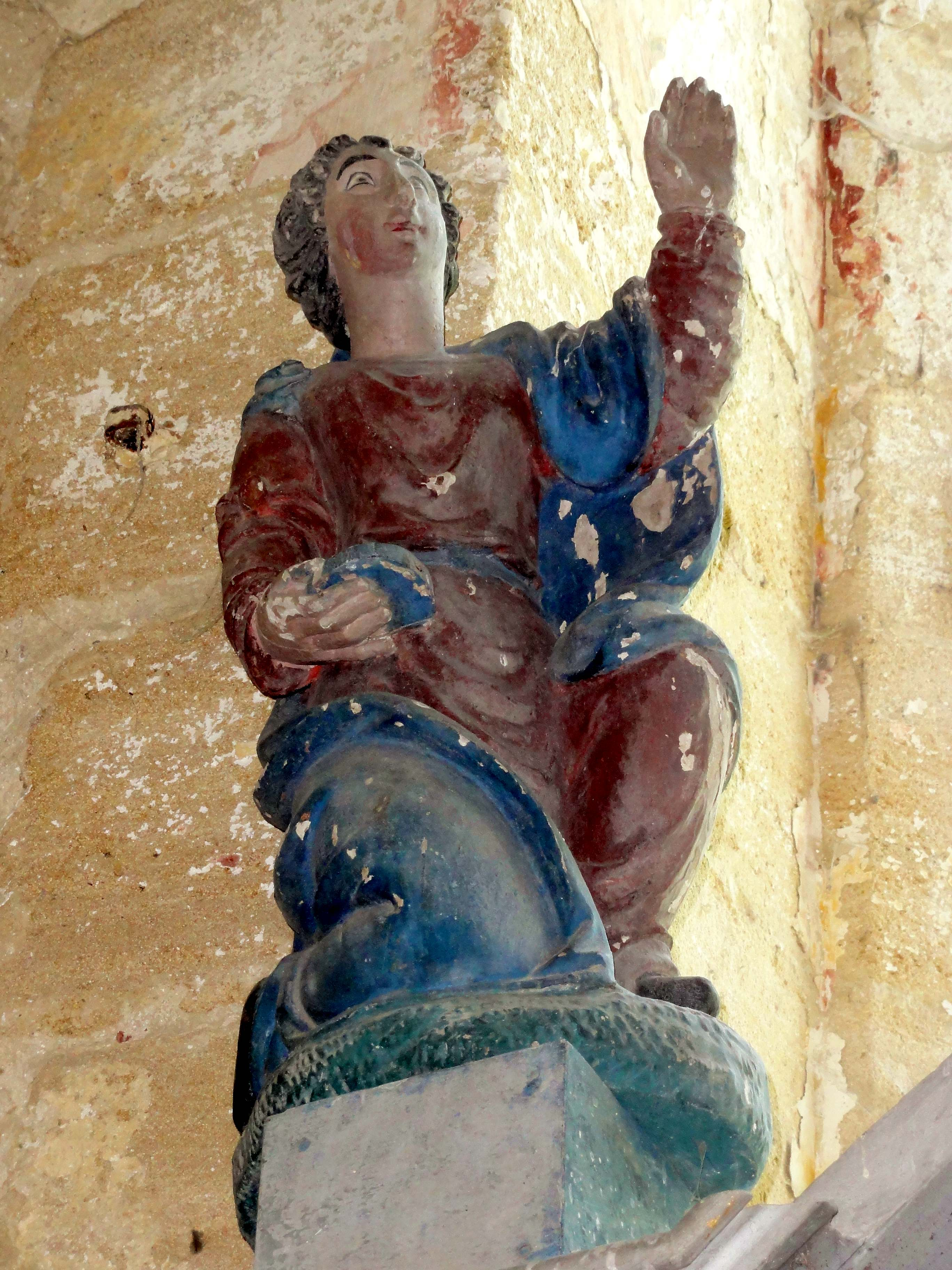
Personnage accompagnateur.
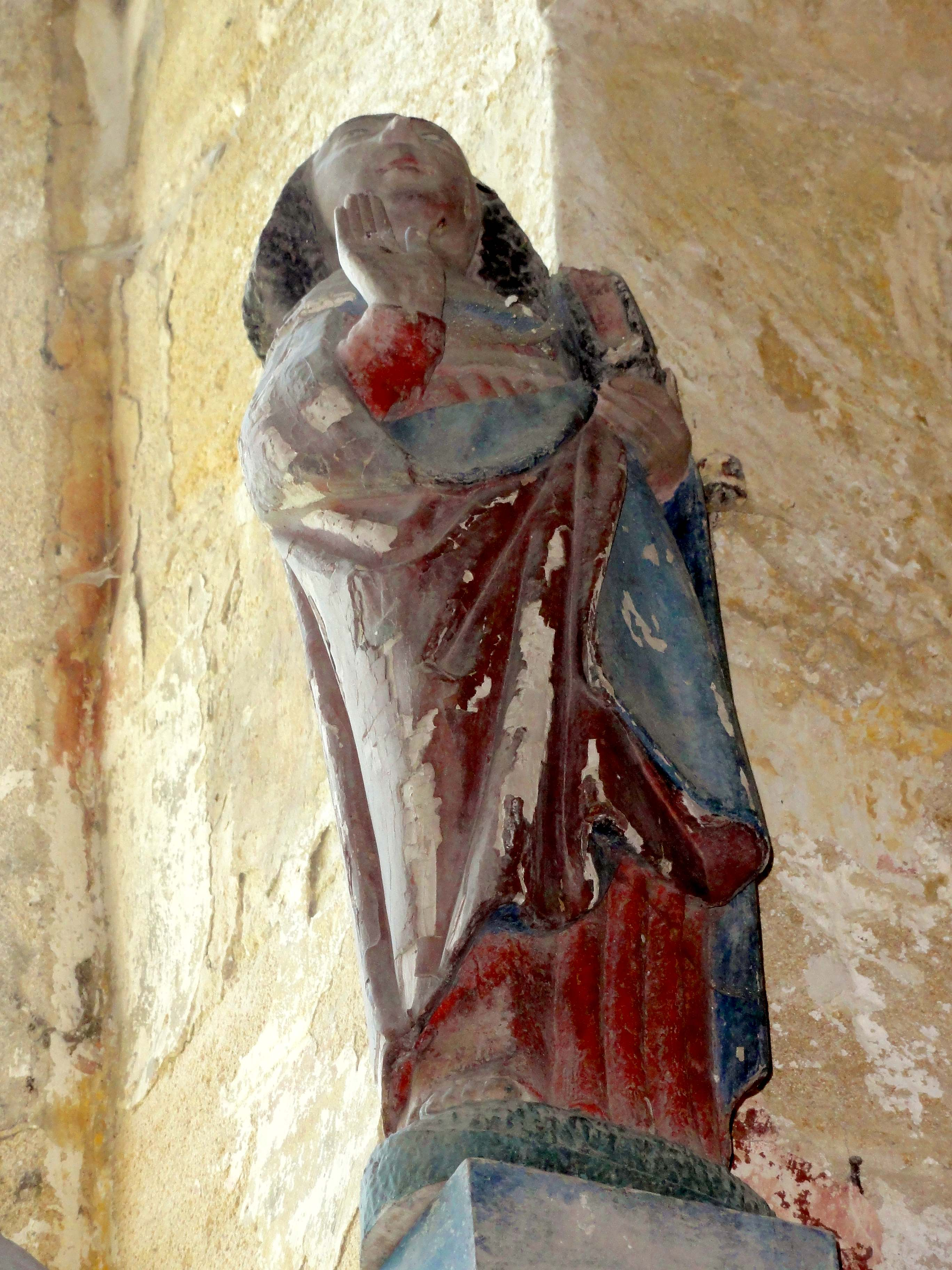
Personnage accompagnateur.
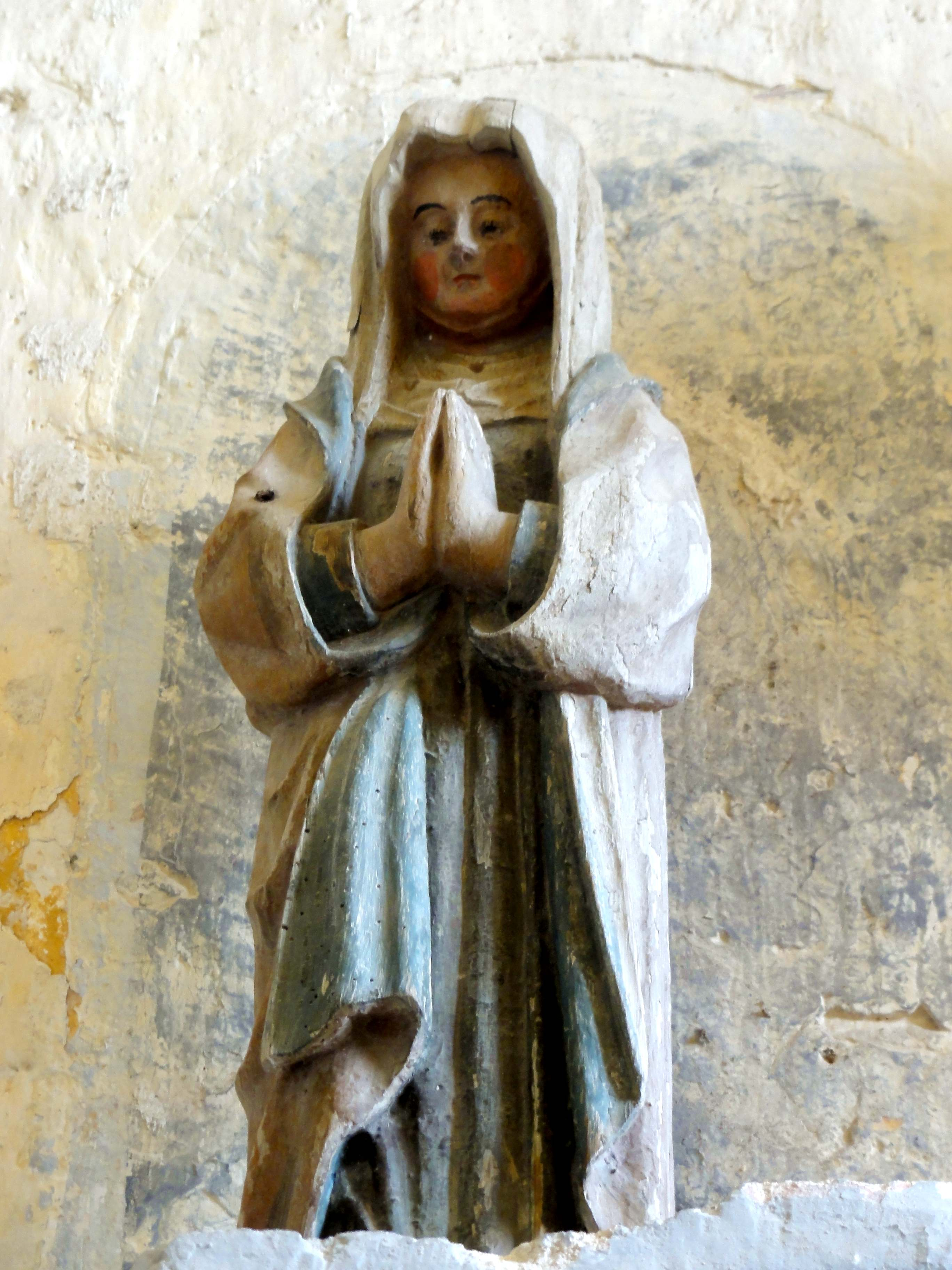
Vierge de douleur.
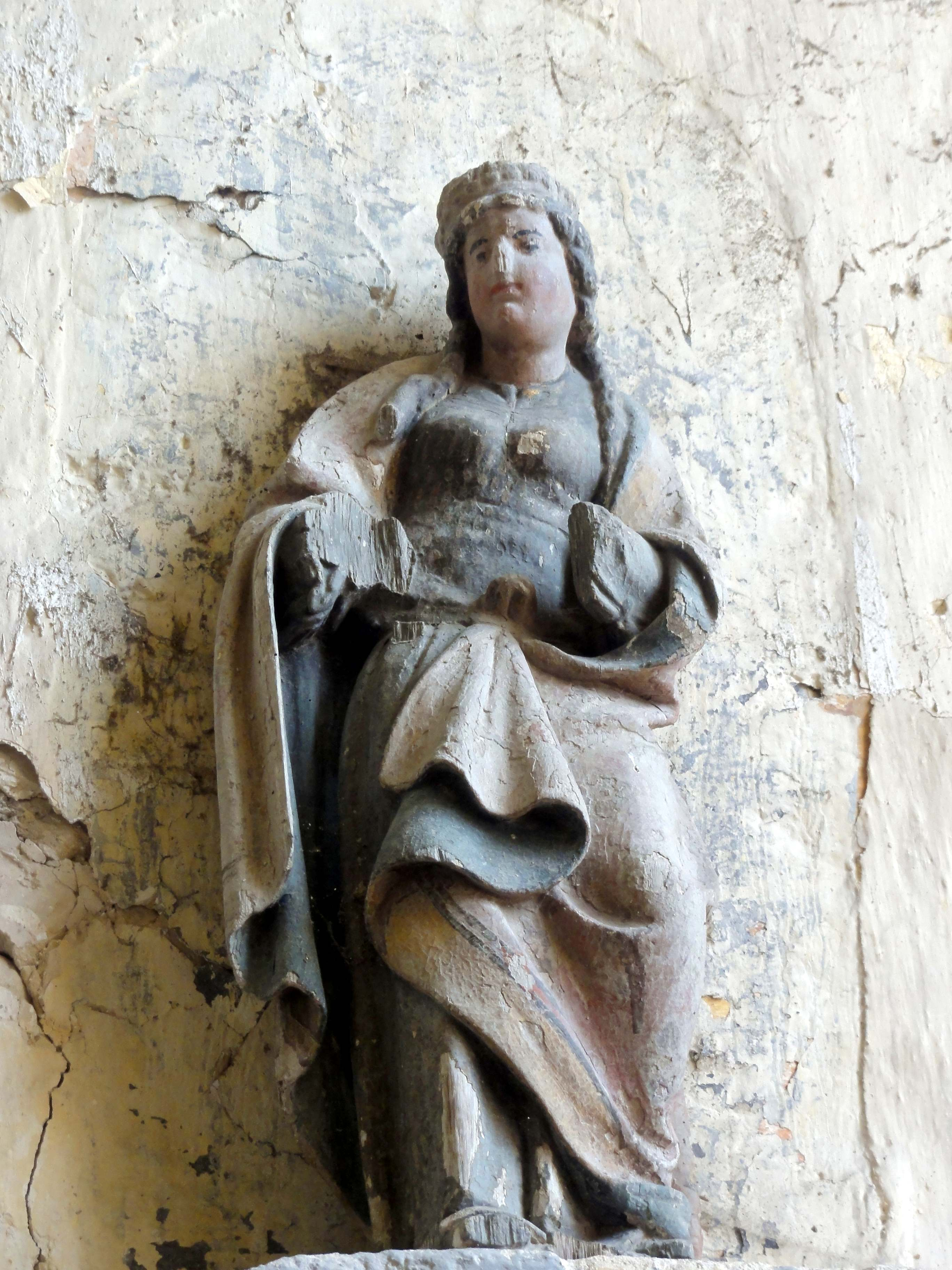
Sainte non identifiée.